# Histoire de l'Acadie
Vous lisez un « bon article » labellisé en 2011.
L'histoire de l'Acadie (territoire du Canada au sud-ouest de Terre-Neuve) débute au XVIe siècle. Ce territoire est toutefois déjà habité depuis au moins onze millénaires, d'abord par les Paléoaméricains. La période du grand hiatus, entre -8000 et -3000, correspond à un manque de preuves archéologiques. La culture archaïque maritime s'installe ensuite près de la mer et vit surtout des ressources halieutiques, côtoyant probablement d'autres peuples. La céramique est adoptée vers -500, à l'époque où se développent les peuples des Micmacs et des Etchemins. Ce qui est arrivé à ces derniers n'est pas connu, mais les Malécites, à qui leur sont probablement liés, occupent ensuite leur territoire.
Les Vikings fréquentent au moins une partie des côtes au XIe siècle, suivis des pêcheurs basques et d'autres Européens à partir du XIIIe siècle. Giovanni da Verrazzano longe les côtes en 1524 et utilise pour la première fois le nom Acadie. Jacques Cartier prend possession de l'Acadie au nom de la France en 1534.
Pierre Dugua de Mons fonde officiellement l'Acadie en 1604, à l'île Sainte-Croix ; la colonie est déplacée à Port-Royal par Champlain, en raison de conditions hostiles. L'arrivée des Européens change complètement le mode de vie des Amérindiens alors qu'un certain métissage a lieu avec les Acadiens, en plus d'une influence culturelle réciproque. L'Acadie souffre dès sa fondation de sa position stratégique entre le Canada et la Nouvelle-Angleterre. En plus des guerres civiles entre seigneurs, les attaques britanniques culminent par la conquête en 1710, officialisée par le traité d'Utrecht en 1713. La France garde dans les faits le contrôle d'une partie de ce territoire. Malgré cette position précaire, l'Acadie connait trois décennies de paix et de prospérité. La Déportation des Acadiens débute en 1755 et, malgré un nombre élevé de morts, une partie de la population parvient à se maintenir sur place.
La proclamation royale de 1763 permet à certains exilés de revenir en Acadie, tandis que les provinces du Nouveau-Brunswick et de l'Île-du-Prince-Édouard se séparent de la Nouvelle-Écosse à la fin du XVIIIe siècle. Lentement la société acadienne se restructure, en dépit de lois discriminatoires, dont elle souffre, tandis que la renaissance acadienne, a lieu entre 1850 et 1881, marquée par l'élection des premiers députés, et la création des premières institutions. Les Acadiens s'opposent à la Confédération canadienne, qui les agrège néanmoins en 1867. La première Convention nationale acadienne de 1881 ouvre une période de mise en valeur culturelle, de révolution industrielle et d'adoptions de symboles et d'institutions nationales. L'Acadie est touchée par les deux guerres mondiales et la Grande Dépression mais l'acadianisation de la société bat son plein, tandis que les mouvements coopératifs et syndicaux font leur apparition. Les institutions d'enseignement se développent à partir des années 1950 et l'Université de Moncton est fondée en 1963. Son ouverture provoque une effervescence culturelle, alors que les années suivantes sont marquées par les mouvements contestataires, notamment chez les étudiants. Le Parti acadien est fondé en 1972 dans le but de créer une province acadienne; sa dissolution en 1982 coïncide avec un recul des mouvements collectifs. Le premier Congrès mondial acadien a tout de même lieu en 1994. L'économie rattrape alors son retard, tandis que la défense des institutions et du français se poursuit. Commencée dans les années 1980, la reconnaissance légale et constitutionnelle des droits acadiens se poursuit également.

Carte administrative de l'Acadie avec ses principales régions et localités.

## Préhistoire

### Peuplement

Migration des Homo sapiens en Amérique.

Selon une théorie couramment acceptée jusqu'aux années 2000, les premiers Homo sapiens, autrement dit les humains modernes, arrivent en Amérique du Nord durant la dernière glaciation, la glaciation de Würm, qui commence il y a environ 80 000 ans pour se terminer il y a environ 12 000 ans. La concentration de l'eau dans les glaciers fait baisser le niveau de la mer d'environ 100 mètres, créant de vastes ponts terrestres, dont celui du détroit de Béring, la Béringie, reliant l'Alaska à la Sibérie sur plus de 1 000 km de long ; de grands mammifères s'y aventurent, suivis par les humains. Une autre théorie veut qu'un couloir libre de glace aurait permis aux humains d'atteindre le continent américain un peu plus tôt. Une théorie de plus en plus populaire, introduite par Michael Waters, fait remonter le peuplement à une époque située entre 11200 et 13500 av. J.-C., au moyen d'embarcations longeant les côtes et non à pied par la Béringie. Il existe de plus des traces de populations encore plus anciennes.

### Période paléoaméricaine (-9000 à -7000)
La période paléoaméricaine est la plus ancienne universellement reconnue par les archéologues. Les Paléoaméricains auraient vécu à partir du IXe millénaire av. J.-C.. Cette période est connue depuis l'exploration du site Clovis, aux États-Unis, durant les années 1920. Les sites paléoaméricains sont reconnaissables par leur mélange d'armes et d'outils en pierre taillée, notamment des pointes cannelées. Le premier site des Maritimes, et le plus important à ce jour, est découvert à la suite de la Deuxième Guerre mondiale, à la Base des Forces canadiennes Debert, en Nouvelle-Écosse ; il date d'environ 8 600 ans av. J.-C.. Les pointes trouvées sur le site Debert diffèrent en fait de celles trouvées ailleurs sur le continent, signifiant que la population a dû être isolée durant une grande période. Les archéologues s'entendent généralement pour dire que les Paléoaméricains sont arrivés par le sud dès que la fonte des glaciers permit la croissance des plantes, probablement de Nouvelle-Angleterre, puisque les pointes cannelées trouvées dans cette région sont plus anciennes.
La fin de la glaciation du Wisconsin a lieu au XIIIe millénaire av. J.-C. mais, d'après l'étude du site Debert, de la glace aurait subsisté en plusieurs endroits, influençant le climat et supportant probablement une végétation de type toundra, malgré la présence probable d'arbres et de grands mammifères, comme des mastodontes. Les Paléoaméricains construisaient des maisons avec des charpentes de bois, peut-être d'os, couvertes de peaux et munies d'un foyer central. Les connaissances sur la flore de l'époque laissent supposer que les environs de Debert étaient peuplés d'animaux comme le caribou ainsi que le renard et le lièvre ; la situation stratégique de Debert dans la migration des caribous aurait en fait déterminé la fondation du village. La population préférait vraisemblablement chasser à l'automne, et peut-être au début du printemps, restant sur place durant l'hiver. Selon James A. Tuck, il est très probable qu'ils se déplaçaient sur la côte durant l'été. Les fouilles archéologiques et l'analogie avec d'autres peuples laissent supposer que les Paléoaméricains vivaient en petits groupes familiaux, qui se regroupaient pour la chasse au caribou. Leur apparence est inconnue, bien que James A. Tuck estime qu'ils soient semblables aux Malécites et Micmacs actuels. Une chose est certaine, leur habillement devait être adapté à un climat rude.

### Grand hiatus (-8000 à -3000)
La période du VIIIe au IVe millénaire av. J.-C. est méconnue, comme c'est le cas pour plusieurs régions de l'est du Canada. Les archéologues savent que les Paléoaméricains y habitaient toujours, des pointes de flèches semblables aux leurs ayant été découvertes en plusieurs endroits, mais il n'existe aucune preuve d'établissements permanents. Ce manque apparent de présence humaine serait la conséquence d'une forêt de pins dense ayant poussé durant cette période, réduisant fortement la quantité de gibier et de ressources. D'autres archéologues s'opposent à cette théorie, s'appuyant notamment sur l'absence de preuves concluantes de l'existence de cette forêt et sur l'affirmation qu'elle n'aurait pas occupé tout le territoire, permettant à certains groupes de survivre. Selon David Sanger, le niveau de la baie de Fundy aurait été beaucoup plus bas et donc plus pauvre en ressources, expliquant l'inexistence de preuves archéologiques, au moins sur son rivage. Toutefois, la population exploitait les ressources halieutiques depuis le IXe millénaire av. J.-C. et peut-être même plus tôt. Selon James A. Tuck, les Paléoaméricains aurait donc vécu sur le rivage des Maritimes durant toute cette période et se seraient même aventurés dans les terres. L'augmentation constante du niveau de la mer aurait toutefois depuis effacé toute trace de présence humaine.

### Période pré-céramique tardive (-3000 à -500)
La période pré-céramique tardive est la plus ancienne dont les archéologues ont été en mesure de trouver de nombreux artéfacts. Elle commence au tournant des IVe millénaire av. J.-C. et IIIe millénaire av. J.-C. et dure jusqu'au milieu du Ier millénaire av. J.-C., correspondant à la période archaïque des Amériques ; à noter que l'adjectif « archaïque » s'applique mal aux Maritimes puisque l'agriculture n'y a jamais réellement existé durant la préhistoire.
La culture archaïque maritime s'étend le long des côtes, de la Nouvelle-Angleterre au Labrador, impliquant vraisemblablement la présence d'un réseau de communication maritime. Le site le plus ancien, au sud du Labrador, date du VIIe millénaire av. J.-C., tandis que les sites plus au sud datent du milieu du IIIe millénaire av. J.-C. ; la montée du niveau de la mer a toutefois fait disparaître la plupart des sites archéologiques. Certains artéfacts découverts au Labrador sont en pierre taillée, laissant supposer une transition entre la culture paléoaméricaine et la culture archaïque maritime. De plus, les artéfacts trouvés dans le tumulus de l'Anse Amour prouveraient un mode de vie lié à la mer.
La culture laurentienne, nommée ainsi puisqu'elle a été découverte sur les berges du fleuve Saint-Laurent, s'étend quant à elle dans les terres, principalement au centre du Nouveau-Brunswick et dans une moindre mesure en Nouvelle-Écosse, probablement parce qu'elle s'est répandue vers l'est à partir de la Nouvelle-Angleterre ; une forêt mixte, auquel ce peuple est adapté, se serait en effet formée à cette époque. Les sites laurentiens sont reconnaissables à trois critères : le manque de poterie, de pipes et de traces d'agriculture, la présence d'objets en pierre polie spécifiques et la présence d'objets en pierre taillée ; les sites des Maritimes, datant d'environ -3000 à -500, remplissent ces trois critères. Il semble que ce peuple était formé de petits groupes nomades. Ils portent vraisemblablement d'épais vêtements de cuir l'hiver et des vêtements très légers l'été. Leurs croyances impliquent le port d'amulettes faites de dents ou d'autres restes d'animaux ainsi qu'un soin particulier accordé aux funérailles, des armes, des outils et de l'ocre rouge étant enterrés avec le défunt.
Au moins deux autres peuples ont évolué dans la région. Deux sites, la fosse Dead Man's, sur la rivière Tobique au Nouveau-Brunswick, ainsi que le site McEvoy, sur le cap North, à l'île du Cap-Breton en Nouvelle-Écosse, sont possiblement associés à la culture archaïque du Bouclier, nommée ainsi puisqu'elle se concentre surtout dans le bouclier canadien, au bord de la baie d'Hudson. Les sites des Maritimes contiennent des outils de pierre semblables, utilisés surtout pour la chasse mais probablement aussi pour la pêche ; leur âge est évalué au milieu du IIe millénaire av. J.-C. et plus tard. James A. Tuck pense plutôt que ces sites correspondent à une culture archaïque maritime tardive. Les sites liés à la culture Susquehanna se retrouvent dans le comté de Charlotte, au bord de la baie de Fundy ; cette population est toutefois concentrée en Nouvelle-Angleterre. Les artéfacts sont surtout des outils et des armes en pierres taillées ainsi que des bols en pierre à savon. La culture Susquehanna est constituée de chasseurs-cueilleurs, résidant au bord de la mer l'été, sans toutefois compter autant sur la mer que la culture archaïque maritime, et résidant le long des cours d'eau l'hiver mais chassant surtout, contrairement à la culture laurentienne. Leurs rituels funéraires diffèrent des autres peuples de l'époque car ils pratiquent la crémation, enterrent les cendres et les os, tandis que plusieurs tombes contiennent de l'ocre rouge et des objets cassés rituellement.
Entre -2000 et -500, la culture archaïque maritime est délogée du Labrador par les Paléoesquimaux en provenance de l'Arctique ainsi que par la culture archaïque du Bouclier et par la culture laurentienne. La culture Dorset est présente à Terre-Neuve entre -500 et l'an 500. À la même époque, les Paléoesquimaux quittent tout le territoire sauf le Nord du Labrador, pour être remplacés par d'autres peuples, possiblement les ancêtres des Innus et des Béothuks ; les archéologues ne savent toujours pas si ces derniers sont des descendants de la culture archaïque maritime ou d'autres peuples. Les Béothuks disparaissent en 1829.

### Période de la céramique (-500 à 1604)

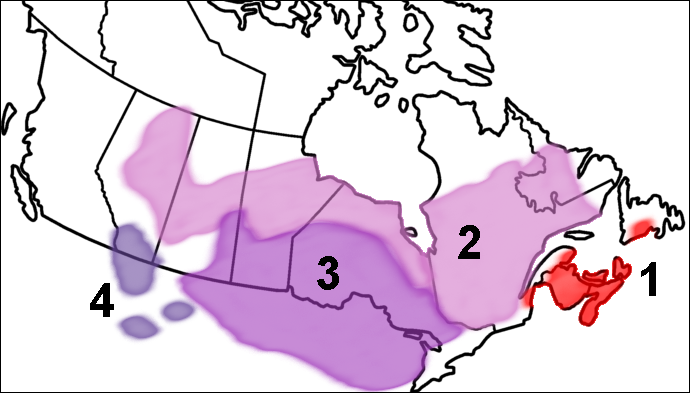
Extension des peuples algonquiens en Amérique du Nord.
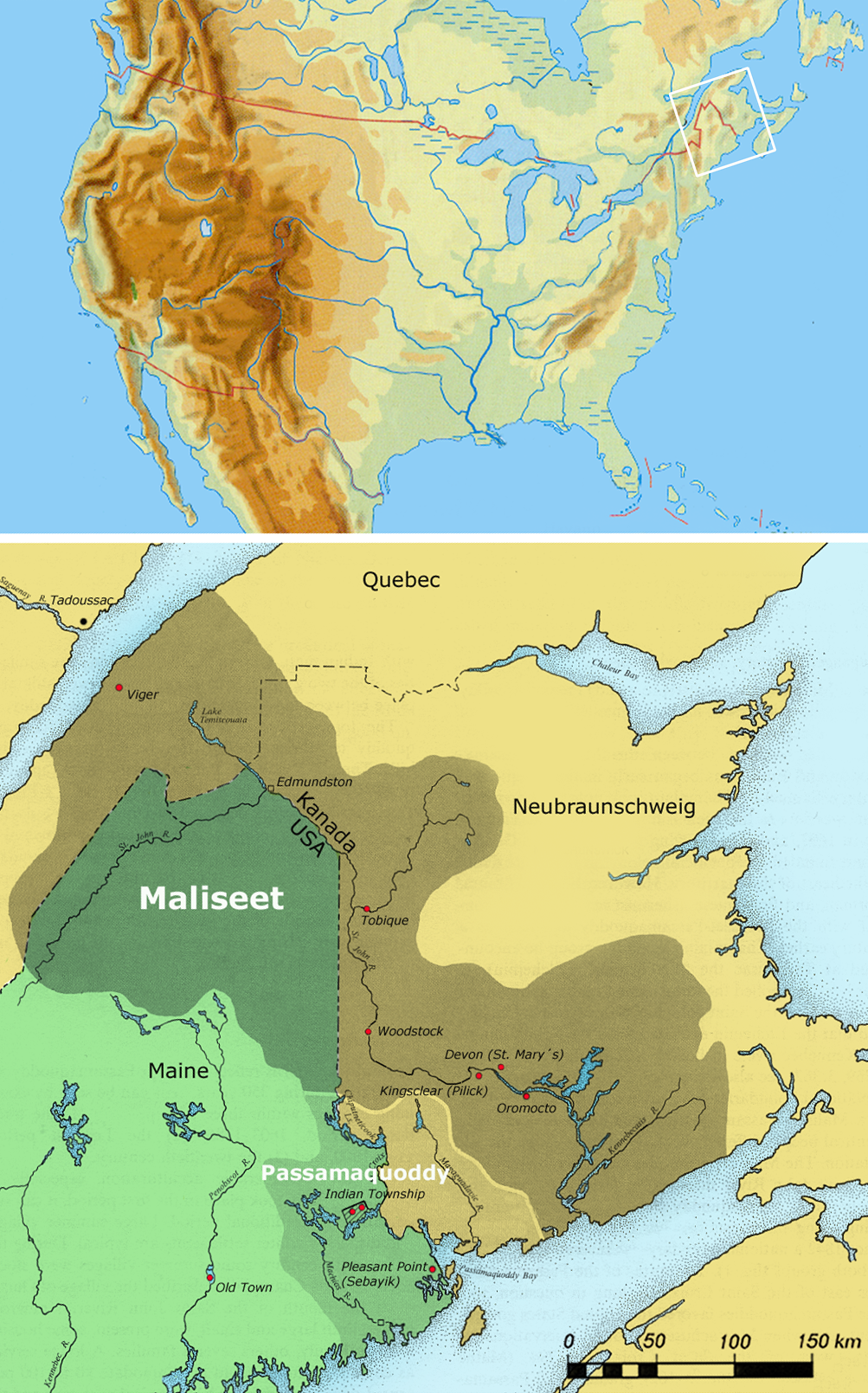
Territoire historique des Malécites.
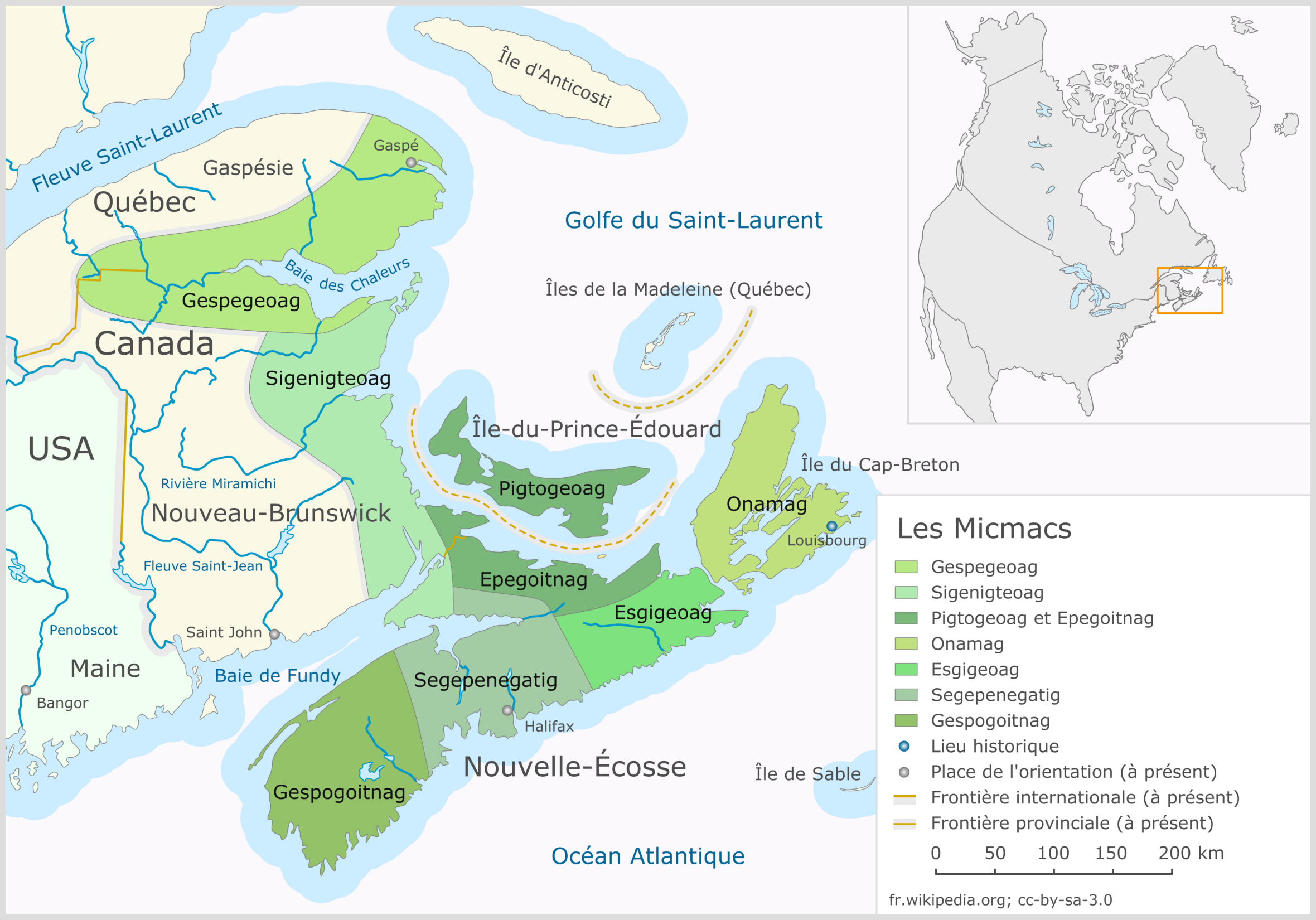
Territoire historique des Micmacs.

Il semble y avoir deux peuples durant la période de la céramique : les Etchemins, présents à l'ouest ainsi qu'au sud-ouest du Nouveau-Brunswick et les Souriquois, présents dans le reste du territoire. Leur territoire est sensiblement le même que celui des Micmacs et des Malécites actuels et il est presque certain que les Souriquois soient en fait les Micmacs mais le lien entre les Etchemins et les Malécites est plus ténu. Il est probable que les Passamaquoddys se soient séparés des Malécites au milieu du XVIIIe siècle ou même plus tôt ; de nos jours, ceux-ci vivent à l'extrême sud-ouest du Nouveau-Brunswick et aux États-Unis. Certains auteurs considèrent même que les Malécites, les Abénaquis et les Passamaquoddys occupent plus tard le territoire des Etchemins ; ces peuples pourraient en effet résulter des regroupements ethniques appliqués par les Européens. De nos jours, les Malécites et les Micmacs parlent des langues algonquiennes assez semblables, laissant supposer qu'ils dérivent du même peuple. Leur préhistoire est aussi semblable mais certaines différences laissent plutôt entrevoir une séparation ancienne, probablement même avant la période de la céramique. Des sites situés au bord de la baie de Passamaquoddy et dans les environs, datant de la période précéramique tardive, laissent supposer un lien avec la culture malécite, puisque les objets sont assez semblables, excepté l'absence de poterie ; le peu de preuves empêche toutefois de les lier formellement et ils pourraient aussi bien être liés à une culture Susquehanna tardive ou aux sites Dead Man's Poll et Tobique, plus au nord,. Quant aux Micmacs, leur tumulus Augustine, à Metepenagiag, est associé à la culture Adena de la vallée de la rivière Ohio, laissant supposer plusieurs influences culturelles.

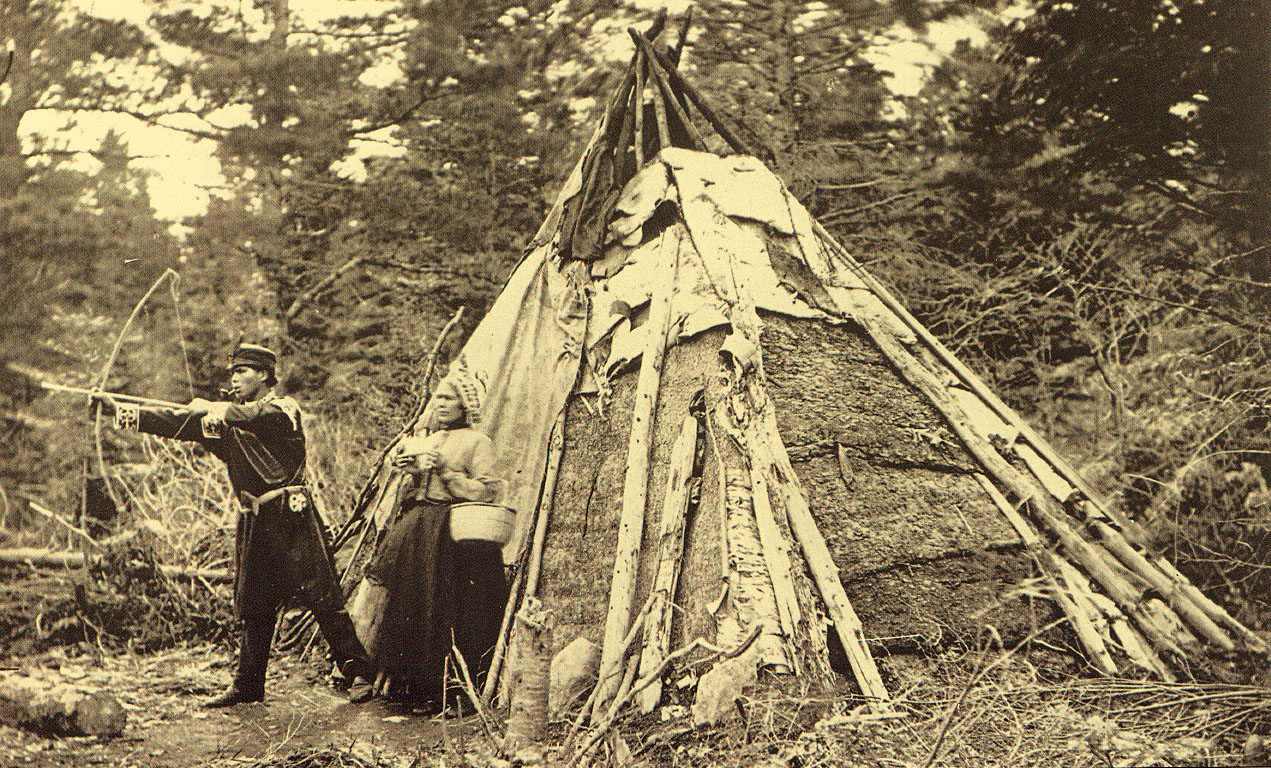
Micmacs, en 1873.

La céramique est introduite vers le milieu du Ier millénaire av. J.-C.. Les Malécites l'auraient importée de la Nouvelle-Angleterre et les Micmacs du Québec, via la Gaspésie. Bien que son introduction ait certainement amélioré le mode de vie, son encombrement et sa fragilité pour des populations semi-nomades pousseront plusieurs tribus à abandonner cette technique par la suite. Cela expliquerait aussi l'empressement avec lequel les marmites en cuivre seront adoptées après l'arrivée des Européens. La céramique des Maritimes suit une évolution semblable à ce qui se passe ailleurs sur le continent. Les premiers pots micmacs sont les plus minces et les plus durs, leur décoration est faite avec un outil dentelé alors que les pots plus récents sont plus épais et friables et leurs décors sont faits avec une palette enroulée d'une corde alors que l'argile est encore humide. La céramique malécite la plus ancienne est de forme ronde, au goulot s'élargissant légèrement. Des grains de granit sont ajoutés au matériau, le rendant légèrement brillant, et le goulot est décoré de motifs géométriques variés au moyen d'un outil dentelé tandis que le corps est décoré au moyen d'une palette couverte de corde ou simplement aplani. La céramique malécite plus tardive est de forme semblable mais a souvent un collet près du goulot. La céramique est désormais tempérée avec des morceaux de coquilles ou plus couramment de la pierre concassée. Les motifs sont semblables mais sont désormais faits avec un bâton enroulé de corde.
Les Malécites pratiquent l'agriculture, mais les archéologues ne s'entendent pas sur l'époque de son adoption. Selon David Sanger, les Malécites ont des établissements permanents au bord de la mer et s'aventurent le long des cours d'eau uniquement lorsque le poisson est plus abondant. Ils construisent des maisons semi-souterraines.
Les Micmacs semblent avoir toujours eu un mode de vie semi-nomade, se déplaçant vers la côte à la fin de l'hiver pour pêcher. Les oiseaux migrateurs, apparemment plus nombreux à l'époque, fournissent une bonne partie de la nourriture au printemps, à laquelle s'ajoute la chasse d'animaux locaux. Durant l'été, ils pêchent parfois au crochet, en plus de recueillir occasionnellement des mollusques. Les mammifères marins sont surtout chassés l'été alors qu'une autre chasse aux oiseaux migrateurs a lieu à l'automne. Les Micmacs se déplacent ensuite dans les terres pour pêcher l'anguille. Le poisson et les anguilles fumées ou séchées servent en effet de provisions durant l'hiver mais des mammifères terrestres sont aussi chassés. Les camps saisonniers les plus anciens ont été découverts près de Tracadie-Sheila ainsi qu'en plusieurs endroits de l'Île-du-Prince-Édouard et de la Nouvelle-Écosse mais le site le plus important et le plus ancien — datant du milieu du Ier millénaire av. J.-C. — reste le site Oxbow. Il semble en fait que les Micmacs aient gardé un mode de vie sensiblement semblable durant tout cette période. Les artéfacts micmacs ne sont pas très différents de ceux des Malécites mais suivent une lente évolution, fruit des contacts avec d'autres cultures. Les fouilles archéologiques ont surtout permis de récupérer des objets en os et en pierre mais ils en fabriquaient aussi en bois de cervidés, en cuir et en bois. Les pointes de javelots et de flèches sont encochées pour les attacher. Les couteaux en éclats de pierre gardent généralement la même forme que dans la période précédente ; les grattoirs sont fréquents mais diminuent en taille avec le temps. Les pointes en os ou en bois pour les lances, les flèches, les harpons et les tridents ont des formes variées. Les Micmacs fabriquaient des pendentifs avec des dents animales, des perles en os et d'autres objets décoratifs probablement censés avoir des propriétés magiques.

## Contact (1000 à 1604)

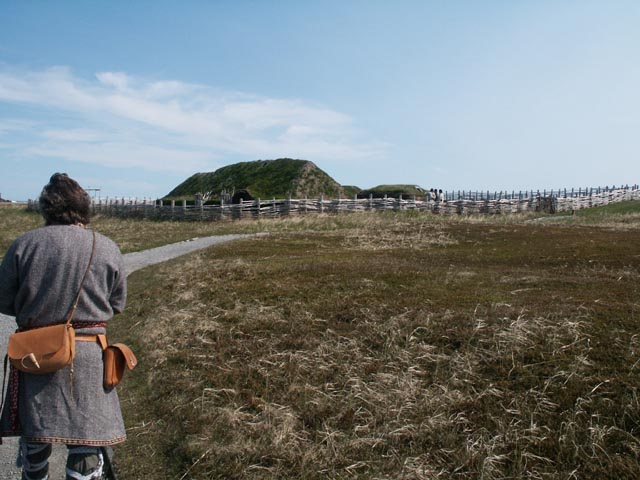
Reconstitution de L'Anse-aux-Meadows.

En 985 ou 986, le Viking Erik le Rouge explore le sud du Groenland. Bjarni Herjólfsson tente de le rejoindre mais est dirigé plus au sud, probablement à Terre-Neuve, devenant possiblement le premier Européen à explorer l'Amérique. Vers l'an mille, Leif Ericson, le fils d'Erik le Rouge, explore les terres découvertes par Bjarni Herjolfsson. Il fonde Straumfjord, dans le Nord de la colonie du Vinland, correspondant à l'Anse aux Meadows, à Terre-Neuve-et-Labrador ; la colonie est abandonnée quelques années plus tard. La Saga d'Erik le Rouge mentionne aussi la fondation d'une autre colonie, Hop, une guerre avec la population locale, les Skrælings, et l'exploration d'autres terres mais aucune preuve concluante de leur présence ailleurs qu'à l'Anse-aux-Meadows n'a été trouvée jusqu'à ce jour. On sait toutefois que les Vikings continuent de visiter occasionnellement l'Amérique du Nord pour se procurer du bois.
Entre 1075 et 1080, Adam de Brême est le premier à mentionner le Nord-est du continent, dans Gesta Hammaburgensis ecclesiae pontificum.
Dès le XVIe siècle, des pêcheurs basques viennent régulièrement pêcher la baleine et la morue à Terre-Neuve. Au contact des Amérindiens, un sabir basco-algonquin se développe entre les Basques et les Micmacs. Aux caraques basques, encore très majoritaires au XVIIe siècle, s'ajoutent quelques navires portugais, français, bretons et normands ainsi que des marchands de fourrures,.
L'Amérique du Sud est colonisée par l'Espagne et le Portugal à la suite du voyage de Christophe Colomb, en 1492 ; le traité de Tordesillas, signé en 1494, concède tout le continent à ces deux puissances. L'Angleterre souhaite alors coloniser l'Amérique du Nord, aux environs du 37e parallèle, tandis que la France s'intéresse au 45e parallèle. Jean Cabot est probablement le premier à explorer l'Acadie pour le compte de l'Angleterre, en 1497. La France, constamment en conflit avec l'Espagne, s'intéresse tardivement à la colonisation des Amériques ; Giovanni da Verrazzano est toutefois envoyé pour explorer la côte de la Floride à l'île du Cap-Breton en 1524. Arrivé dans la région de l'actuelle ville de Washington, il utilise pour la première fois le nom « Acadie », sous la forme « Arcadie », en référence à cette région luxuriante de Grèce ; le terme est appliqué plus au nord dès 1548, avant d'apparaître sous la forme actuelle au début du XVIIe siècle. Jacques Cartier débarque à Miscou en 1534 et explore une partie de la côte, permettant de mieux connaître la géographie et les cultures amérindiennes mais aussi de confirmer la possibilité d'un établissement permanent et l'abondance des ressources naturelles ; le passage tant recherché vers l'Asie n'est toutefois pas trouvé.

Trajet probable des Vikings en Amérique du Nord
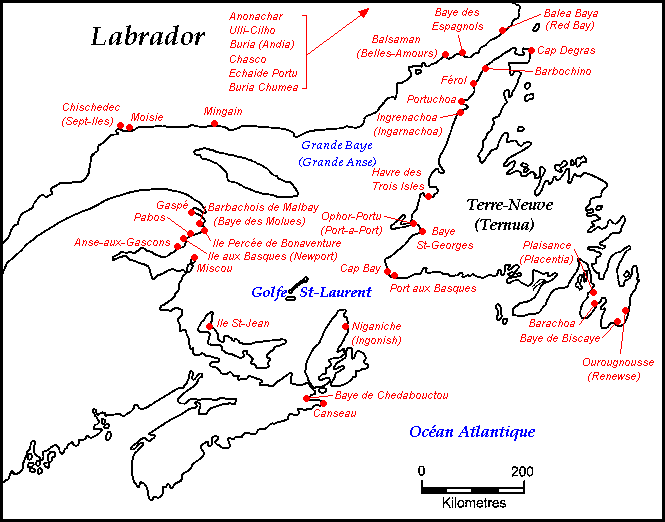
Postes de pêche basques aux XVIe et XVIIe siècles
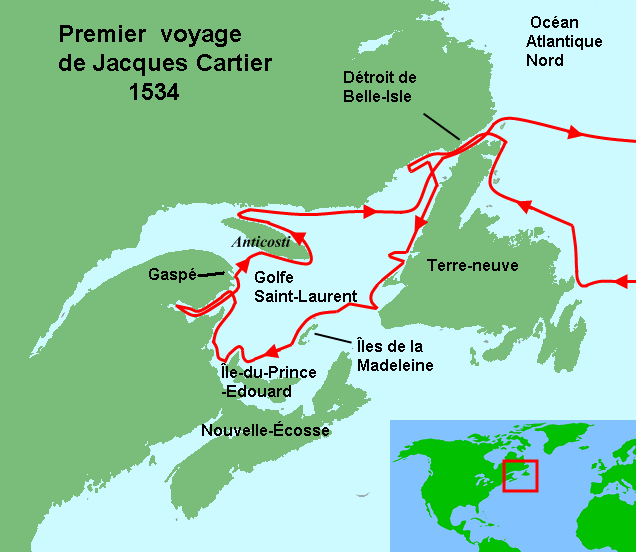
Trajet du premier voyage de Jacques Cartier

## Acadie française (1604-1713)

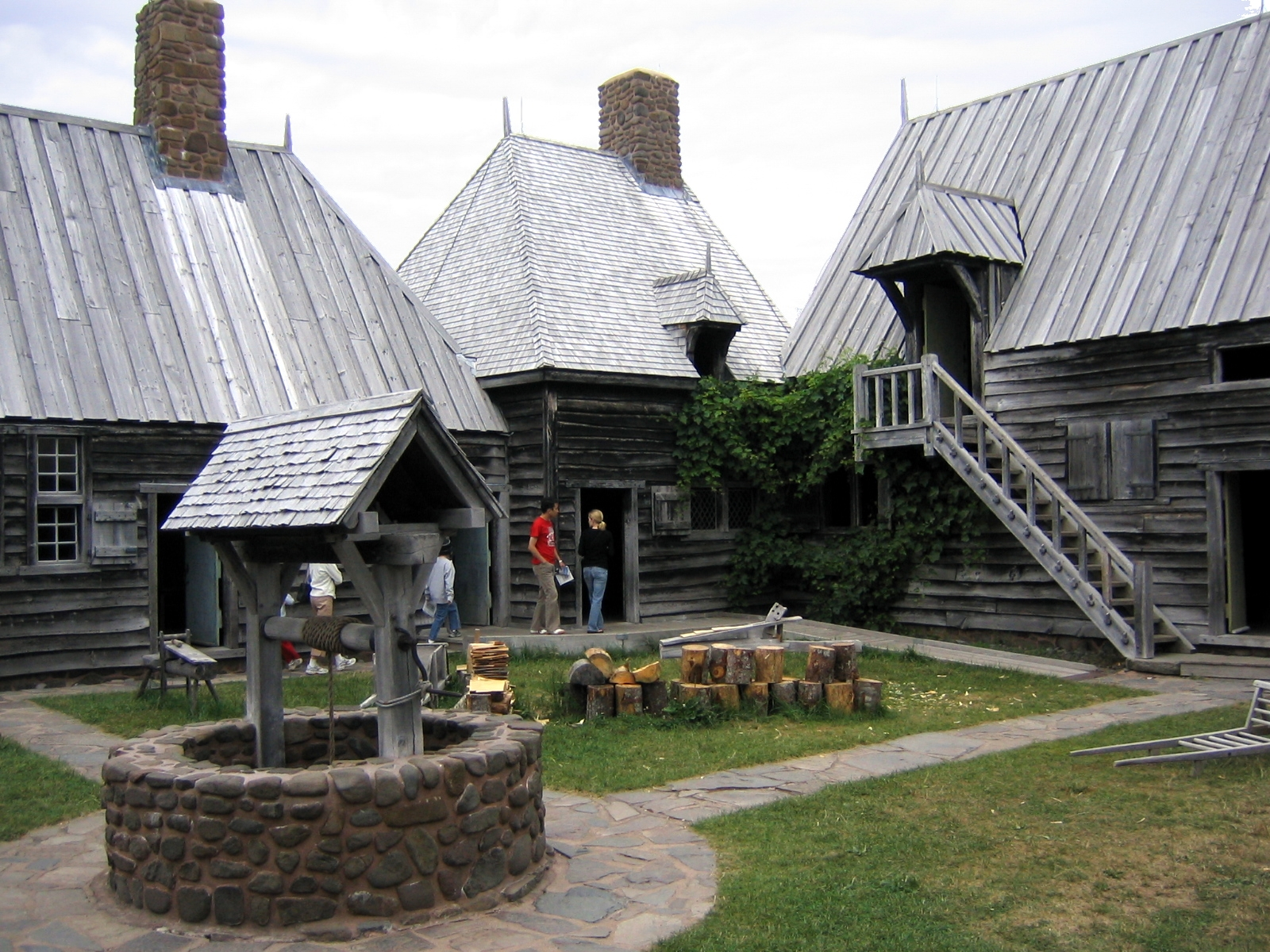
Reconstitution de l'Habitation de Port-Royal.

### Premières tentatives
En raison des problèmes de territoire causés par la traite des fourrures, le roi de France Henri III accorde des monopoles de traite à des groupes de marchands à partir de 1577 ou 1588 selon les sources, dans le but de financer la colonisation,. En 1603, le marchand protestant Pierre Dugua de Mons obtient un monopole de dix ans à condition d'établir plusieurs colons. À la même époque, des écrivains font miroiter une vision idyllique de l'Amérique.
Troilus de Mesgouez fonde une colonie à l'île de Sable en 1598 mais celle-ci est abandonnée en 1603, douze hommes seulement ayant survécu. Aymar de Chaste obtient le monopole commercial de la Nouvelle-France la même année ; il envoie en expédition François Gravé, accompagné entre autres de Samuel de Champlain, mais aucun établissement n'est fondé.
En 1604, De Mons part en expédition, accompagné d'environ 80 personnes dont Samuel de Champlain et Jean de Poutrincourt. De Mons choisit de s'établir à la baie française, appelée baie de Fundy de nos jours, à la suggestion de Champlain ; la colonie est fondée à l'île Sainte-Croix, sur la rive nord, mais environ la moitié des colons meurent du scorbut lors du premier hiver. La colonie est déplacée l'année suivante à Port-Royal, sur la rive sud ; douze personnes meurent tout de même du scorbut mais la colonie reçoit l'aide des Micmacs. Champlain explore toute la côte jusqu'au cap Cod. La colonie coûte cher à entretenir et il est presque impossible d'empêcher la contrebande d'autres marchands. Le monopole commercial de De Mons est révoqué avant échéance en 1607 et il ramène tous les colons en France.
Poutrincourt obtient une concession et revient s'établir à Port-Royal en 1610, accompagné de quelques personnes dont Claude et Charles de Saint-Étienne de La Tour. Le commerce de fourrures ne parvient pas à combler les coûts de la colonie et Poutrincourt demande l'aide financière des Jésuites ; il leur demande aussi d'envoyer deux des leurs pour seconder le prêtre Jessé Fléché. À leur arrivée, ils accusent ce dernier d'avoir baptisé les Micmacs sans leur avoir donné l'instruction religieuse nécessaire ; l'affaire divise la colonie en deux camps et prend une telle proportion qu'elle est présentée à la cour et à la Sorbonne. Les Jésuites fondent en 1613 une colonie rivale sur l'île des Monts Déserts.

Carte de l'Acadie de 1604 à 1607, montrant les expéditions de Samuel de Champlain et de Pierre Dugua de Mons ainsi que les deux habitations.
Carte de l'Acadie de 1610 à 1613, montrant les deux établissements et les peuples amérindiens.

### Colonisation écossaise
Les zones d'influence française et anglaise sont trop rapprochées et l'Acadie, située entre les deux, ne peut pas échapper à un conflit. En 1613, Samuel Argall, de Virginie, détruit les deux établissements et en chasse les habitants mais certains, dont Charles de Biencourt, le fils de Poutrincourt, décident de rester sur place ; la période qui s'ensuit n'est pas bien connue mais l'on sait que les Français habitent parmi les indigènes et font venir annuellement des vivres de La Rochelle tandis que leur isolement jette les bases de l'identité acadienne. Claude de Saint-Étienne de la Tour continue le commerce de fourrures après la mort de Biencourt en 1623.
En 1621, le gouvernement anglais change le nom de la colonie en Nouvelle-Écosse mais ne s'y intéresse réellement qu'à partir de 1629 lorsqu'il fait venir les colons écossais de William Alexander ; Claude de la Tour est alors fait baronnet et reçoit une grande terre. La France s'intéresse à nouveau à l'Acadie à la même époque ; le gouvernement abandonne les compagnies privées alors que Richelieu fonde la Compagnie des Cent-Associés en 1627, à laquelle l'État participe et dont l'un des objectifs est de faire venir un grand nombre de colons. En 1631, Charles de la Tour est nommé lieutenant général de l'Acadie par la France ; grâce à l'aide gouvernementale, il construit en 1632 un fort au cap Sable et un autre à Saint-Jean. Jusqu'à cette époque, l'Acadie entretient surtout des liens avec l'Aunis et la Saintonge.

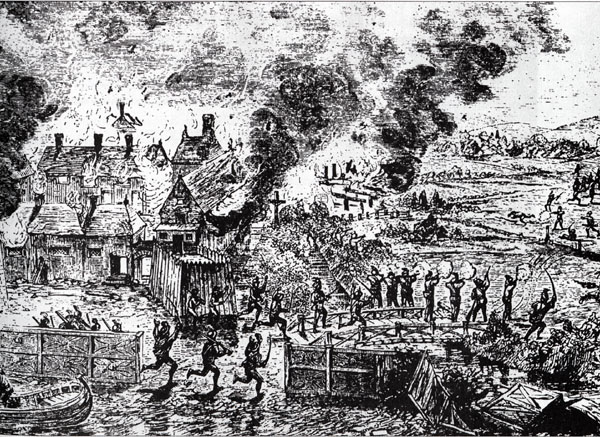
Attaque de Port-Royal par Samuel Argall.
Carte de la Nouvelle-Écosse de William Alexander en 1632.

### Retour à la France
L'Acadie est cédée à la France en 1632 par la signature du traité de Saint-Germain-en-Laye, qui met aussi fin à la colonisation écossaise. Le gouvernement français tente de transformer l'Acadie en un « rempart » entre le Canada et la Nouvelle-Angleterre et pour cette cause implante le système seigneurial puis nomme Isaac de Razilly au poste de gouverneur En 1632 Razilly quitte Auray en Bretagne pour l'Acadie avec 3 Capucins et 300 Hommes d’élite. Le régime seigneurial est en grande partie un échec, dû notamment à la grande liberté de la population, au faible contrôle du gouvernement et à l'étendue du territoire.
L'Acadie est à nouveau délaissée pendant plusieurs années car la guerre franco-espagnole se déroule entre 1636 et 1659 tandis que la première Révolution anglaise dure de 1642 à 1660. Entre-temps, Razilly déplace la capitale à La Hève ; il s'intéresse plus au commerce maritime qu'à l'agriculture, ce qui explique ses choix d'établissements.

### Guerre civile

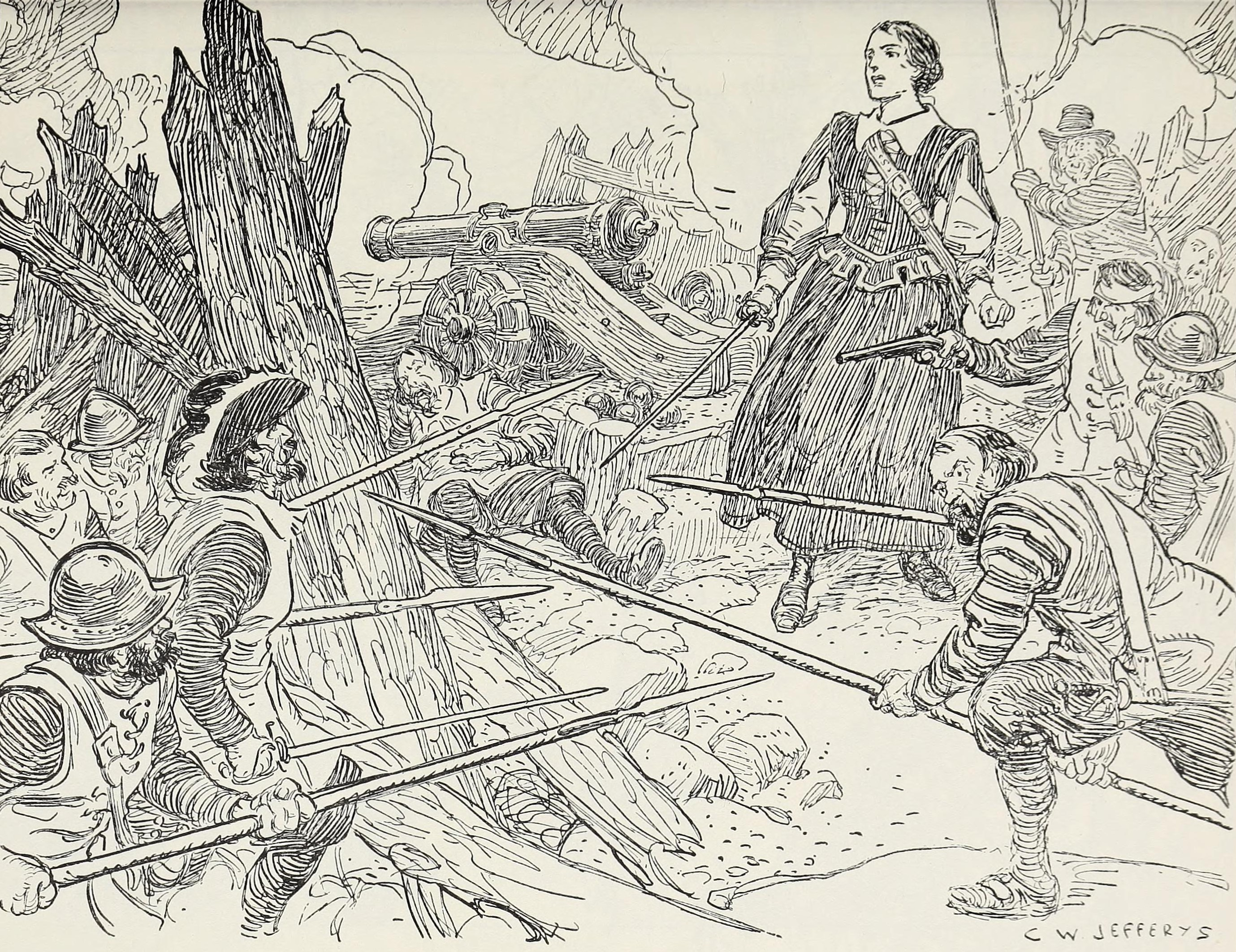
Françoise-Marie Jacquelin défendant le fort Saint-Jean contre D'Aulnay, par Charles William Jefferys.

La mort de Razilly, survenue en 1636, provoque une dispute entre Charles de Menou d'Aulnay de Charnizay  et Charles de Saint-Étienne de la Tour. D'Aulnay de Charnizay ramène la capitale à Port-Royal et déclenche une guerre civile contre La Tour. Tous deux s'adressent au roi à plusieurs reprises pour faire trancher les limites de leur territoire respectif ; la décision rendue confond les deux territoires — preuve de la faible connaissance géographique de l'Acadie — et ne règle pas leur querelle. D'Aulnay de Charnizay et La Tour concluent des ententes avec le Massachusetts mais les Anglais évitent d'être trop impliqués dans le conflit.
La mort accidentelle de D'Aulnay en 1650 engendre une guerre de succession entre Emmanuel Le Borgne, Charles de Saint-Étienne de la Tour et Nicolas Denys. Le Borgne était le principal créancier de la famille D'Aulnay mais n'arrive pas à s'entendre sur la succession. En 1652, il s'empare de Port-Royal, où se trouvent les intérêts de la famille D'Aulnay, et attaque les établissements de ses rivaux, dont La Hève, Pentagouët et Havre-Saint-Pierre. La Tour épouse la veuve de D'Aulnay de Charnizay à la fois pour tenter de réconcilier les deux familles, de rétablir la paix et pour reprendre ses possessions. En 1654, Denys obtient une concession comprenant le golfe du Saint-Laurent entre le Canceaux et Gaspé.

### Contrôle anglais
Robert Sedgwick, qui a pour mission d'attaquer la Nouvelle-Néerlande, attaque aussi l'Acadie sur son passage en 1654. Durant les années suivantes, la France, malgré la perte de l'Acadie, continue d'accorder des concessions ainsi que des permis de chasse et de pêche. Le Royaume-Uni renomme la colonie Nouvelle-Écosse et la concède à William Crowne, Charles de Saint-Étienne de la Tour et Thomas Temple. La Tour profite peu de cette concession, alors que Temple, devenu plus tard gouverneur, fait peu d'efforts pour mettre en valeur son territoire alors qu'il est continuellement opposé à ses rivaux comme Emmanuel Le Borgne. La guerre civile en Angleterre favorise le Massachusetts, qui envoie des pêcheurs à Terre-Neuve. Les Français eux-mêmes fondent la colonie de Plaisance à Terre-Neuve en 1660.

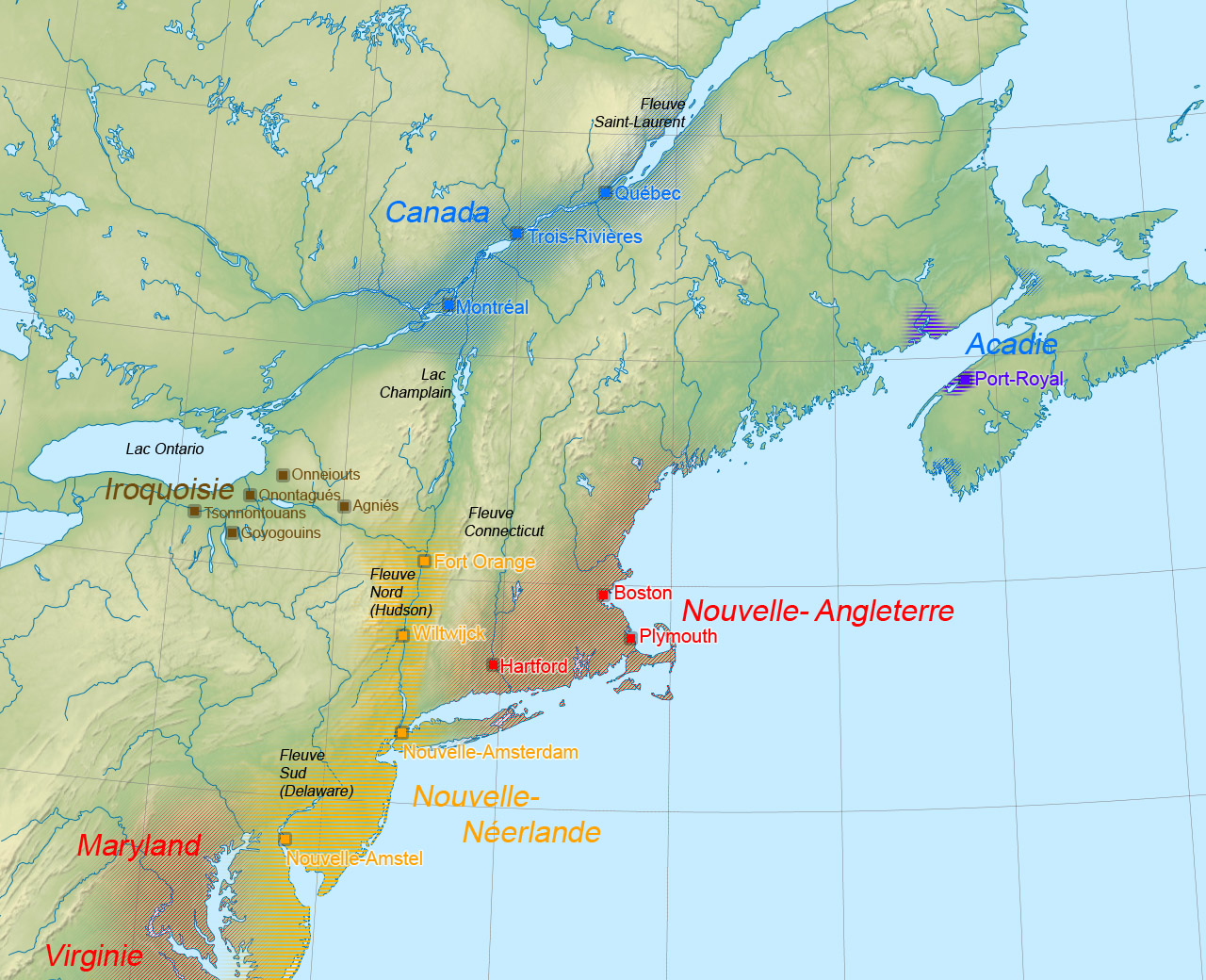
Les colonies nord-américaines en 1664.
Situation de la Nouvelle-France.

### Domaine royal
Le traité de Bréda rend l'Acadie à la France en 1667 ; le gouverneur Hector d'Andigné de Grandfontaine n'en prend cependant le contrôle effectif qu'en 1670 car l'ancien gouverneur Thomas Temple cause toutes sortes de problèmes. Accompagné de 30 soldats et de 60 colons, Grandfontaine doit rétablir l'autorité française auprès des 400 Acadiens, habitués depuis une décennie à vivre de façon indépendante, et empêcher les activités des pêcheurs et marchands de la Nouvelle-Angleterre. Il semble que ni Grandfontaine ni ses successeurs ne parviennent à atteindre ces deux objectifs, pourtant considérés comme nécessaires au contrôle de l'Acadie par la France. La Compagnie des Cent-Associés croule sous les dettes et est remplacée en 1664 par la Compagnie des Indes occidentales, elle-même dissoute en 1674. L'Acadie est alors rattachée au domaine royal. Le gouverneur de l'Acadie est désormais nommé par le roi et révoqué à sa guise. Disposant de quelques fonctionnaires, il est secondé par un commissaire ; l'Acadie est en fait une subdivision de la Nouvelle-France, dont dépendent les institutions et la défense. Toutefois, la grande distance de Québec à Port-Royal fait que la colonie fait souvent affaire directement avec la France. L'administration est gênée par la nouvelle politique de colonisation française et la colonie n'ayant pas de garde côtière, les pêcheurs continuent leurs opérations sans être dérangés. En fait, la France se désintéresse de l'Acadie jusqu'à la fin du XVIIe siècle. La colonie a peu de financement et des troupes insuffisantes. Les gouverneurs, mal payés, déplacent souvent la capitale et, comme dans les autres colonies, certains font même de la contrebande avec les Anglais. En 1674, le néerlandais Jurriaen Aernoutsz attaque Pentagouët et pille plusieurs villages sur son passage. Le gouverneur Jacques de Chambly se rend après deux heures de combat tandis que son lieutenant, situé au fort Jemseg, est fait prisonnier. Bernard-Anselme de Saint-Castin reprend le fort Pentagouët en 1679. Le gouverneur Pierre de Joybert de Soulanges et de Marson meurt en 1678. Frontenac désire étendre son contrôle sur l'Acadie et nomme Michel Leneuf de La Vallière et de Beaubassin au titre de gouverneur mais cette décision n'est pas entérinée par le roi. Face aux critiques, il est remplacé en 1684 par François-Marie Perrot.

### Première Guerre intercoloniale

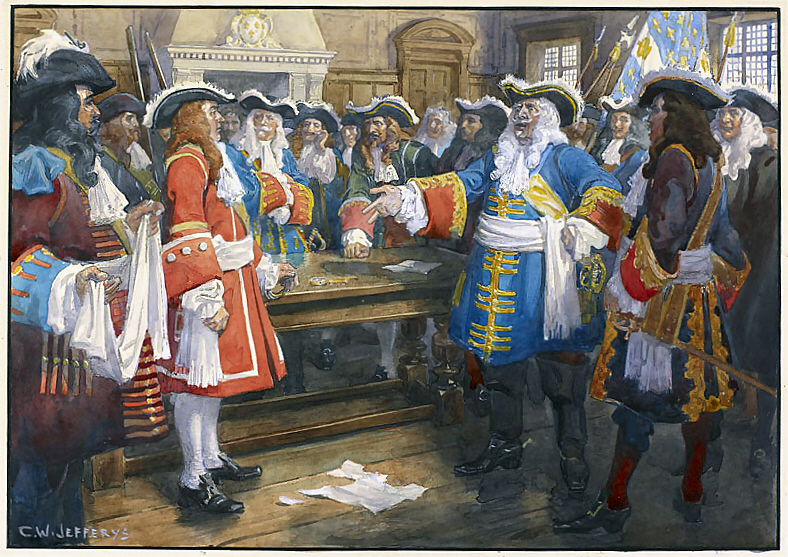
L'émissaire de Phips demandant à Frontenac de se rendre, par C. W. Jefferys (1925).

La guerre de la Ligue d'Augsbourg éclate en 1689 et se poursuit jusqu'en 1697 en représailles à la politique expansionniste française. Frontenac attaque à trois reprises des établissements limitrophes de la Nouvelle-Angleterre. Malgré la dévastation, la réplique anglaise ne se fait pas attendre et le gouverneur Des Friches de Mennaval, disposant de 100 soldats à Port-Royal en 1690, ne peut rien contre William Phips et ses 700 hommes répartis sur sept bateaux. Phips nomme un conseil composé d'Acadiens pour s'occuper de la colonie et retourne à Boston après avoir pillé la ville et forcé la population à signer un serment d'allégeance. L'Acadie est annexée au Massachusetts en 1691. Joseph Robineau de Villebon reprend la majeure partie de l'Acadie en 1692 et fait signer à son tour un serment d'allégeance à la couronne française, ce que la population accepte facilement en échange de vivres. Accompagné de quelques troupes, il maintient un gouvernement fantôme au fort Jemseg mais, ce dernier étant trop menacé, construit par la suite le fort Nashouat ; il reçoit peu d'aide de la France et maintient donc un gouvernement fantôme. Le Massachusetts ne se préoccupe pas de sa nouvelle conquête et n'y envoie pas de nouveaux colons. Pierre Le Moyne d'Iberville reconquiert la baie d'Hudson et Terre-Neuve en 1696, en plus de détruire le fort Pemaquid ; le Massachusetts réplique en envoyant Benjamin Church saccager totalement le village de Beaubassin. Les conquêtes respectives sont officialisées par la signature du traité de Ryswick en 1697.

Opérations de la Première Guerre intercoloniale.

### Deuxième Guerre intercoloniale

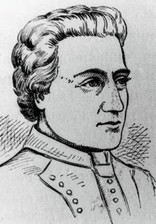
Daniel d'Auger de Subercase, auteur inconnu, 1913.

La guerre de Succession d'Espagne est déclenchée en 1701. Le colonel Samuel Vetch propose un plan d'invasion de la Nouvelle-France à la reine Anne de Grande-Bretagne. Les troubles atteignent rapidement l'Acadie car, en 1703, les Abénaquis et les Français attaquent la Nouvelle-Angleterre ; les Anglais répliquent en attaquant les établissements acadiens. Port-Royal est attaquée en 1704 et deux fois en 1707, où elle est prise par John March. Jean-Vincent d'Abbadie de Saint-Castin et Daniel d'Auger de Subercase reprennent la capitale peu après mais le roi Louis XIV n'envoie pas les renforts demandés car il est plus préoccupé par la situation en Europe. Le blocus du Massachusetts rend difficile l'approvisionnement de l'Acadie mais un groupe de corsaires français des Antilles s'établit à Port-Royal, rétablissant le commerce. Ces corsaires s'attaquent à la marine marchande du Massachusetts et capturent 35 navires et plus de 400 prisonniers durant la seule année de 1709. Le Massachusetts obtient en renfort cinq navires de guerre et 1 000 soldats, en plus des services des milices du Rhode Island, du Connecticut et du New Hampshire. La flotte, commandée par Francis Nicholson, se rend à Port-Royal à la fin septembre 1710. Subercase, disposant de seulement 300 soldats, oppose une faible résistance et capitule le 12 octobre 1710. Port-Royal est rebaptisée Annapolis Royal et Vetch en assure le commandement avec une garnison de 450 hommes mais c'est la première fois que les Anglais contrôlent une population francophone homogène ; certains pensent même déjà à déporter les Acadiens, qui sont désormais au nombre de 1 800. Ceux-ci ont fait le choix de rester sur place, avec pour contrepartie de prêter un serment d'allégeance. La garnison française, les officiers civils et quelques familles retournent quant à eux en France.

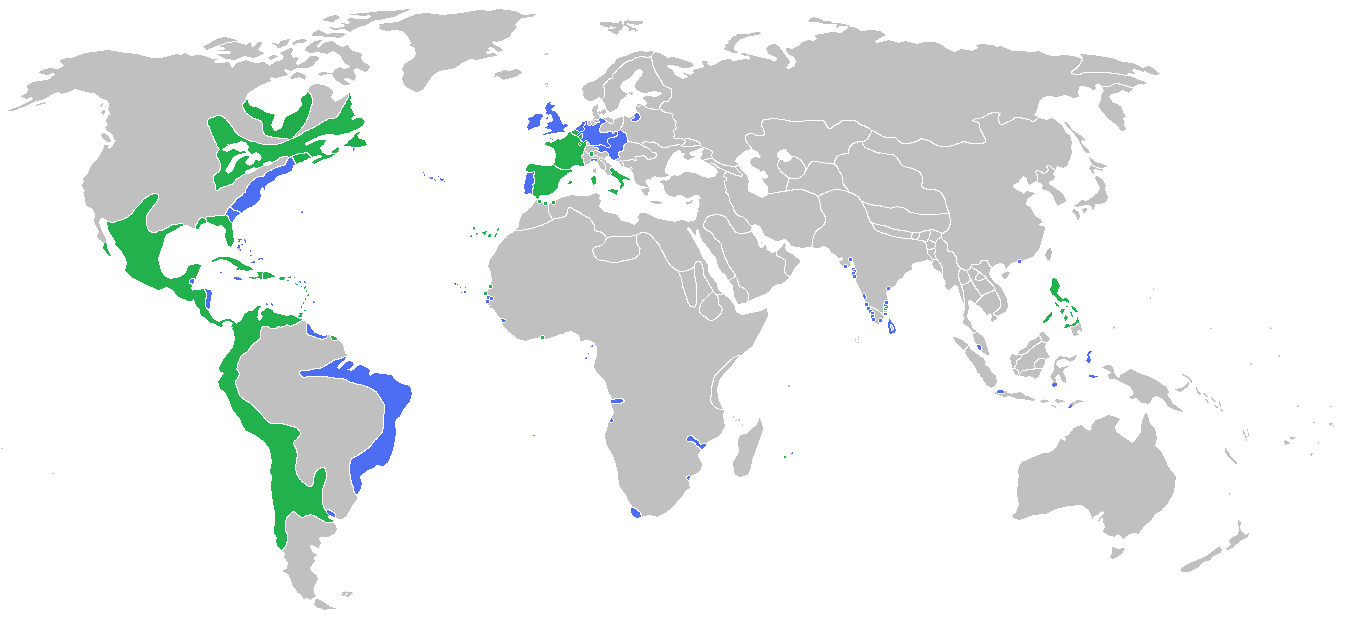
Parties impliquées lors de la guerre de Succession d'Espagne. En bleu : Angleterre, Portugal et alliés, en vert : France, Espagne et alliés.

### Société
La population augmente lentement mais le gouverneur Isaac de Razilly reprend la colonisation en 1632, il quitte Auray en Bretagne en 1632 avec 3 Capucins et 300 hommes d'élite (militaires d'origine inconnue), ce départ d'Auray figure dans la Gazette de France cette année 1632 (. Charles de Menou d'Aulnay de Charnizay, nommé gouverneur en 1642, considère que l'avenir de l'Acadie passe par la production agricole et il parviendrait selon certains à faire venir 20 familles d'origine inconnue (pas d'archives à ce sujet), rendant la colonie plus autonome. La guerre civile gêne pourtant le développement de la colonie ; il y a entre 40 et 50 familles en Acadie en 1650 mais peu viennent s'établir par la suite. En plus, la France évite de dépeupler son royaume au profit de l'Acadie à partir de 1666 ; bien que le taux de natalité soit très élevé, la population s'élève à seulement 400 personnes en 1670, comparativement à 50 000 au Massachusetts. Grandfontaine amène toutefois quelques familles de Rochefort après la signature du traité de Bréda, en 1667. L'immigration est par la suite peu nombreuse, seulement 66 personnes s'installent, pour la plupart des hommes célibataires ; certains sont des Huguenots ou des Irlandais. Les attaques incessantes poussent certains habitants de Port-Royal, alors capitale et principale ville, à s'établir ailleurs ; Beaubassin compte déjà quelques familles en 1674 et Grand-Pré est fondé en 1680. Pourtant, seules quelques seigneuries comme Beaubassin, Port-Royal et Cobeguit connaissent un peuplement mais les problèmes entre seigneurs et censitaires démontrent probablement que ces seigneurs ne peuvent pas imposer leur pouvoir. Le gouverneur La Vallière s'établit avec quelques familles en 1678.
Malgré les attaques, les Acadiens résistent et s'adaptent facilement car, en raison de la faible immigration, tous finissent en quelques générations par entretenir un lien de parenté, ce qui favorise la solidarité. Durant le contrôle anglais, les Acadiens sont plus souvent en contact avec les Anglais et les Amérindiens qu'avec les Français, situation illustrée par les débuts d'anglicisation du français acadien, par l'usage fréquent de mots micmacs puis par l'attitude d'accommodation face à la domination britannique.

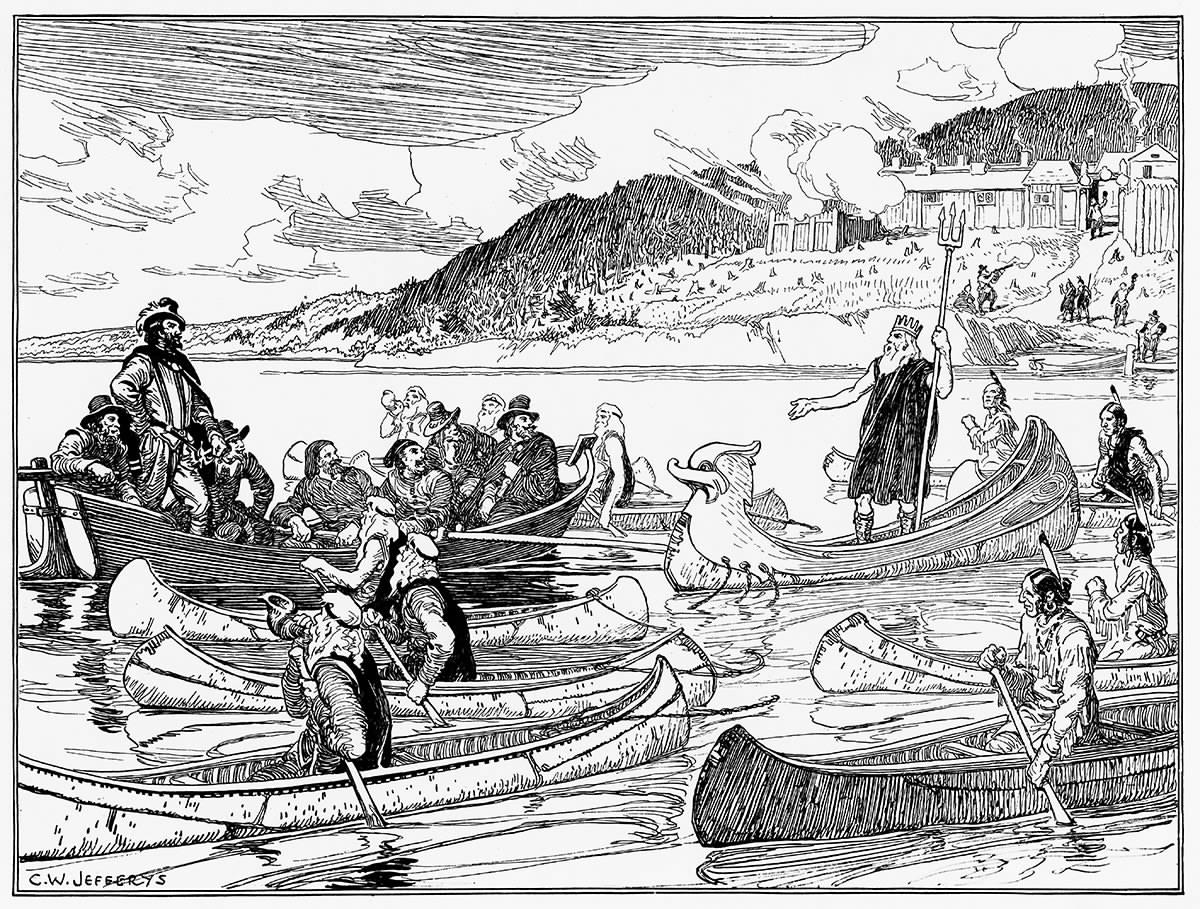
Le Théâtre de Neptune, par C. W. Jefferys.

Des missionnaires retournent en Acadie en 1618 et jouent alors un rôle d'encadrement de la population. Quelques églises de bois sont construites à partir de 1680. L'évêque de Québec, Mgr Saint-Vallier, visite la colonie en 1686 et dresse un bilan de la situation économique et religieuse et aussi du rôle de l'Église en Acadie ; les Mines et Beaubassin reçoivent leur premier prêtre résident peu après sa visite. La population n'hésite par contre pas à critiquer l'Église ou certains membres du clergé, comme le curé Beaudoin de Beaubassin.
En 1606, Marc Lescarbot présente Le Théâtre de Neptune, la première pièce de théâtre produite en Amérique du Nord, alors que Samuel de Champlain crée l'Ordre du Bon-Temps, le premier club social.

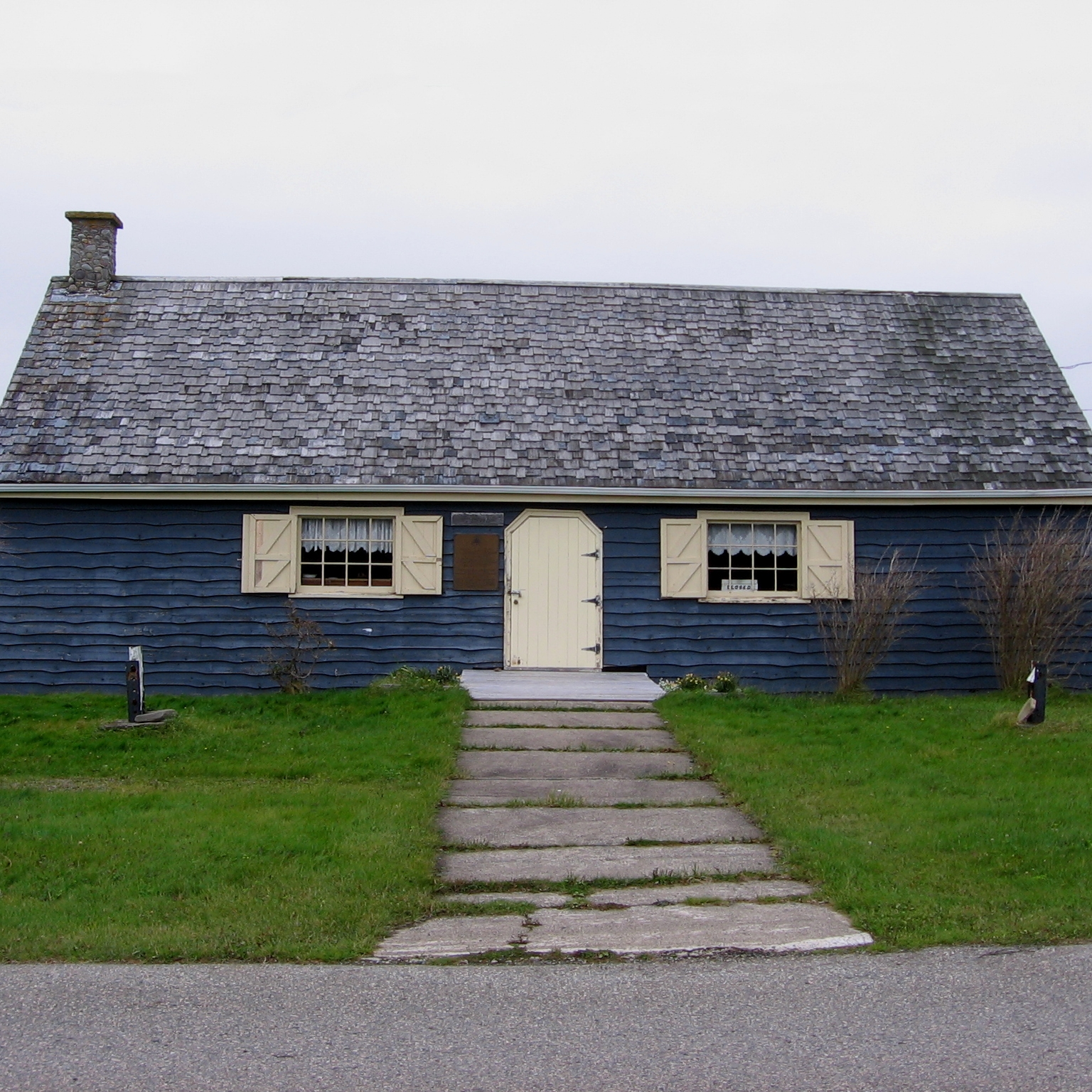
Réplique de la maison de Nicolas Denys, à Saint-Pierre.

Marc Lescarbot est probablement le premier instituteur. Par la suite, les Capucins enseignent à La Hève puis se déplacent à Port-Royal, où ils ouvrent la première école de l'Acadie vers 1642. Madame de Brice ouvre ensuite une école pour filles dans la même ville, avant que l'éducation ne se répande dans d'autres localités. Il semble que le programme scolaire inclut l'arithmétique, le latin et le français et qu'il laisse une place importante au catéchisme ; le programme vise avant tout à préparer les enfants à leur participation à l'économie mais certains poursuivent tout de même leurs études ailleurs et il semble que la plupart des Acadiens soient au moins capables de signer leur nom. La guerre civile force par contre la fermeture de l'école de Madame de Brice alors que les Récollets quittent Port-Royal. De plus, les Anglais, après l'attaque de 1654, chassent les Capucins, empêchant l'éducation des enfants. Le curé de Port-Royal, Louis Petit, consacre ensuite beaucoup d'efforts à la renaissance de l'éducation et fait venir, entre autres, un Sulpicien du nom de Geoffroy, qui fait construire plusieurs écoles à ses frais. Les Franciscains s'établissent à Port-Royal en 1664. L'attaque de 1690 réduit à néant ces efforts mais d'autres religieux reconstruisent rapidement les écoles. Beaubassin et Grand-Pré se dotent aussi d'écoles par la suite.
La Coutume de Paris soumet les femmes à l'autorité de leur mari et les exclut de la sphère publique ; la réalité est tout autre et elles occupent une place centrale dans l'économie malgré leur faible nombre. Elle doivent généralement s'occuper d'une famille nombreuse, en plus de participer à d'autres activités et s'occuper des récoltes ; certaines, notamment Agathe de Saint-Étienne de la Tour, sont même présentes dans l'administration et dans le monde des affaires.
Il y a quelques rares médecins dont Jacques (Jacob) Bourgeois. La population est pourtant en bonne santé pour l'époque : une épidémie de peste en 1709 tue surtout des prisonniers et une autre en 1751 fait 25 morts alors qu'une seule famine touche Port-Royal en 1699.

### Économie

Fonctionnement d'un aboiteau.

L'agriculture est pratiquée dès la fondation de la colonie, du bétail étant importé et des moulins construits mais le peu de documents rend l'étude du sujet difficile. L'économie de l'Acadie se base ensuite sur l'agriculture, la pêche, le commerce, quelques industries et un peu de traite de fourrures. Il semble que la production agricole augmente durant les années 1660.
Les Acadiens utilisent une technique d'agriculture unique en Amérique du Nord, l'assèchement des marais par des levées munies d'aboiteaux. Les premiers aboiteaux sont probablement construits durant les années 1640 ; très efficace contre les fortes marées de la baie de Fundy, la technique se répand sur son littoral jusqu'au XVIIIe siècle. La population s'installe dans de petits hameaux familiaux, où les maisons font face au marais ainsi asséché alors qu'un pâturage et une terre à bois se trouve en arrière. Cette méthode, qui permet d'obtenir rapidement et sans trop d'efforts de bonnes terres, compense les connaissances rudimentaires en termes d'agriculture et d'élevage tout en favorisant la coopération ; certains accusent quand même les Acadiens d'être fainéants,,.
Le troc avec le Massachusetts, dont l'économie est puissante, permet à la population de combler le manque d'approvisionnement en provenance de la France et d'écouler sa propre production ; certains marchands anglais sont même présents à Port-Royal et Port-Rossignol. Bien que le commerce profite surtout aux Anglais et que les risques de représailles soient grands, quelques Français et Acadiens se lancent aussi dans ce commerce.
La Vallière, nommé gouverneur en 1678, vend ses permis de pêche aux Anglais. La Compagnie de pêche sédentaire, ou Compagnie d'Acadie, est fondée en 1682 dans le but d'industrialiser la pêche dans la colonie ; la compagnie critique ouvertement le manque de soutien de La Vallière, ce qui pousse au rappel de ce dernier en 1684 et à son remplacement par François-Marie Perrot. Ce dernier continue de soutenir les pêcheurs anglais et la Compagnie d'Acadie nuit tellement à leurs activités qu'ils détruisent en 1687 son principal établissement, le fort Saint-Louis de Chidabouctou. L'intendant de la Nouvelle-France, Jacques de Meulles, visite l'Acadie entre 1685 et 1686. Il effectue un recensement de la population et étudie la possibilité d'établir une industrie de la pêche sédentaire dans la baie de Fundy, complémentaire à celle qui se fait déjà le long des côtes par la Compagnie d'Acadie ; il pense que cette industrie serait le moteur économique de la colonie si seulement l'argent nécessaire était consenti mais ne tient pas compte de l'opposition prévisible des marchands anglais. La Compagnie d'Acadie, disposant d'une mauvaise réputation à cause de ses problèmes financiers et militaires et de ses décisions malheureuses, disparaît quant à elle en 1702, sans être parvenue à encadrer la pêche artisanale.
À partir de 1697, le gouverneur Villebon consolide la présence française : le fort de Port-Royal est réparé et les échanges augmentent avec les différentes parties du royaume. Toutefois, des marchands et pêcheurs du Massachusetts, vivant surtout à la frontière de l'Acadie, sont toujours présents sur les côtes et certains Acadiens comme Abraham Boudrot, Pierre Dubreuil et Charles Melanson vont faire du commerce à Boston.

### Relations avec les Autochtones

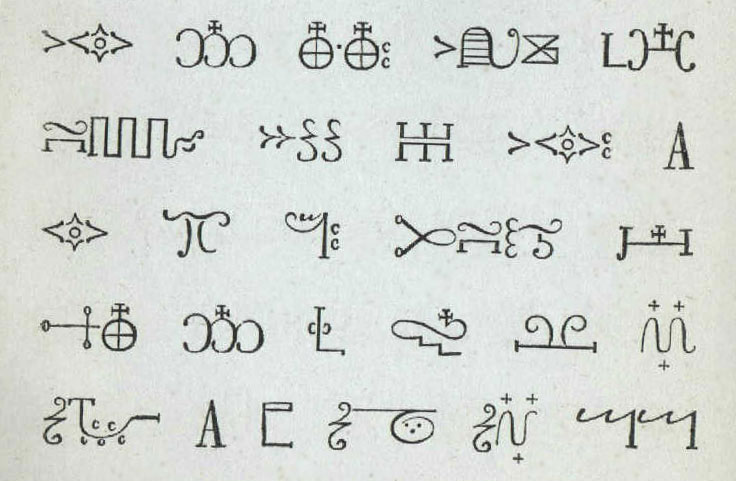
Hiéroglyphes micmacs (Je vous salue Marie).

L'administration accorde de l'importance aux relations avec les Premières Nations. Celle-ci sont d'ailleurs très bonnes, notamment grâce à la présences des missionnaires et parce que les Acadiens n'habitent pas dans le territoire de chasse ; l'usage d'aboiteaux améliore l'accès au gibier et à la mer, et ce pour toute la population. Le métissage est assez fréquent, même chez la noblesse. Les relations ont aussi une influence linguistique : les Acadiens utilisent fréquemment les toponymes originaux, alors que les Autochtones empruntent des mots français pour parler de religion.
Les missionnaires jouent un rôle d'évangélisation auprès des Premières Nations ; Chrétien Le Clercq est probablement l'auteur des hiéroglyphes micmacs, ou au moins celui qui les améliore.
Le commerce de la fourrure permet aux Premières Nations de rester relativement indépendants ; les Abénaquis entretiennent des relations commerciales à la fois avec les Français et les Anglais.
À la toute fin de la période céramique, probablement même après les premières explorations européennes, les Malécites passent d'un mode de vie sédentaire à semi-nomade : ils résident près de la mer au printemps, à l'été et peut-être au début de l'automne, où ils chassent et pêchent alors qu'ils chassent dans les terres durant l'hiver, par petits groupes ; ce changement de mode de vie est possiblement lié à des changements climatiques ou à la volonté de rencontrer les Européens durant l'été pour échanger la fourrure prise à l'hiver. D'autres changements ont lieu : les maisons semi-souterraines sont abandonnées au profit de wigwams coniques, la poterie est abandonnée pour être remplacée par des contenants en mâchecoui. Ils continuent par contre à pratiquer l'agriculture.

## Acadie anglaise (1713-1755)

### Paix de trente ans (1713-1743)
L'administration ne dispose d'aucun financement de la Grande-Bretagne, la garnison est restreinte et les forts sont à peine réparés. Les gouverneurs, représentant le roi, disposent des pouvoirs militaires et civils mais peu restent sur place et sont remplacés par leurs lieutenants-gouverneurs. Un gouvernement militaire est instauré en 1713 ; un tribunal militaire dispose du pouvoir judiciaire. En 1719, le gouverneur Richard Philipps décide de ne pas donner suite au projet d'implanter une chambre d'assemblée élue comme en Virginie, parce que la colonie n'a pas de tradition parlementaire et d'administration complexe et les Acadiens pourraient dominer cette institution par leur nombre. Un gouvernement civil, comportant en fait surtout des militaires, est tout de même établi en 1720 ; le gouverneur, assisté d'un lieutenant-gouverneur, préside un conseil de douze membres alors qu'une General Court administre la justice ; les rares personnes s'y présentant sont souvent seules car la plupart des problèmes sont réglés au sein de la famille. La colonie est cependant divisée en districts, chacun représenté par un député nommé et ensuite élu, responsable du maintien de l'ordre et de l'entretien des infrastructures et servant d'intermédiaire entre la population et le gouvernement. Prudent Robichaud et Paul Mascarene sont souvent employés comme traducteurs auprès du gouvernement car peu d'habitants connaissent l'anglais.
La région de Canceau, considérée comme la capitale de la morue, est convoitée par les pêcheurs français et anglais. Les Français encouragent les Micmacs à attaquer les Anglais, ce qui force le gouverneur Philipps à y envoyer une garnison en 1720. Les Anglais et les Micmacs entrent en guerre deux ans plus tard mais les Anglais gagnent en 1726, assurant leur contrôle sur les pêcheries de Canceau.

### Troisième Guerre intercoloniale (1744-1748)

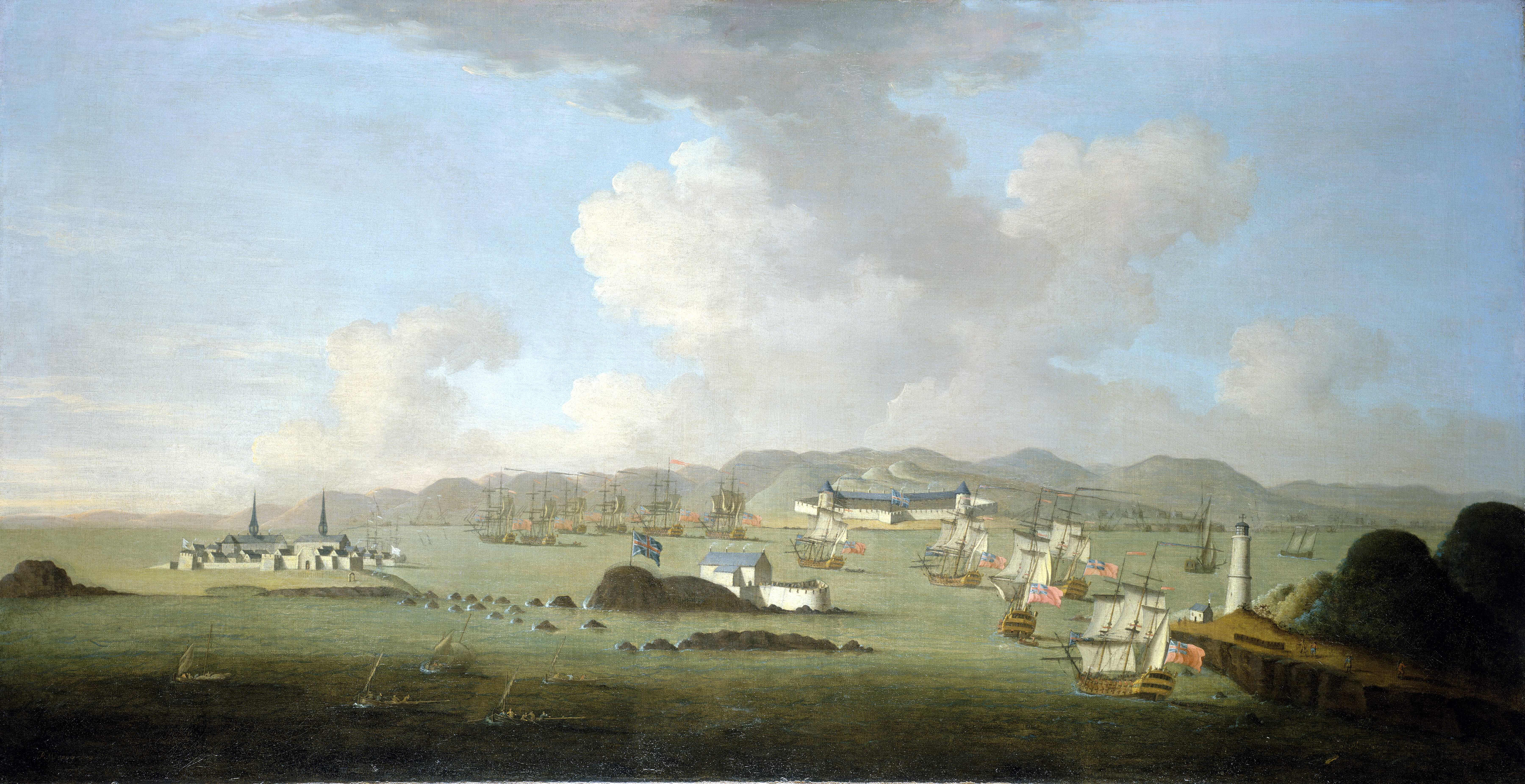
Le siège de Louisbourg en 1745, par Peter Monamy.

La guerre de Succession d'Autriche, dont l'épisode local est la Troisième Guerre intercoloniale, est déclarée en 1744. Les Treize colonies appuient le Royaume-Uni mais les Acadiens restent majoritairement neutres. Profitant d'une longueur d'avance, les Français attaquent Canceau en mai. En automne, François Dupont Duvivier assiège Annapolis Royal ; le siège est un échec car, malgré le financement de Joseph Leblanc de Grand-Pré, la population locale décide de ne pas appuyer Duvivier. Le gouverneur du Massachusetts, William Shirley, profite de la guerre pour se débarrasser une fois pour toutes de la forteresse de Louisbourg, dont la présence nuit à l'économie de la Nouvelle-Angleterre ; il parvient à mettre sur pied une milice de 4 000 hommes commandés par William Pepperrell et disposant de dix navires. Joseph Marin de La Malgue, du Canada, se rend à Beaubassin avec 500 miliciens dont 400 Amérindiens ; ces troupes assiègent ensuite Annapolis Royal mais sont aussitôt rappelées à Louisbourg, déjà assiégée par Pepperell. L'indiscipline des troupes et le manque de vivres forcent le commandant français, Louis du Pont Duchambon, à capituler après 45 jours ; les conditions sanitaires et le mauvais temps causent la mort de 1 000 miliciens jusqu'en 1749. En 1746, la France planifie la reconquête de l'Acadie par deux fronts : le duc d'Anville se voit confier 72 navires et environ 7 000 soldats alors que Ramezay, au Canada, dirige un groupe de 750 soldats. La flotte de D'Anville est décimée par une tempête et les survivants retournent en France ; Ramezay apprend la nouvelle à Annapolis Royal et retourne à Beaubassin. Afin de mieux contrôler les différents recoins de la Nouvelle-Écosse, le lieutenant-gouverneur Mascarene envoie une garnison à Grand-Pré en 1746 ; Ramezay retourne alors de Beaubassin et reprend la ville durant la bataille de Grand-Pré.

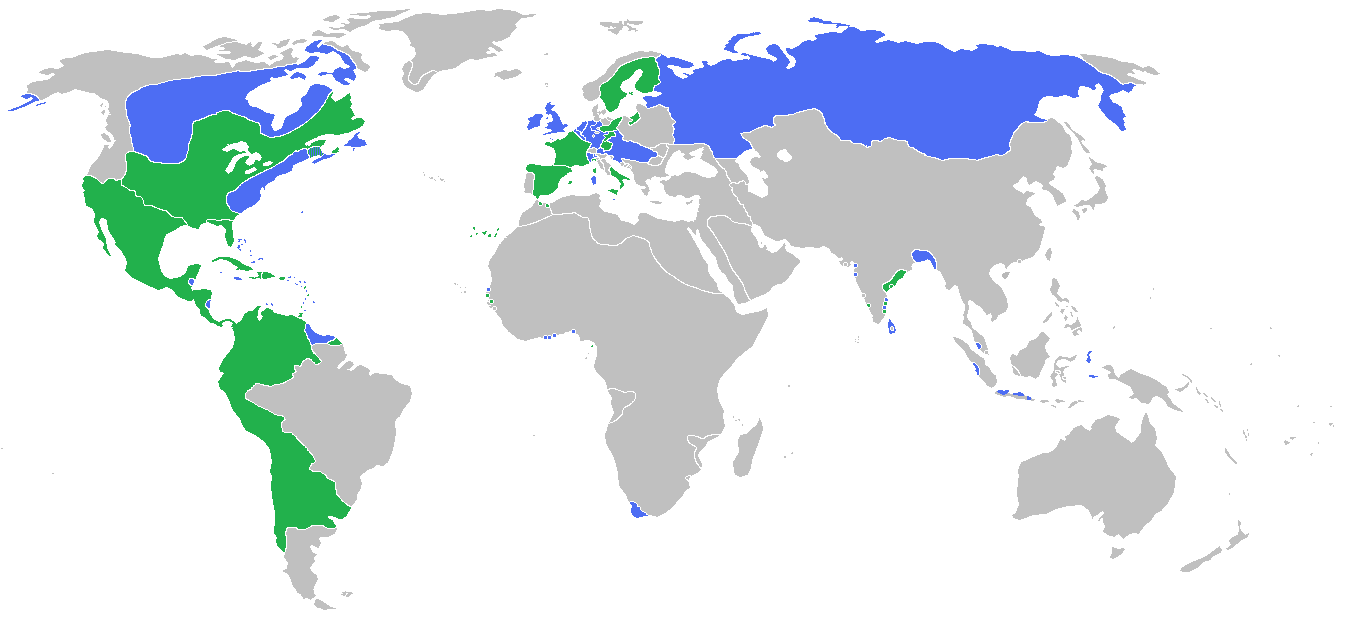
Parties impliquées lors de la guerre de Succession d'Autriche. En bleu : Royaume-Uni et alliés, en vert : France et alliés.

### Guerre anglo-micmacque (1748-1755)

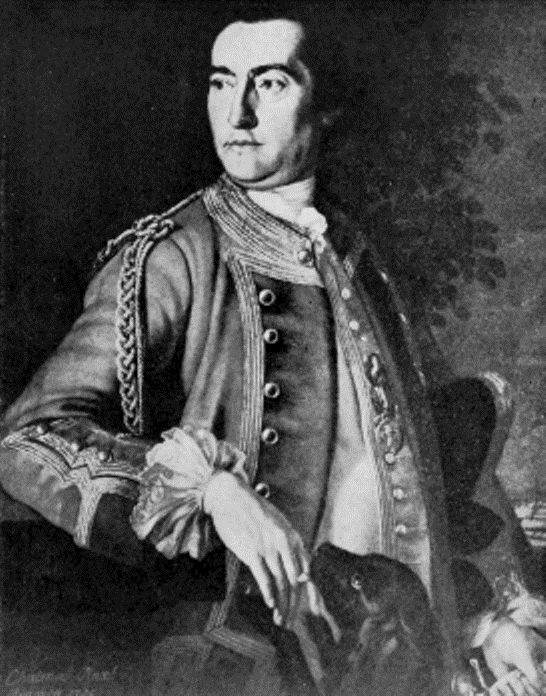
Edward Cornwallis.

Le traité d'Aix-la-Chapelle, signé en 1748, met fin à la Troisième Guerre intercoloniale et ramène le statu quo ante bellum, c'est-à-dire que la France regagne la forteresse de Louisbourg ; le Board of Trade reçoit de nombreuses lettres provenant de la Nouvelle-Angleterre demandant la fin de la présence française et acadienne. Londres abandonne à cette époque son attitude mercantiliste et adopte une politique impérialiste, où la possession de territoire est prioritaire. Chibouctou est donc renommée Halifax en 1749 et élevée au rang de capitale par le gouverneur Edward Cornwallis, alors que le Board of Trade y installe plus de 2 000 colons britanniques, qu'une garnison y est construite et que de nouvelles routes relient la ville avec les différents établissements acadiens ; le but est de britanniser la Nouvelle-Écosse et de se servir de Halifax comme d'une base d'attaque contre Louisbourg.
La France fait construire les forts Beauséjour et Gaspareaux mais c'est la construction de forts par les Britanniques à Grand-Pré, Beaubassin et Pisiguit qui fait monter la tension. Cette situation ne constitue pas pour autant un acte d'agression car les deux puissances créent même un comité d'étude sur la frontière, qui ne donne pourtant pas de résultat.
Les Micmacs, alliés des Français, déclarent la guerre aux Britanniques en 1749. Les missionnaires Jean-Louis Le Loutre et Pierre Maillard tentent alors d'attirer les Acadiens vers les Trois-Rivières, encore territoire français ; les Acadiens optent plutôt pour l'île Saint-Jean, qui voit sa population passer de 735 à 2 200 habitants entre 1748 et 1752. Un recensement de la population y est effectué afin de compter le nombre d'habitants en Acadie en 1752. Ceux s'établissant dans l'isthme de Chignectou vivent difficilement et, en attendant que leurs terres endiguées deviennent productives, doivent survivre avec la ration donnée par la France ; plus de 1 100 personnes vivent de cette aide sociale en 1752, alors que le gouvernement français demande une allégeance inconditionnelle sous peine d'expulsion et force la population à pratiquer uniquement le métier d'agriculteur. Quant à eux, les Micmacs dépendent de plus en plus du soutien militaire français et Louisbourg doit être constamment ravitaillée. La France accorde par contre plus d'importance aux îles des Antilles, considérées plus rentables.

Carte de la Nouvelle-France en 1750.
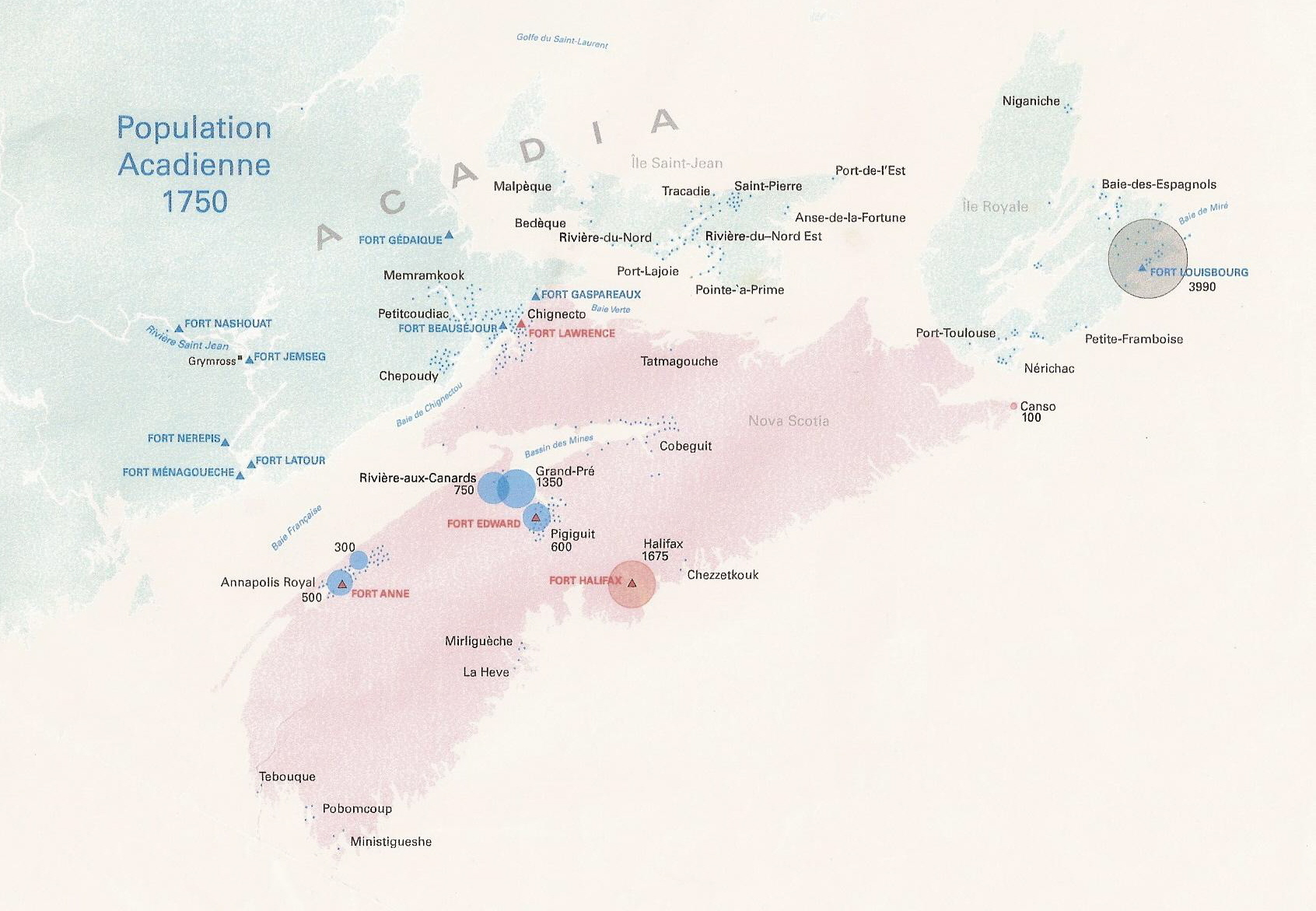
Carte de l'Acadie en 1750.
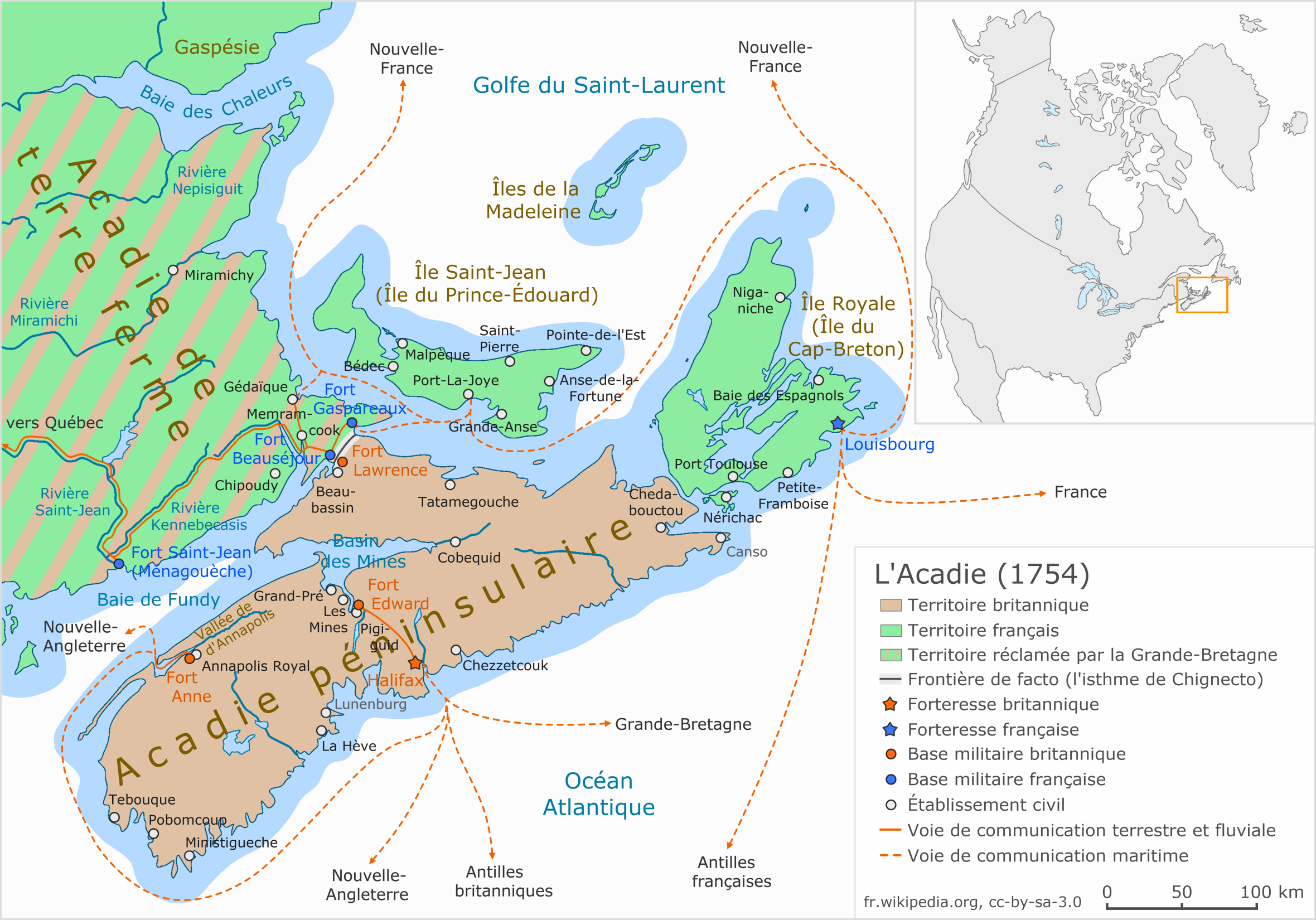
Carte de l'Acadie en 1754.

### Identité acadienne et neutralité
Le mot « Acadien », dans le sens d'un habitant de l'Acadie, apparait pour la première fois en 1699, sous la plume de Dière de Dièreville. Les Acadiens vivant en Nouvelle-Écosse développent un fort sentiment identitaire, causé par leur isolement de la France – tout en conservant quelques coutumes – par leurs différences culturelles avec les Anglais et par l'influence des Micmacs. Les Acadiens profitent de la vie, accordent une importance particulière à la famille et s’accommodent de la domination britannique, tout en gardant un désir d'indépendance.
Les Britanniques ont d'ailleurs de la difficulté à contrôler les Acadiens car ceux-ci représentent une large population homogène, occupant les meilleures terres et jouissant d'une certaine aisance matérielle. Les Acadiens trouvent toutes sortes d'excuses pour ne pas payer le nouvel impôt du gouverneur Samuel Vetch, qui devait servir à payer les soldats, et refusent aussi de participer à la réparation des forts. Le gouvernement est donc préoccupé par l'imposition d'un serment d'allégeance à la couronne, une pratique fréquente à l'époque. Lors des premières demandes, à partir de 1710, les Acadiens tentent de négocier des garanties. Le lieutenant-gouverneur Lawrence Armstrong parvient à leur faire signer un serment en 1726, moyennant une exemption du service militaire. Une nouvelle tentative en 1727 échoue car les Acadiens proposent plusieurs conditions alors qu'en 1728, Armstrong fait saccager la maison du curé René-Charles de Breslay, qu'il accuse d'influencer la population, causant l'indignation de ces derniers. En 1730, le gouverneur Philipps parvient finalement à faire accepter un serment aux Acadiens, après avoir réhabilité le curé De Bresley ; le gouverneur omet toutefois d'envoyer la seconde partie du document à Londres, qui contient une garantie de neutralité. Les Acadiens sont dès lors surnommés les French neutrals.

### Économie

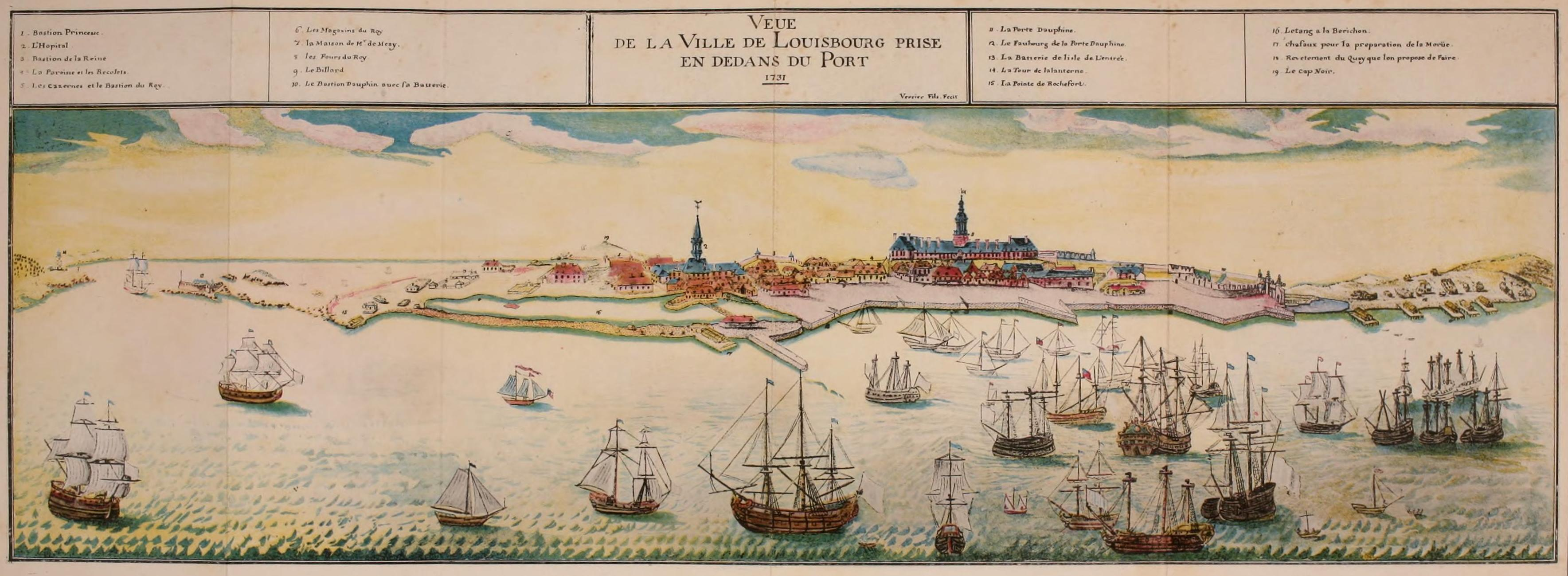
Louisbourg en 1731.

Le système monétaire du Massachusetts est implanté, facilitant les échanges entre les deux colonies.
La construction de la forteresse de Louisbourg commence en 1720. Sa construction crée de nombreux emplois et la demande en matériaux favorise l'économie de l'île durant des décennies. Par contre, la forteresse doit être constamment réparée car les administrateurs ont détourné une partie des fonds destinés à la construction et ont employé des matériaux inadéquats.
À Louisbourg, environ mille emplois sont liés à la pêche et le commerce international implique de nombreux marchands. Le sel, le vin et les produits manufacturés sont importés de France tandis que le sucre, la mélasse, le rhum, le café et le tabac proviennent des Antilles. L'Acadie exporte des céréales, du bétail, du bois d'œuvre et des légumes. La pêche fonctionne tellement bien à l'île Royale que les pêcheurs de la Nouvelle-Angleterre préfèrent emporter leur poisson à Louisbourg pour qu'il soit revendu ailleurs. Même si c'est défendu, les Acadiens de la Nouvelle-Écosse font du commerce avec l'île Royale, en expédiant du bétail, des céréales et de la fourrure.

### Société

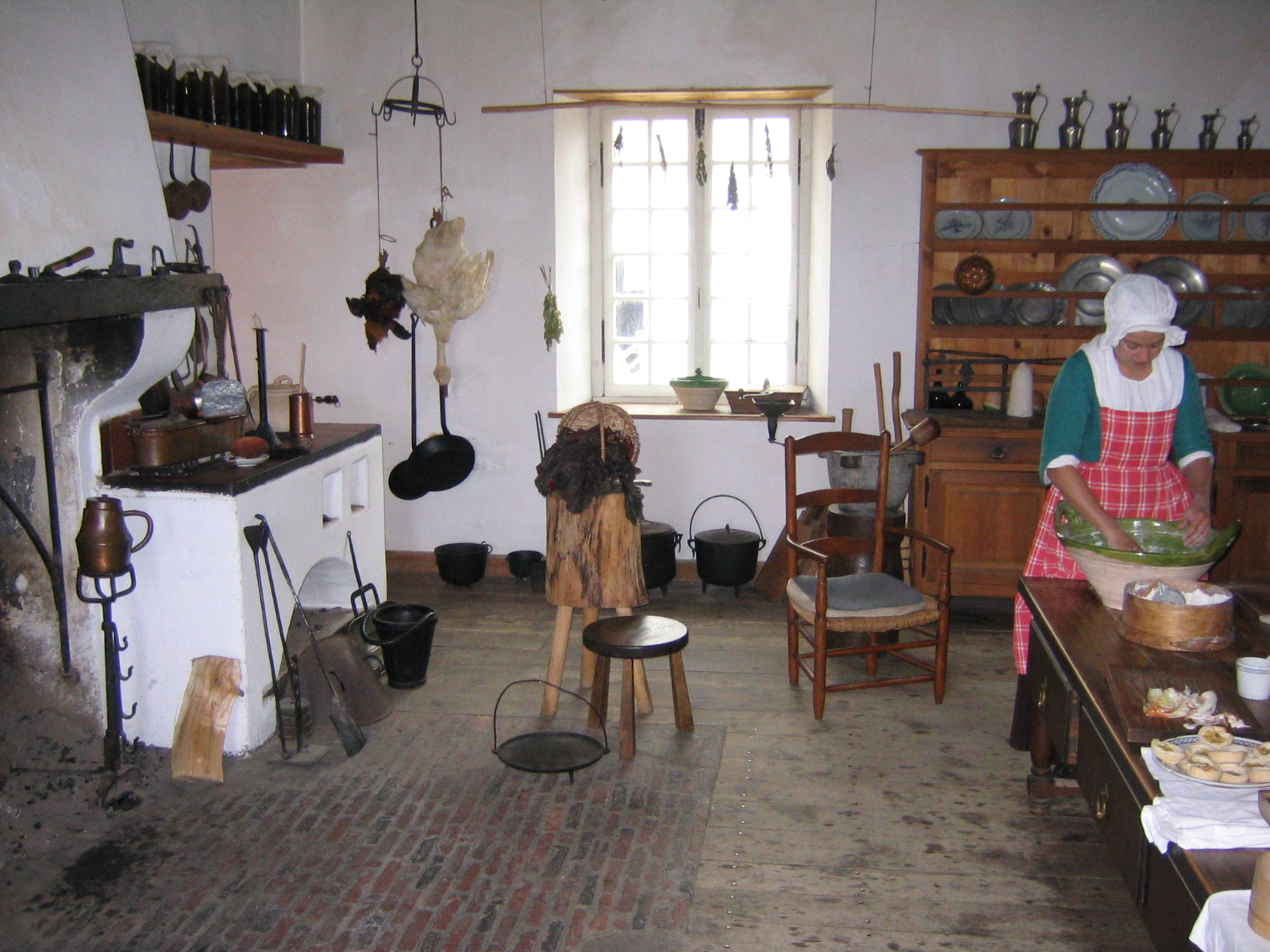
Reconstitution d'une maison acadienne de Louisbourg.

Après la conquête, 250 des 2 000 Acadiens situés en Nouvelle-Écosse émigrent en France. Ce pays tente alors d'attirer la population sur l'île Saint-Jean afin de renforcer sa présence et affaiblir la Nouvelle-Écosse. Port-LaJoye devient la capitale de l'île, mais dépend à son tour de Louisbourg ; plusieurs villages sont fondés, notamment Havre-aux-Sauvages, Havre-Saint-Pierre, Tracadie, Rivière-du-Nord-Est, Trois-Rivières et Pointe-de-l'Est. De nombreux immigrants en provenance de Terre-Neuve font grimper la population de l'île de 700 personnes en 1715 à 2 800 en 1723 ; les Acadiens sont pourtant les plus nombreux à rester, formant le noyau de la population. Les Acadiens sont pourtant peu nombreux à s'y déplacer, en raison du climat moins agréable et du sol peu fertile ; les Britanniques leur interdisent aussi la construction de bateaux et la vente des terres et du bétail. La compagnie de colonisation du comte de Saint-Pierre est fondée en 1720 et tente d'établir une colonie agricole à l'île Saint-Jean mais doit cesser ses activités quatre ans plus tard à cause du faible nombre de colons. En fait, la plupart des rares immigrants acadiens proviennent de Port-Royal, où la surpopulation et le contrôle britannique rendent le commerce difficile. Les Français réduisent peu à peu leur publicité, espérant que les Acadiens restés sur place facilitent la reconquête du territoire. Cependant, la migration connaît un nouvel essor vers 1740 et s'accentue après la fondation d'Halifax, la situation devenant plus tendue en Nouvelle-Écosse.
Entre 1713 et 1744, l'Acadie connait une période de paix, marquée par l'une des croissances démographiques les plus fortes au monde, causant un manque de terres et contribuant au développement des Trois-Rivières. Le gouvernement d'Annapolis Royal établit un cadastre en 1730 ; les Acadiens s'établissent sur des terres destinées aux Anglais et trouvent toutes sortes d'excuses pour ne pas payer de taxes.
Contrairement à la Nouvelle-Écosse, la société de Louisbourg est fortement hiérarchisée ; les classes sociales les plus aisées, représentant 13 % de la population, possèdent 73 % des richesses. En dessous des administrateurs, les officiers supérieurs bénéficient tout de même d'un grand prestige ; les riches marchands sont de la même classe sociale mais des marchands moins fortunés parviennent parfois à occuper des postes administratifs. Viennent ensuite les petits commerçants et enfin une classe au statut précaire, composée de cabaretiers et d'habitants-pêcheurs. Sous ces derniers se trouvent des pêcheurs engagés, résidant souvent dans des cabanes à l'extérieur des fortifications. Tout en bas de l'échelle sociale se trouvent les domestiques, les soldats – qui représentent 36 % de la population – et les esclaves. Certaines personnes – bourreaux, marchands de passages et étrangers – vivent quant à eux en marge de la société. Les femmes de Louisbourg sont d'origines diverses mais il est difficile d'en estimer le nombre. Le mariage, qui peut permettre d'améliorer son rang social, est pris très au sérieux, même si certaines personnes se remarient plusieurs fois. L'accumulation de richesses peut aussi permettre d'améliorer son rang.

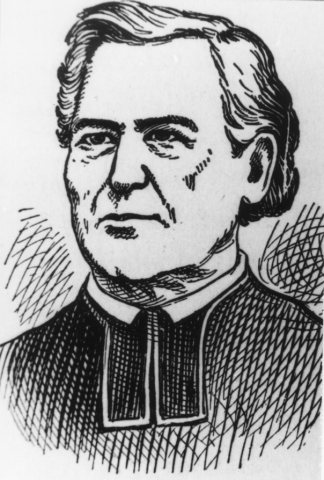
Jean-Louis Le Loutre.

Le traité d'Utrecht permet la pratique de la religion catholique tant que cela ne contredit pas les lois britanniques qui, elles, l'interdisent ; le gouvernement permet cependant à la France d'envoyer des missionnaires en Nouvelle-Écosse. Ceux-ci entretiennent des liens soutenus avec les Amérindiens, ce qui attise la jalousie des officiers français et pousse certains Anglais à croire qu'ils représentent une menace ; il reste que les Amérindiens ne se laissent pas contrôler, c’est plutôt que les missionnaires parviennent à se faire accepter par ces derniers. L'abbé Jean-Louis Le Loutre fait par contre l'objet de nombreuses critiques, est accusé du meurtre d'un officier et emprisonné huit ans. Le gouvernement se méfie aussi de l'influence des missionnaires dans la société, notamment en ce qui a trait au règlement des différends. Quoi qu'il en soit, les Acadiens ne font pas preuve d'une grande dévotion, la plupart des paroisses n'ont pas de missionnaires et il n'y a probablement même pas d'églises de pierres ; la situation empire dans les années 1750. À l'île Royale, la religion est reléguée au second plan et il n'y a même pas d'église, la messe étant célébrée à la chapelle de la garnison. Les Récollets, arrivés en 1730, sont populaires mais leur comportement et leur manque d'instruction sont souvent critiqués ; il y a aussi des Frères de la Charité à l'hôpital. À l'île Saint-Jean, une chapelle est construite à Port-LaJoye dès la colonisation et deux Sulpiciens la desservent de 1720 à 1723 ; les Récollets les remplacent jusqu'en 1754 et de nouvelles chapelles sont construites au fil des ans. Ces prêtres occupent plusieurs fonctions et sont payés par l'État.
La plupart des gens éduqués quittent le territoire après la conquête. Ce délaissement, s'ajoutant au manque d'intérêt de l'administration, rend l'éducation difficile. Selon Gisa Hynes, le taux d'alphabétisation est même en baisse. Le gouvernement britannique tente même d'implanter des écoles anglophones, dans le but d'assimiler la population, sans réel succès. Certains prêtres, notamment René-Charles de Breslay, parviennent toutefois à fonder quelques écoles. La situation est meilleure à Louisbourg, où Sœur de la Conception, de la Congrégation de Notre-Dame de Montréal, fonde une école pour filles qui devient populaire, mais elle est quand même rappelée à Montréal lorsque la congrégation ne veut pas envoyer d'autres religieuses. Cinq sœurs la remplacent en 1733 et 1734. Elles doivent vendre des objets pour rembourser les dettes contractées par la fondatrice. Une centaine de filles fréquente l'école en 1740, certaines sont pensionnaires alors que d'autres sont admises par charité. Certaines filles poursuivent leurs études ailleurs tandis que certaines finissantes sont embauchées comme assistantes. Les religieuses bénéficient d'une rente du Roi et d'une autre du gouverneur à partir de 1740. Elles sont rappelées en France en 1745 à la suite de l'invasion britannique mais reviennent trois ans plus tard ; elles doivent alors contracter des dettes pour maintenir l'école ouverte. L'éducation des garçons n'est pas bien connue des historiens, si ce n'est que les Récollets ne remplissent pas leur engagements, notamment l'enseignement du catéchisme et la fondation d'écoles paroissiales, et que les garçons sont souvent éduqués à l'étranger ou sur place par des tuteurs ou leur père.

## Le Grand dérangement (1755-1763)

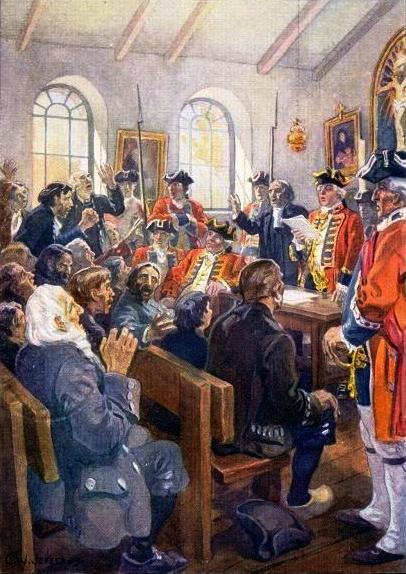
Lecture de l'ordre de déportation, C.W. Jefferys (1916).

En 1749, le gouverneur Cornwallis demande aux Acadiens de prêter serment d'allégeance sans condition sous peine d'être déportés mais ces derniers refusent ; le gouverneur ne donne cependant pas suite, de même que son successeur, Peregrine Hopson. Charles Lawrence devient gouverneur en 1753. La guerre reprend en 1754 et il profite de la situation pour décider de déporter la population de l'isthme de Chignectou, ce qui permettrait de faire venir encore plus d'immigrants britanniques en Nouvelle-Écosse. Avec la complicité de son supérieur, le gouverneur du Massachusetts William Shirley, Lawrence met sur pied un corps expéditionnaire. Le lieutenant-colonel Robert Monckton prend le fort Beauséjour et le fort Gaspareaux en juin 1755. Le mois suivant, Lawrence tente de faire signer un serment sans condition mais les Acadiens essaient de négocier. Profitant de la présence de la flotte de l'amiral Boscawen et des troupes de la Nouvelle-Angleterre, le conseil législatif approuve la déportation ; la défaite du général Braddock en Ohio a sûrement influencé leur décision. Jusqu'en décembre, près de 6 500 personnes sont arrêtées puis mises sur les bateaux, avant d'être envoyées vers les Treize colonies.

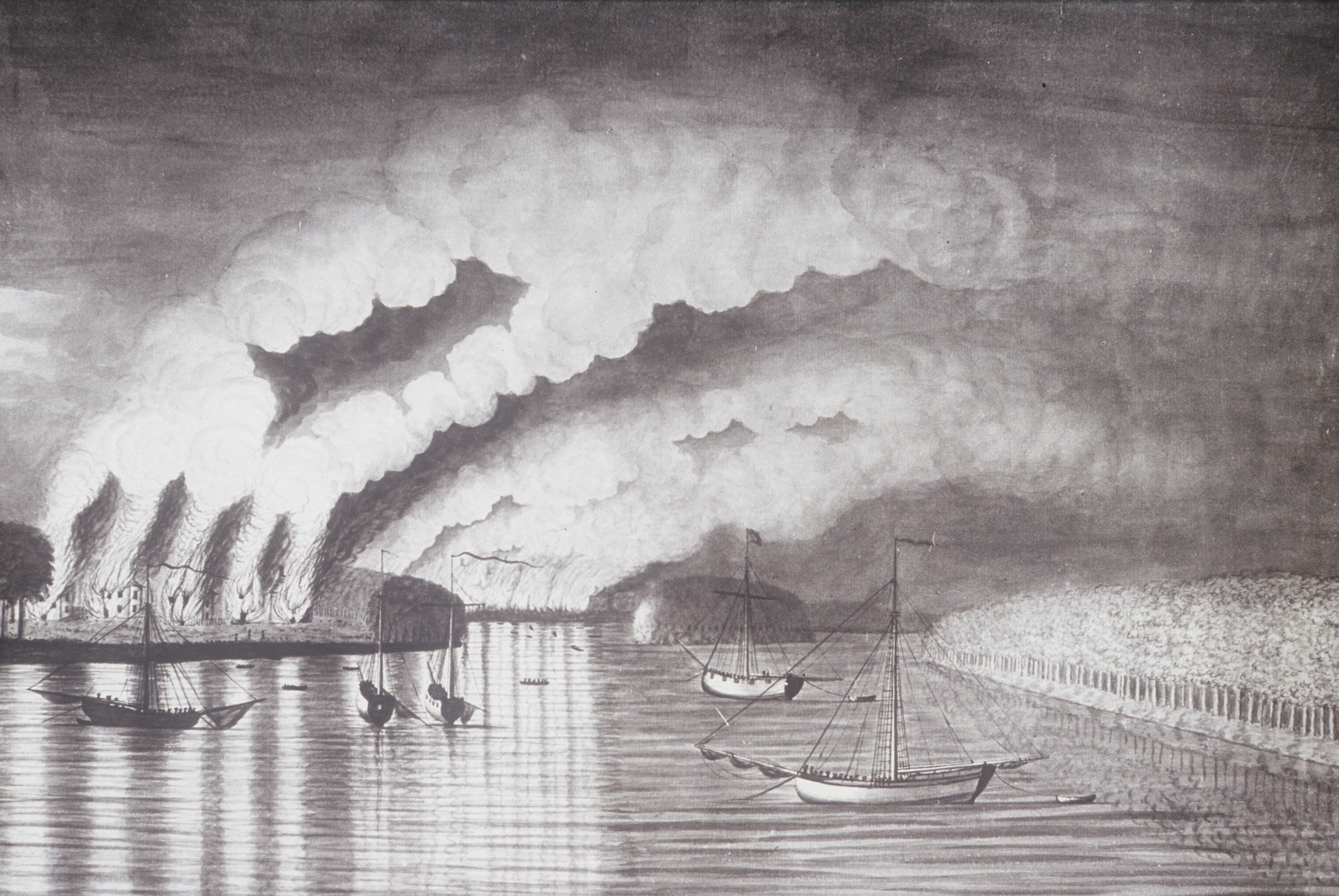
Vue du pillage et de l'incendie de la cité de Grimrose, la seule représentation contemporaine connue de la Déportation des Acadiens, par Thomas Davies, 1758.

Plusieurs centaines d'Acadiens parviennent toutefois à s'échapper vers l'île Saint-Jean, le Canada ou l'île Royale ; cette dernière devient un véritable camp de réfugiés et le gouvernement, qui peine déjà à ravitailler Louisbourg, ne parvient pas à répondre aux besoins des 4 000 habitants. La résistance acadienne s'organise dès la prise du fort Beauséjour et Joseph Brossard, dit Beausoleil, attaque à plusieurs reprises les Britanniques dans Beaubassin. Le Premier ministre britannique, William Pitt l'Ancien, élabore un plan d'invasion de la Nouvelle-France, avec des attaques contre Montréal, Québec et Louisbourg ; comme prévu, Halifax sert de base d'opération pour l'offensive contre Louisbourg. La flotte est dirigée par l'amiral Boscawen alors que l'armée de terre est sous le commandement du général Amherst. Le gouverneur Augustin de Drucourt se rend après deux mois de siège en juillet 1758. Les civils sont déportés en France tandis que les soldats sont emprisonnés au Royaume-Uni. La forteresse est détruite en 1760, afin qu'elle ne puisse plus jamais représenter une menace.
Rollo attaque l'île Saint-Jean en 1758 et capture 2 500 personnes qui sont déportées en France : c'est la déportation de l'île Saint-Jean. Les Acadiens qui s'étaient cachés en bonne partie sont capturés lors de différentes attaques jusqu'en 1763. Les Britanniques mettent le feu aux bâtiments et aux champs des Acadiens pour éviter qu'ils ne puissent se ré-établir au même endroit. De plus, les familles sont séparées, ce qui détruit la base de la société acadienne. Entre le tiers et la moitié des déportés meurent ; les tempêtes en mer, le manque de nourriture et d'eau ainsi que les mauvaises conditions d'hygiène sur les bateaux en sont la principale cause. Les Acadiens déportés dans les Treize colonies doivent de surcroît faire face à l'hostilité de la population locale, qui n'avait pas été informée de leur arrivée.

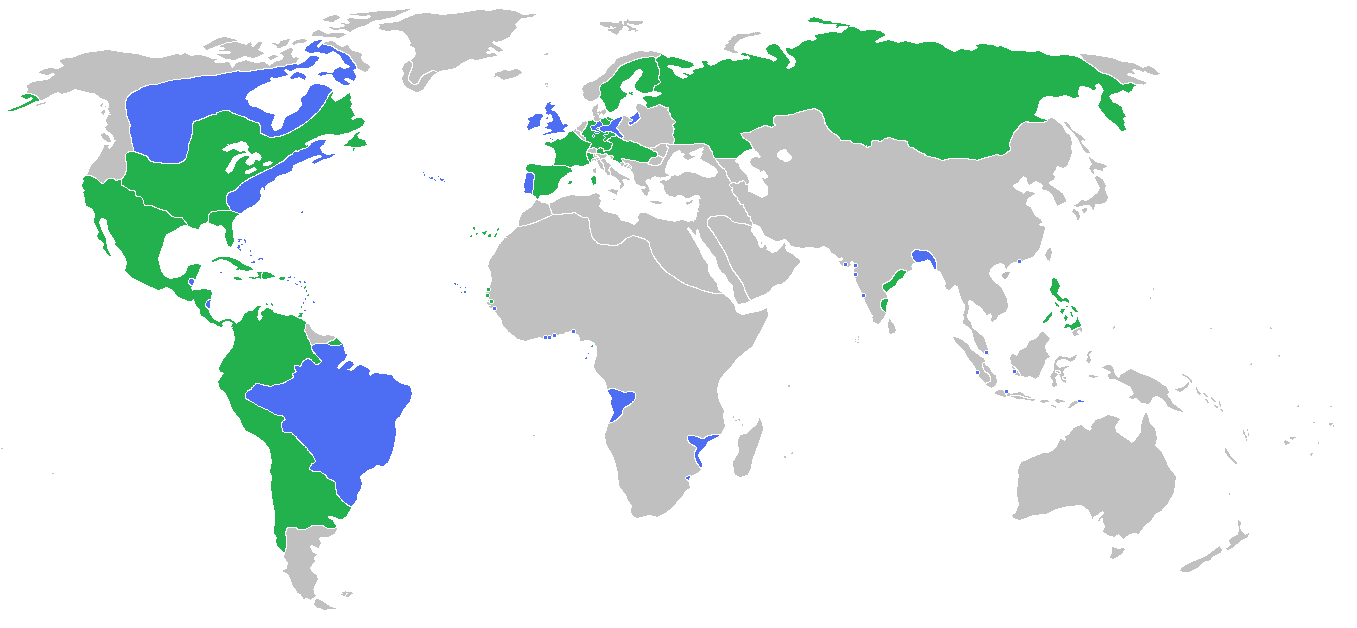
Parties impliquées lors de la guerre de Sept Ans. En bleu : Royaume-Uni et alliés, en vert : France et alliés.

## Rétablissement (1763-1850)

### Fondation d'une nouvelle Acadie

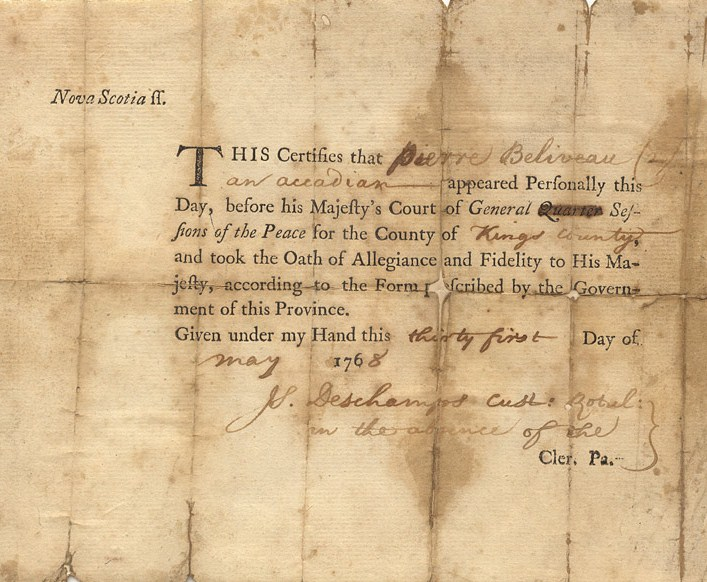
Un serment d'allégeance.

En 1763, le traité de Paris met fin à la guerre de Sept Ans et confirme la souveraineté du Royaume-Uni sur l'Acadie ou Nouvelle-Écosse,. Les Acadiens restés en Nouvelle-Écosse sont forcés à travailler dans des travaux publics puis sont relâchés. La proclamation royale permet, quant à elle, aux déportés de retourner dans la colonie, ce qu'ils sont des milliers à faire, provenant autant du Québec, de France ou des Treize colonies. Par contre, les Acadiens ne peuvent pas se rétablir sur leurs anciennes terres, doivent prêter serment d'allégeance et se disperser en petits groupes ; certaines terres leur sont toutefois réservées, notamment Pobomcoup, Beaubassin et Memramcook, mais la plupart décident de s'installer dans des endroits éloignés des établissements anglais. Un réseau de communication permet de réunir la plupart des familles, qui s'établissent au départ à Halifax et au bord du détroit de Canso. À partir de 1767, des villages sont fondés à la baie Sainte-Marie, dans la région de Chéticamp et sur l'isle Madame. Au nord, les établissements de la baie des Chaleurs et du détroit de Northumberland se développent mais Memramcook devient le principal village. À l'île du Prince-Édouard, l'ancienne île Saint-Jean, les Acadiens s'établissent surtout au bord de la baie de Malpèque. À la fin du XVIIIe siècle, de nouveaux villages sont fondés dont Barachois, Bouctouche, Petit-Rocher, Néguac, Richibouctou, Shippagan et Tracadie.
L'année 1763 est aussi marquée par l'arrivée de 12 000 Planters, ce qui rend la colonie majoritairement anglophone et protestante. Le ravitaillement des troupes britanniques lors de la guerre d'indépendance américaine (1776-1783) et la guerre de 1812-1814 représentent une opportunité économique. La région n'est pas vraiment menacée par une invasion américaine, excepté lors de l'attaque sur le fort Beauséjour en 1776. À la suite de la victoire américaine durant la guerre d'indépendance, des milliers de Loyalistes s'établissent dans la région. Ces nouveaux arrivants demandent à avoir leur propre gouvernement. Les provinces de l'Île-du-Prince-Édouard et du Nouveau-Brunswick sont donc créées respectivement en 1769 et en 1784. Les Acadiens sont désormais minoritaires dans trois territoires différents, aujourd'hui appelés les Provinces maritimes. Ceux de la vallée du fleuve Saint-Jean sont obligés de laisser leurs terres aux Loyalistes et se déplacent plus au nord, dans le Madawaska, où Saint-Basile devient le principal établissement. Des immigrants canadiens français se joignent à cette population. À noter que, de nos jours, un certain nombre d'habitants de cette région se considèrent désormais comme un peuple à part des Canadiens français et des Acadiens, les Brayons. La guerre d'Aroostook a lieu entre 1838 et 1839 dans le Madawaska. Bien qu'il n'y ait pas de morts, le Royaume-Uni doit céder la partie sud de la région aux États-Unis, isolant ainsi les Acadiens du Maine.
De nombreux exilés décident tout de même de rester à l'étranger, formant ainsi les bases de la diaspora acadienne et de l'Acadie généalogique. Les prisonniers du Royaume-Uni sont rapatriés en France après le traité, où ils s'ajoutent aux milliers de déportés de l'Île-du-Prince-Édouard et de l'île du Cap-Breton qui survivent grâce à l'aide sociale. Le regroupement des Acadiens est ensuite tenté, à Belle-Île-en-Mer, en Bretagne, dans le Poitou, à Martinique et même en Guyane, dans la colonie française de Saint-Domingue (Haïti) et aux îles Malouines. Peu de ces établissements ne réussissent réellement, à part Belle-Île-en-Mer en Bretagne et la Ligne acadienne au Poitou, et la plupart des Acadiens décident alors de revenir en Amérique du Nord, généralement à destination de la Louisiane, qui fut secrètement cédée à l'Espagne en 1762. Des exilés des États-Unis passent aussi en Louisiane ; leurs descendants sont désormais connus sous le nom de Cadiens et vivent dans l'Acadie du Sud, dont la principale région est l'Acadiane.

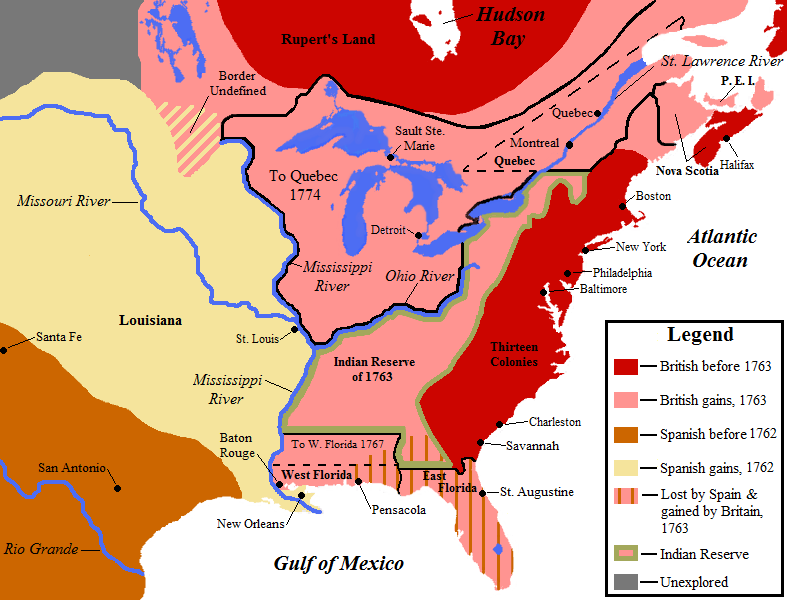
L'Amérique du Nord Britannique en 1763.
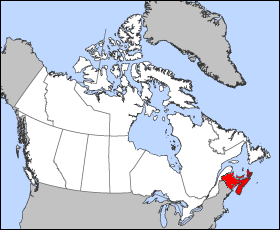
Situation actuelle des Provinces maritimes.
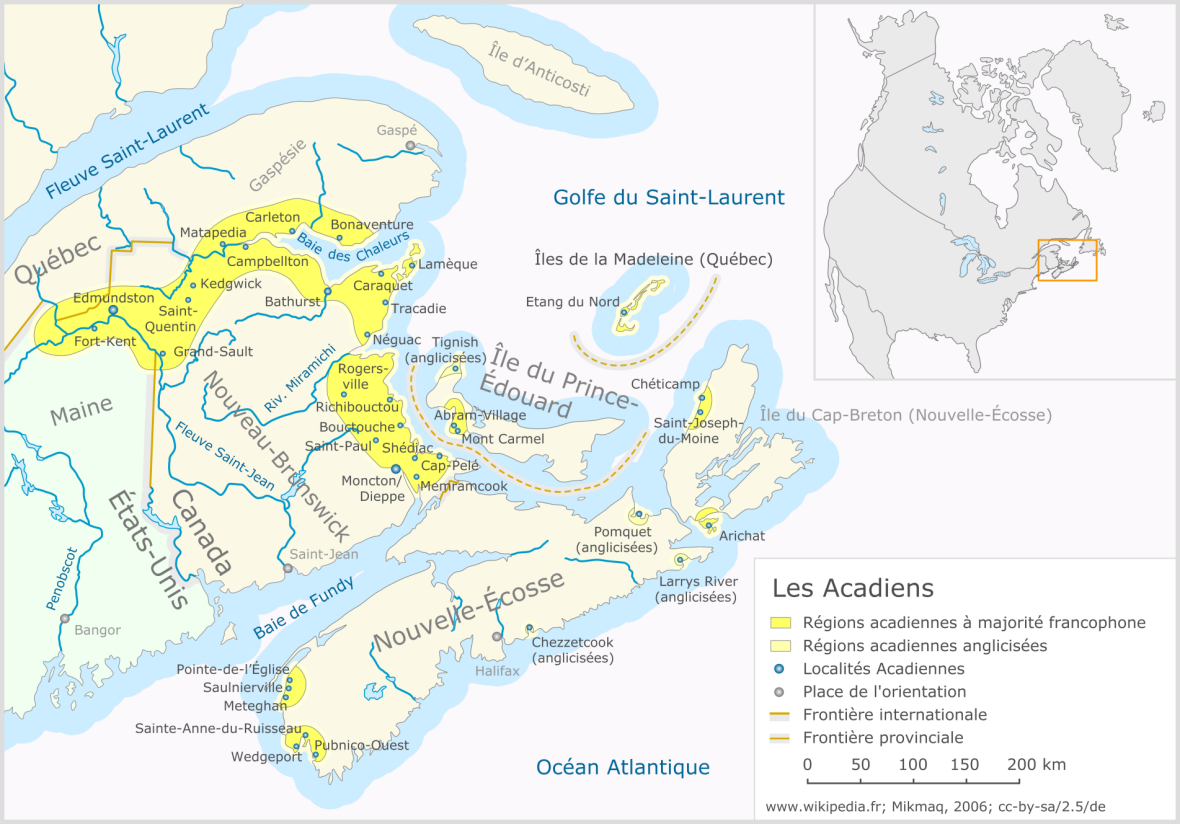
L'Acadie des Maritimes et quelques régions limitrophes du Québec et du Maine.
L'Acadie généalogique.

### Entrée en politique

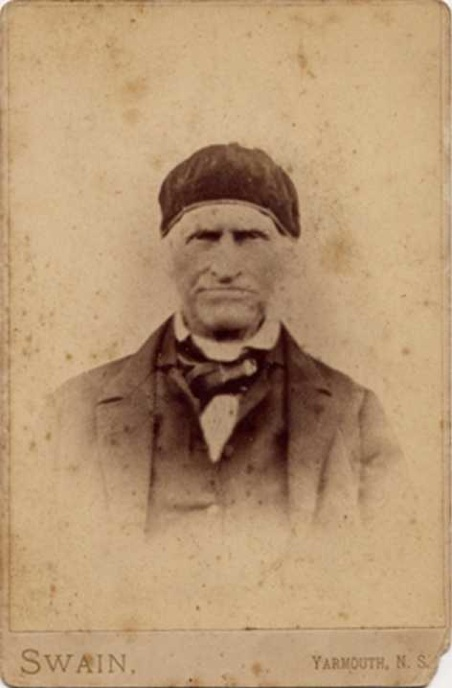
Simon d'Entremont, par Swain, 1880.

Des lois discriminatoires envers les catholiques — Acadiens et Irlandais — sont appliquées, les privant ainsi de toute participation dans l'administration publique. Ils n'acquièrent le droit de vote qu'en 1789 en Nouvelle-Écosse et en 1810 au Nouveau-Brunswick et à l'Île-du-Prince-Édouard. Ils doivent tout de même attendre 1830 pour avoir le droit de siéger dans les assemblées. La loi de 1766 interdisant la fondation d'une école par un catholique n'est abolie qu'en 1786. Les catholiques peuvent toutefois pratiquer leur religion sans trop de restrictions, et celles-ci disparaissent peu à peu. La loi de 1758 interdisant la propriété terrienne aux catholiques n'est abolie qu'en 1783. Toutefois, les habitants de Minoudie et Memramcook découvrent que leurs terres appartiennent déjà à Joseph Frederick Wallet Desbarres. Ils doivent donc payer une rente annuelle et, après quelques années de procédures, la plupart décident de déménager dans le Sud-est du Nouveau-Brunswick. Ceux de Memramcook doivent racheter leurs terres et le dossier n'est réglé qu'en 1840. À l'Île-du-Prince-Édouard, ce sont à la fois les Acadiens et les Britanniques qui doivent payer une rente à leurs seigneurs. Le seigneur du lot 16, Harry Compton, cause tellement de problèmes que la population décide de déménager entre 1812 et 1816 vers le lot 15, aujourd'hui appelé la Région Évangéline. La situation n'est réglée qu'en 1873.

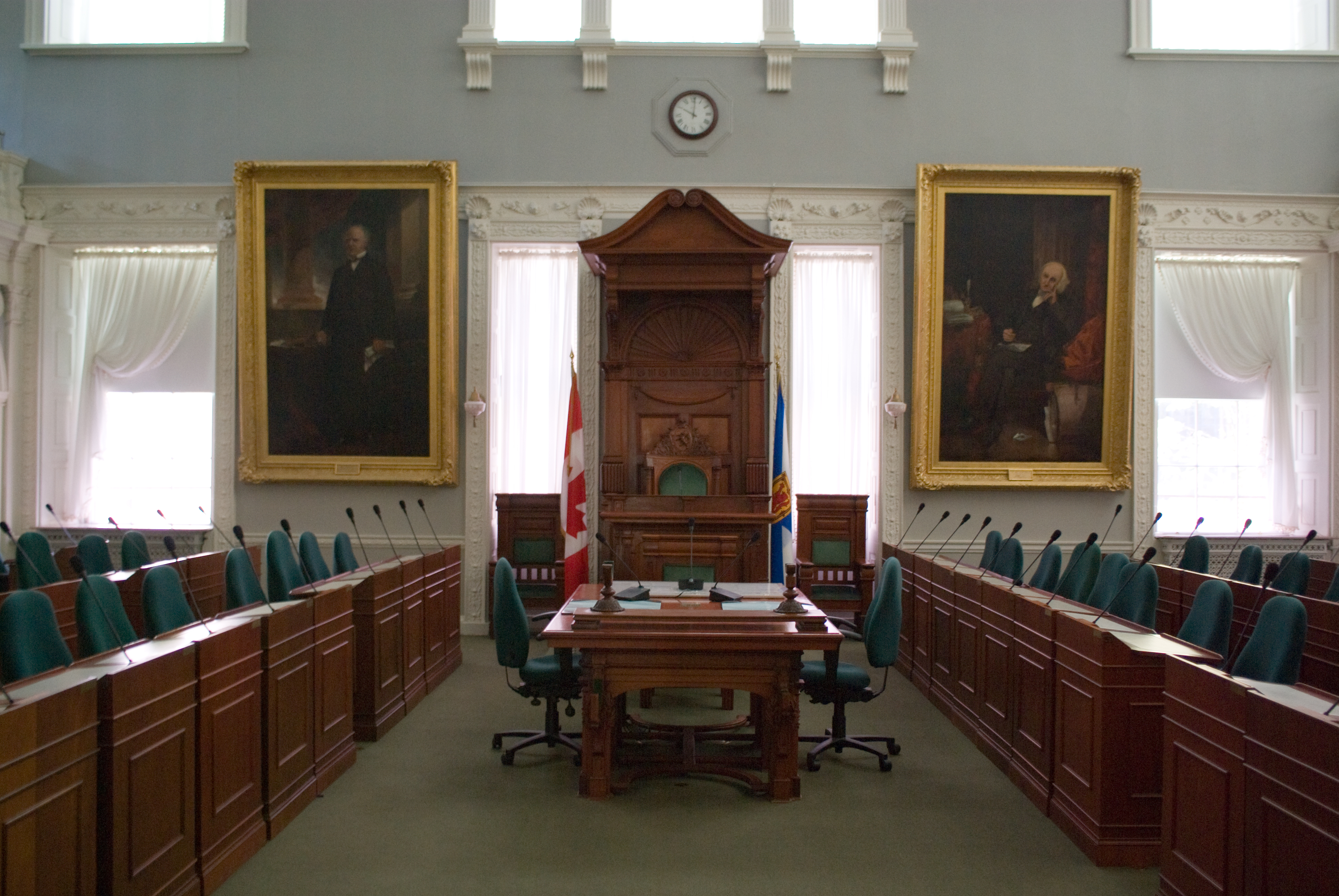
L'Assemblée législative de la Nouvelle-Écosse.

Les Acadiens sont représentés dans les parlements respectifs par des députés anglophones. Toutefois, le Serment du test est aboli en 1827 dans l'Assemblée législative de la Nouvelle-Écosse. Trois ans plus tard, Anselme Doucet est le premier Acadien à porter sa candidature, tandis que Simon d'Entremont est le premier élu en 1836, pour la circonscription d'Argyle. Il se range du côté des Réformistes, qui souhaitent un gouvernement responsable. Il obtient aussi la création d'une nouvelle circonscription à la Baie-Sainte-Marie. Anselme F. Comeau y est élu en 1840 et siège même au Conseil législatif. Amand Landry devient le premier député acadien du Nouveau-Brunswick en 1846. Il s'oppose à la construction d'un chemin de fer en région anglophone, prétextant l'oubli systématique des régions acadiennes. Il s'oppose aussi à la Confédération. Ces rares députés sont en fait des personnalités bien établies dans leur communauté, dont les liens avec les dirigeants anglophones ont probablement contribué à leur succès. Ils n'osent en fait pas trop défendre les intérêts acadiens, étant minoritaires dans leurs assemblées respectives.

### Économie

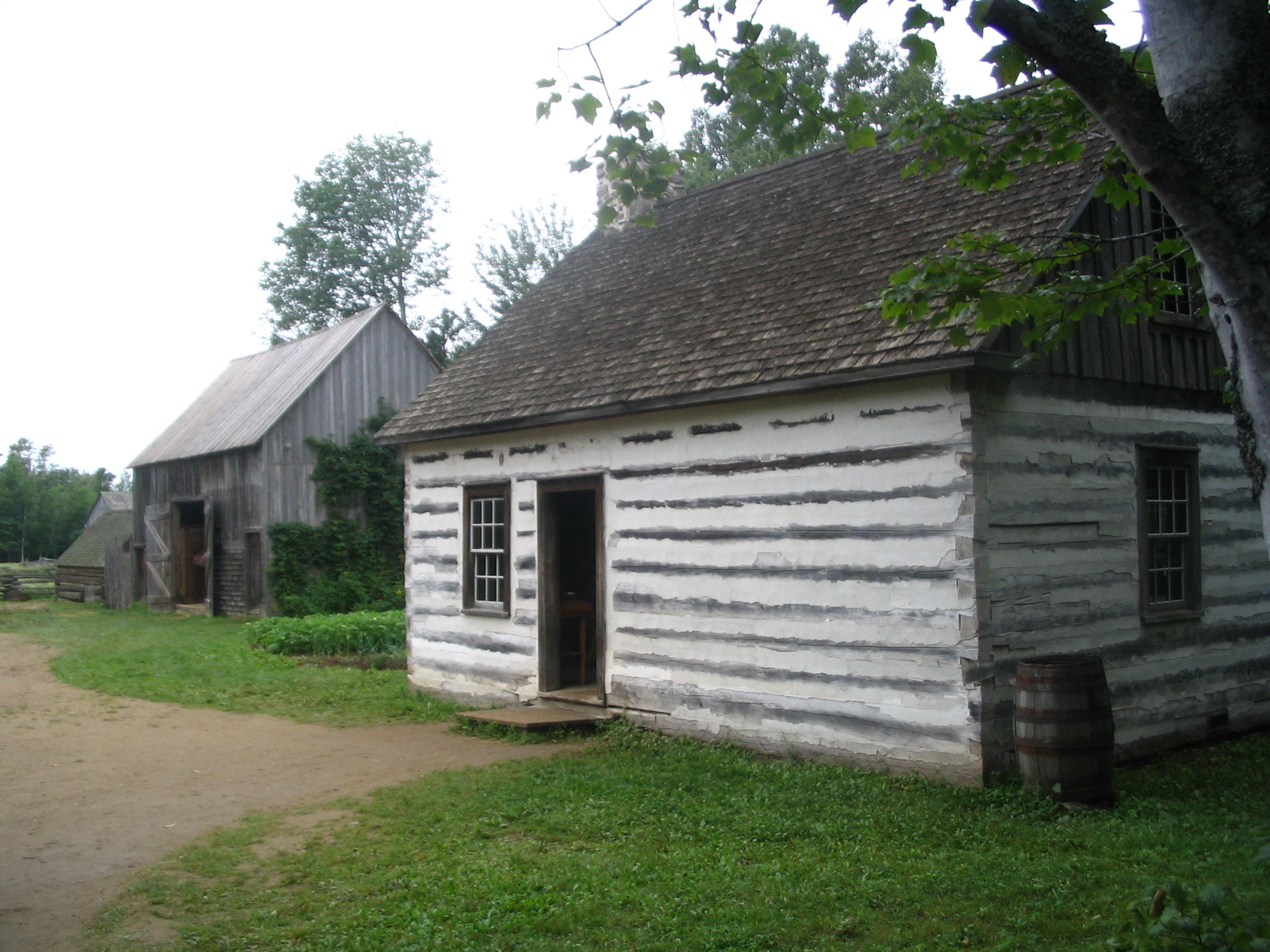
La ferme Mazzerolle, construite en 1852 mais caractéristique des maisons de l'époque, reconstruite au Village historique acadien ou VHA.

La population vit surtout d'une agriculture de subsistance et le rendement varie grandement d'une région à l'autre. Peu d'agriculteurs utilisent de l'engrais ou pratiquent la rotation culturale alors que les animaux sont peu nombreux et ne sont pas gardés dans des pâturages. Les Acadiens ont souvent des terres plus petites que les anglophones ; ils continuent donc à utiliser des aboiteaux pour tenter d'augmenter la superficie de leurs terres. Les pommes de terre, le poisson, le gibier et certaines céréales comme le blé, l'orge et le sarrasin forment l'essentiel de l'alimentation. Les maisons comptent souvent une seule pièce, chauffée par une seule cheminée servant aussi à la cuisson. Au Madawaska toutefois, l'agriculture dépasse le stade de l'autosuffisance dès le début du XIXe siècle et les surplus de grains sont vendus à Fredericton. Des sociétés agricoles sont fondées à la même époque mais sont dirigées par des fermiers anglophones.
La morue est l'espèce de poisson la plus consommée dans le monde à l'époque. L'industrie locale est contrôlée par trois principales compagnies, toutes originaires de Jersey : les Robin, les Fruing et les Lebouthillier ; la Compagnie Robin, la principale, compte douze postes de pêche et connaît une croissance soutenue jusque vers 1850. Seule l'isle Madame ne compte pas de monopoles alors que dans certaines régions comme Chéticamp, les Robins possèdent tout l'équipement. Les compagnies avancent la marchandise nécessaire aux pêcheurs, qui doivent ensuite rembourser leur dette avec le poisson pêché durant l'été. Ils reçoivent rarement de l'argent comptant et doivent acheter à crédit dans les magasins de la compagnie ; les pêcheurs restent souvent endettés par ces pratiques. Les femmes jouent un rôle vital dans l'industrie, en salant, séchant et parfois transformant le poisson ; elles peuvent aussi produire de l'huile de foie de morue ou faire de l'agriculture pour la compagnie. Le commerce d'huîtres est en expansion ; le principal lieu de production est Miscouche bien que Caraquet en exporte depuis 1795.
Les vastes forêts permettent l'exploitation forestière et le Madawaska est encore une fois la région la plus dynamique bien que le bois soit surtout vendu et transformé à Saint-Jean. Grâce à son port et ses cours d'eau, Bathurst devient rapidement le principal centre d'activité forestière ; Joseph Cunard, de Chatham, reste toutefois le plus important entrepreneur. Les bûcherons forment une classe sociale à part : ils quittent leur famille à l'automne, doivent se construire un abri et une écurie à leur arrivée au chantier, coupent les arbres jusqu'en hiver et font la drave au printemps.
La construction navale est une industrie importante et la situation des Maritimes dans l'empire britannique permet aux colonies de développer le commerce maritime. Le sud-ouest de la Nouvelle-Écosse est la région la plus active dans ce domaine bien que le Nord-est du Nouveau-Brunswick construise quelques navires comparables. En échange de poisson et de bois d'œuvre, les marchands importent toutes sortes de produits comme de la nourriture, des ustensiles de cuisine et des vêtements.

### Société

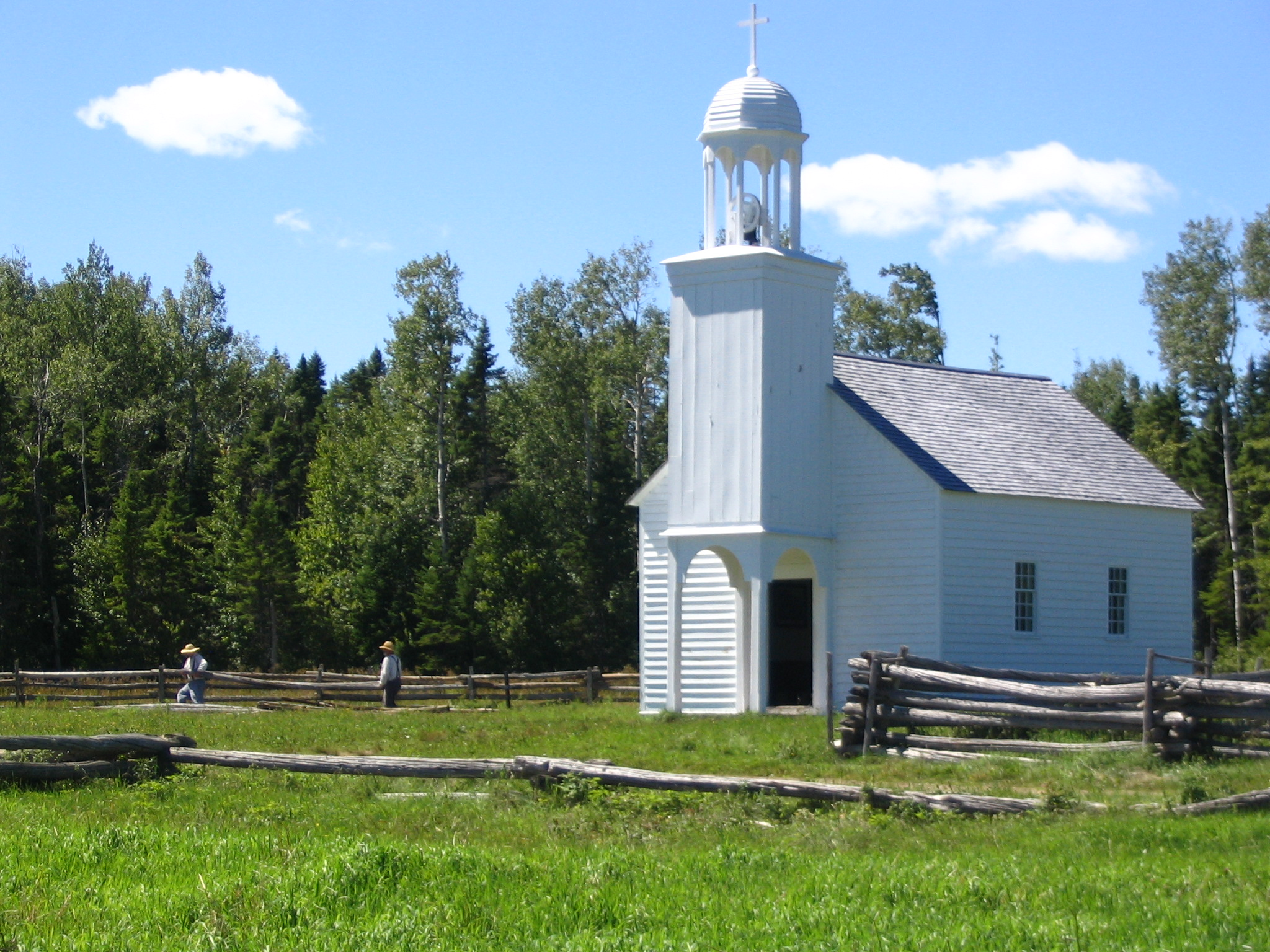
La chapelle de Sainte-Anne-du-Bocage (1836), reconstruite au VHA.

Pour se reloger, les Acadiens doivent absolument demander une concession au gouvernement, sous plusieurs conditions dont la dimension des maisons à construire et le délai accordé pour le défrichement ; les citoyens du Madawaska sont privilégiés car les Loyalistes se sont établis au sud et le gouvernement souhaite coloniser la région pour éviter son annexion par le Bas-Canada,. La population acadienne des Maritimes augmente rapidement, passant de 8 408 personnes en 1803 à environ 87 000 en 1871 et ce même si la mortalité infantile compte pour 44 % des décès ; l'augmentation de la population pousse à la fondation de nouveaux villages dans l'arrière-pays du sud-ouest de la Nouvelle-Écosse.
Les Micmacs et Malécites voient aussi leurs conditions changer après la conquête. Bien qu'ils vivent souvent près des localités acadiennes, ils ont surtout des relations avec les anglophones. En fait, il y a désormais une certaine intolérance envers le métissage et il y a peu de contacts entre les Amérindiens et les Acadiens jusqu'à la fin du XXe siècle.
Le clergé est en manque d'effectifs depuis 1763 et a peu de considération pour les Acadiens ; quelques missionnaires sont tout de même envoyés pour desservir chacun un vaste territoire. Mathurin Bourg devient le premier prêtre acadien en 1772. Les paroisses sont créées à partir de 1781, la première étant celle de Memramcook. À partir de 1783, les gouvernements se montrent plus tolérants face aux prêtres catholiques. À la suite de la Révolution française, quelques prêtres français s'établissent en Acadie, répondant aux demandes de la population. Jean-Mandé Sigogne et Thomas Cooke sont tous deux de grands bâtisseurs d'églises et de presbytères ; la plupart des églises sont en effet trop petites et mal entretenues. Les missionnaires ont de la difficulté à imposer des normes car les Acadiens sont habitués à célébrer des messes sans prêtre, n'ont pas la même conception des sacrements et de la gestion des paroisses et s'opposent à leur pouvoir de plus en plus importants alors que les laïcs, autorisés à accomplir certaines tâches en leur absence, ne veulent pas perdre leur influence. Les missionnaires n'hésitent pas à imposer des punitions ou à dénoncer publiquement une personne ou une habitude. Les catholiques des Maritimes relèvent du diocèse de Québec jusqu'en 1817, avec la création du vicariat apostolique de la Nouvelle-Écosse et ensuite de la création du diocèse de Charlottetown en 1829 et du diocèse de Saint-Jean en 1842.
L'éducation n'est pas une priorité et sa qualité varie fortement d'une région à l'autre, de même que le programme et la gestion car l'école reste une initiative locale ; le taux d'analphabétisme est même plus élevé que sous le régime français et les écoles sont rares avant 1820. L'évolution de l'éducation s'inspire des innovations européennes ; le système Madras est ainsi implanté en 1820 car avantageux pour une population pauvre. Certains prêtres, dont Jean-Mandé Sigogne, enseignent dans leur presbytère. De 1802 à 1852, des lois néo-brunswikcoises accordent du financement aux écoles puis touchent la bureaucratie et la laïcité ; une école normale est même fondée à Fredericton. Une loi prince-édouardienne de 1825 prévoit le financement d'écoles et fixe les normes de qualification des enseignants ; une seconde loi de 1852 transfère le contrôle de l'éducation à un surintendant provincial. Les premières lois néo-écossaises ne favorisent pas l'égalité des catholiques alors qu'une loi de 1841 instaure un système scolaire unilingue anglophone mais tolère l'enseignement du français. Toutefois, jusqu'en 1850, les lois accordent un financement aux écoles acadiennes et développent la structure bureaucratique. Un premier couvent est fondé par les trappistines à Tracadie, en 1824. L'abbé Antoine Gagnon tente d'ouvrir un collège à Grande-Digue en 1836 mais doit abandonner le projet à la suite de difficultés financières et de l'opposition de l'évêque ; aucun collège n'ouvre avant 1840, même s'ils sont considérés comme plus faciles à implanter qu'une école.
Outre les missionnaires et les prêtres, quelques notables font leur place, comme Amable Doucet à l'Anse-des-Belliveau, Joseph Gueguen à Cocagne, Otho Robichaud à Néguac et Joseph Arsenault à Malpèque. Ils occupent diverses fonctions publiques et religieuses en plus d'occuper souvent le rôle de notaire et de greffier ; ils sont aussi entrepreneurs, bien que plus modestes que les anglophones. Il n'y a toutefois pas de journal francophone ni d'avocat ou de médecin et il n'y a pas réellement de classe moyenne.

## Renaissance (1850-1881)

### Influence littéraire

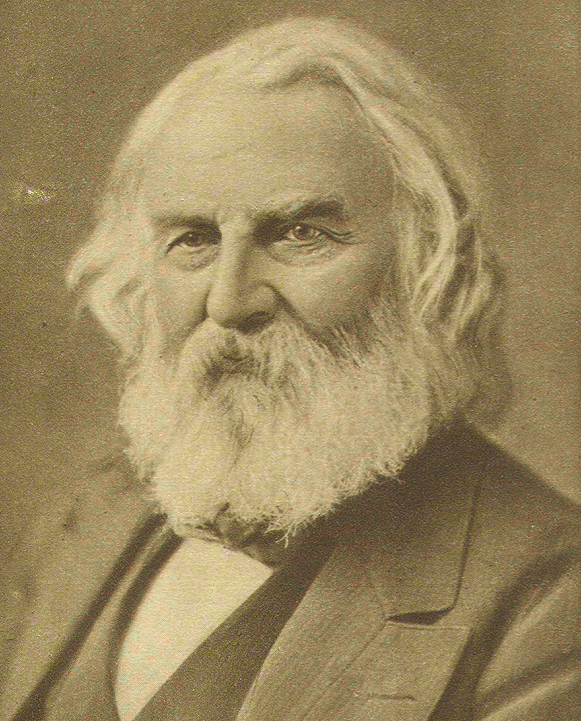
Henry Longfellow.

Deux œuvres marquent un point tournant dans la renaissance acadienne, la plus importante étant le poème Evangéline, publié par l'Américain Henry Longfellow en 1847 ; les Acadiens se reconnaissent dans cette intrigue, le couple fictif d'Évangéline et de Gabriel représentant en quelque sorte leur histoire, leur dispersion et leurs retrouvailles. En 1859, François-Edme Rameau de Saint-Père, un Français, publie La France aux colonies : Acadiens et Canadiens, dont la première de deux parties traite de l'histoire des Acadiens, permettant aux principaux intéressés de découvrir pour la première fois leur histoire dans leur langue. Rameau visite deux fois l'Acadie et publie en 1889 un autre ouvrage, Une colonie féodale en Amérique : l'Acadie, 1604-1881. De plus, il entretient une correspondance avec plusieurs membres de l'élite et aide les Acadiens à tisser des liens avec le reste de la Francophonie.

### Confédération canadienne

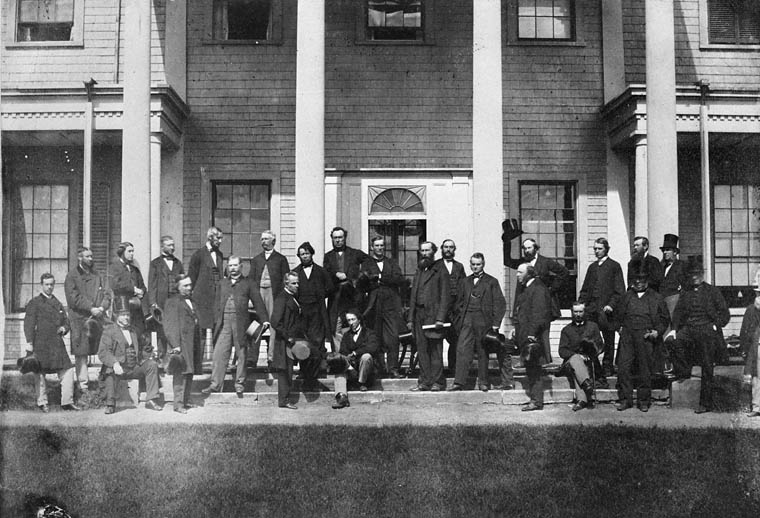
Délégués à la conférence de Charlottetown.

Les Maritimes obtiennent progressivement toutes un gouvernement responsable en 1850. Le libre-échange est instauré dans l'empire britannique en 1846 ; cela nuit à l'économie des colonies et l'annexion aux États-Unis est donc proposée comme solution. Le traité de réciprocité canado-américain est signé en 1854 entre l'Amérique du Nord britannique et les États-Unis ; il est annulé à son expiration en 1864 à cause du soutien du Royaume-Uni envers les États confédérés d'Amérique. L'Union des Maritimes est alors à l'ordre du jour de la conférence de Charlottetown, organisée la même année ; outrepassant leur mandat, les délégués proposent plutôt la Confédération canadienne, qui inclurait les Maritimes mais aussi la Province du Canada. La Confédération est acceptée par Londres et les parlements coloniaux, sans faire l'objet d'un référendum. Cela provoque le mécontentement des Écossais, des anglophones des régions côtières et des Acadiens, qui considèrent que la Confédération nuirait à l'économie. Au Nouveau-Brunswick, les Acadiens votent contre à deux reprises et les rares députés anti-confédération sont surnommés la French Brigade pour cette raison. La confédération du Nouveau-Brunswick, de la Nouvelle-Écosse, de l'Ontario et du Québec a lieu le 1er juillet 1867. La Constitution du Canada régit dès lors l'ensemble des droits fondamentaux et des règles qui définissent les principes politiques, les institutions, les pouvoirs ainsi que les responsabilités des provinces et de l'État fédéral, dont la capitale est désormais Ottawa. Les Acadiens de l'Île-du-Prince-Édouard votent contre le projet avant de l'approuver et la colonie rejoint le nouveau pays en 1873.

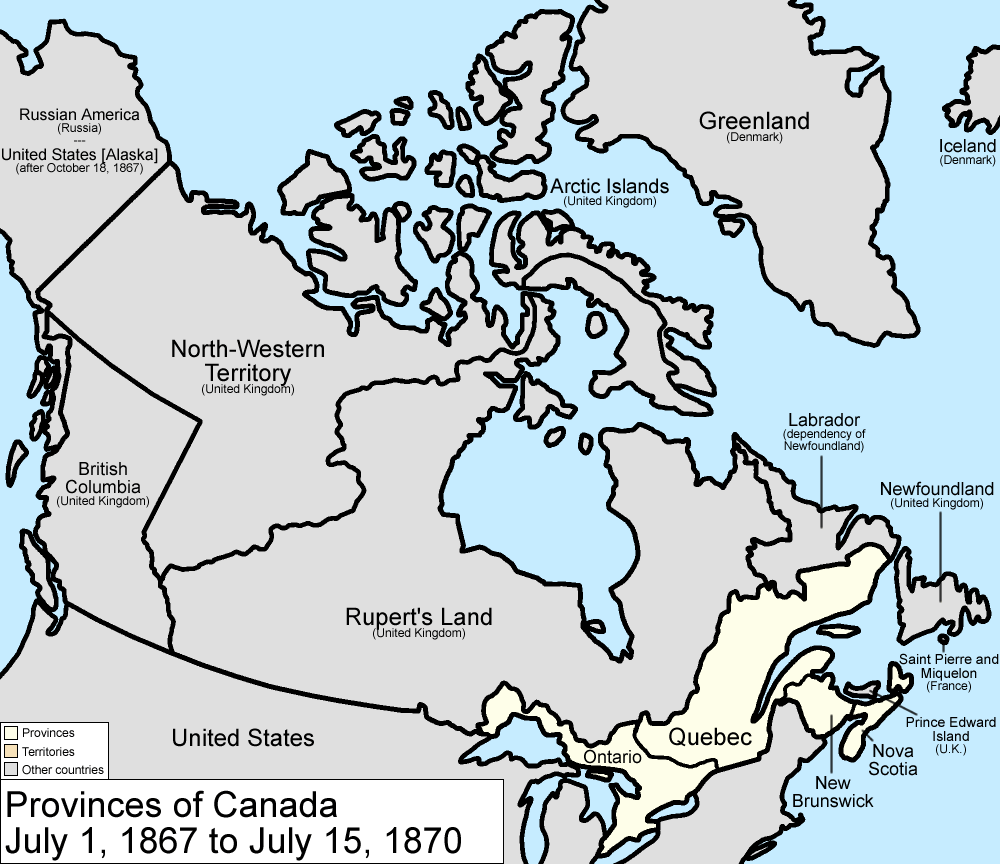
Le Canada, à ses débuts en 1867 (en anglais).
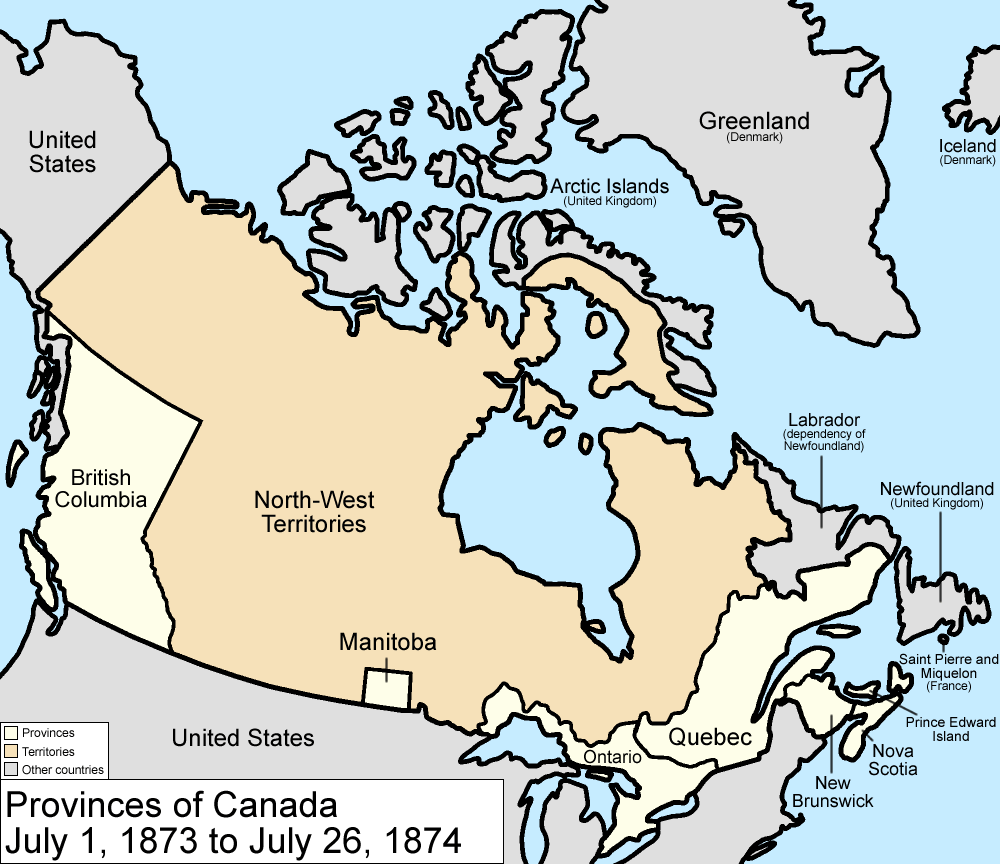
Le Canada, à l'entrée de l'Île-du-Prince-Édouard dans la Confédération en 1873.

### Représentation

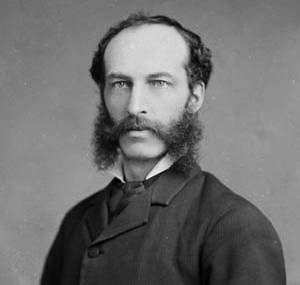
Pierre-Amand Landry.

Stanislaus Francis Perry est élu premier député acadien de l'Île-du-Prince-Édouard en 1854 et premier député libéral fédéral en 1874 ; il retourne dans la politique provinciale en 1879 puis à nouveau fédérale en 1887. À la fin de sa carrière, il est accusé de ne pas défendre les intérêts acadiens et de souvent changer d'opinion. Fidèle Gaudet et Joseph-Octave Arsenault sont les deux autres députés provinciaux acadiens. Arsenault, libéral puis conservateur, est très apprécié et devient sénateur en 1895. En Nouvelle-Écosse, au niveau provincial, Henry Martell et surtout Isidore Leblanc sont à noter ; ce dernier est le premier acadien à devenir ministre. Au Nouveau-Brunswick, sept députés et un sénateur, dont cinq conservateurs et deux libéraux représentent les Acadiens au fédéral mais aucun n'occupe le poste de ministre. Auguste Renaud est élu dans Kent en 1867 et le conservateur Gilbert Girouard lui succède entre 1878 et 1883. Ce dernier est fidèle au premier ministre John A. Macdonald et sa principale réalisation est un chemin de fer desservant Bouctouche. Pierre-Amand Landry succède à son père au provincial en 1870 avant de succéder à Girouard en 1883 ; il est le premier Acadien à devenir ministre provincial et juge. Le favoritisme politique se développe, certaines personnes obtenant des postes administratifs en échange de leur soutien au parti au pouvoir.

### Économie

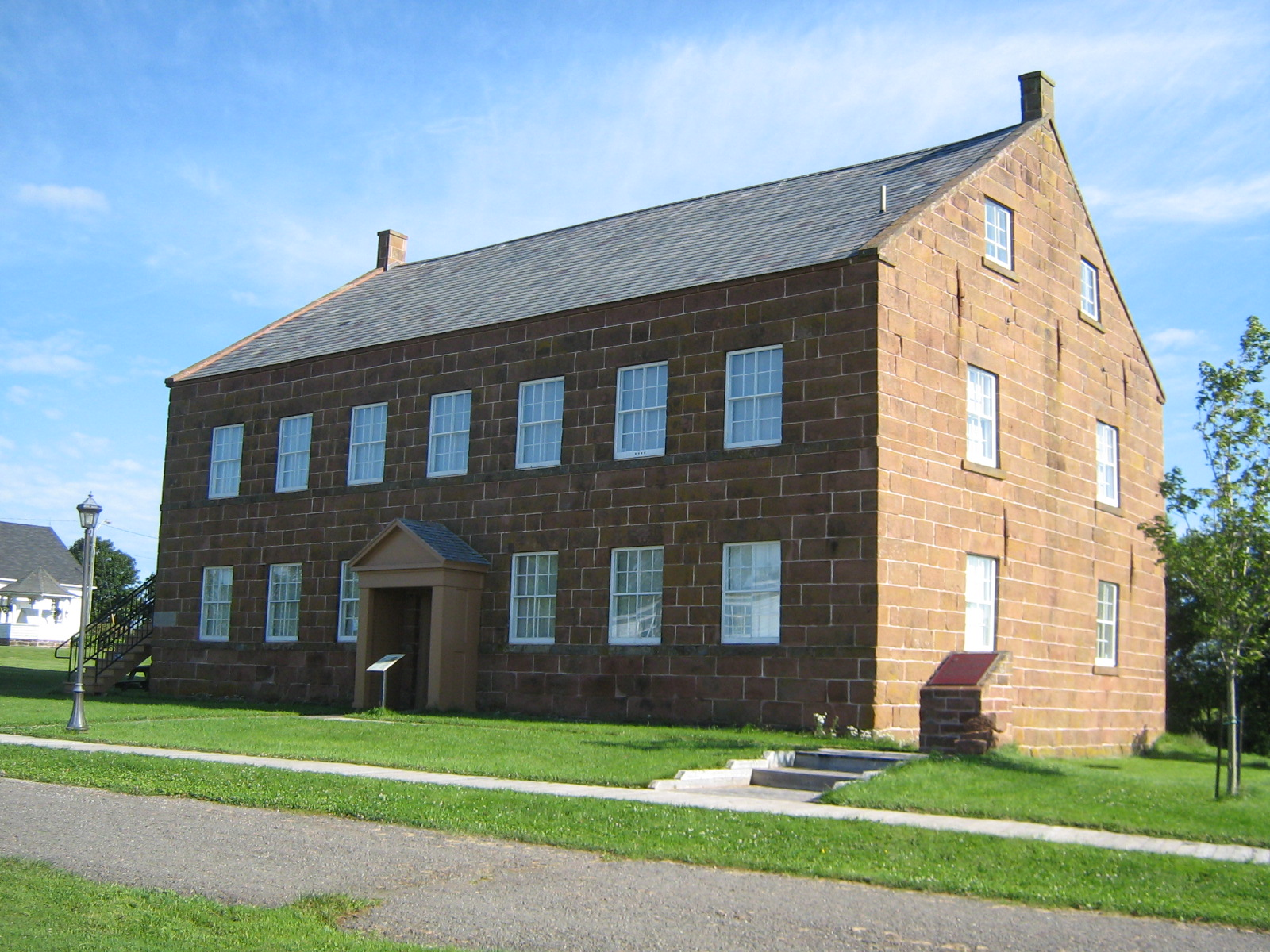
La Banque des fermiers de Rustico.

Plusieurs lignes de chemin de fer sont construites à partir de 1850 ; les projets sont souvent liés à l'industrie forestière et les investisseurs sont surtout anglophones. Toutefois, le chemin de fer crée de nombreux emplois chez les Acadiens et offre de nouveaux débouchés pour les petits entrepreneurs.
La plupart des Acadiens vivent toujours de l'agriculture de subsistance et, bien que le nombre de sociétés agricoles augmente, les techniques utilisées évoluent lentement, ce qui leur vaut des critiques. Par contre, l'agriculture est combinée à la pêche et à l'exploitation forestière au Cap-Breton et dans le Nord-est du Nouveau-Brunswick alors qu'au Madawaska et à l'Île-du-Prince-Édouard les produits s'écoulent plus facilement ; la Banque des fermiers de Rustico, fondée en 1859, est liée à ce succès. Dans l'Île-du-Prince-Édouard, la principale culture est l'avoine et les pommes de terre, même si le lin et le blé d'Inde deviennent plus populaires. Au Madawaska, la production de plusieurs produits augmente constamment. Les pommes de terre sont en général produites en grande quantité au Nouveau-Brunswick et partiellement exportées. Quelques Acadiens commencent à investir dans le commerce de détail, certains ouvrent même de petites usines et Fidèle Poirier ouvre l'un des premiers magasins à Shédiac en 1856. La relance de l'industrie des pêches par des entrepreneurs américains coïncide avec le manque de nouvelles terres agricoles. L'exploitation du homard, du hareng et du maquereau augmente à partir des années 1870. Le homard est mis en conserve pour y être vendu au Royaume-Uni, sauf au sud-ouest de la Nouvelle-Écosse où il est vendu vivant aux États-Unis ; la mise en conserve du homard représente moins de risque et d'investissements. Quelques Acadiens fondent des conserveries, employant des femmes et des enfants. Au Nord-est du Nouveau-Brunswick et en Nouvelle-Écosse, la pêche à la morue domine toujours l'industrie mais l'arrivée du chemin de fer provoque le déclin de la vente de morue sèche ou salée en faveur de la morue fraîche. L'industrie forestière connaît une croissance sans précédent dans la Péninsule acadienne après 1871, alors qu'elle poursuit son évolution dans le Madawaska ; Clare est un autre secteur important, où la construction navale constitue le principal marché. Saint-Léonard se trouve à un endroit stratégique ; la colonisation des environs et du même coup l'expansion de la ville et du Madawaska sont toutefois entravées par la concession des terres non développées donnée à la New Brunswick Railway en 1878.

### Développement culturel et social

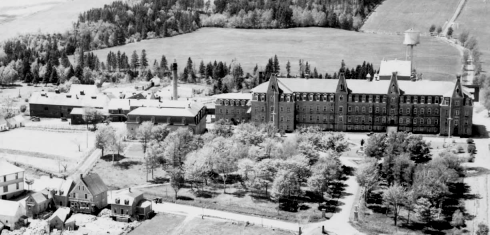
Le collège Saint-Joseph.

François-Xavier Lafrance ouvre en 1854 à Memramcook le premier établissement d'enseignement supérieur de langue française, le séminaire Saint-Thomas ; il ferme ses portes en 1862 mais il est rouvert deux ans plus tard par la Congrégation de Sainte-Croix et devient le Collège Saint-Joseph. En 1874, le curé Marcel-François Richard ouvre le Collège Saint-Louis, à Saint-Louis-de-Kent, prétextant que le Collège Saint-Joseph est trop bilingue ; l'évêque Rogers le ferme en 1882, en considérant qu'il répond mal aux besoins des Irlandais.
Les collèges contribuent à la formation d'une classe moyenne et d'une élite instruite à partir des années 1860. Cette élite se divise en quatre classes, les deux plus en vue sont le clergé et les membres des professions libérales, soit les avocats, les médecins et les notaires. De plus, même si les agriculteurs et les commerçants acadiens ne bénéficient pas d'un capital considérable comme leurs homologues anglophones, bon nombre d'entre eux réussissent tout de même à se distinguer. Il y a aussi d'autres classes particulières, comme les pêcheurs pères de plusieurs fils ou ceux possédant une goélette, capables d'avoir un rendement supérieur aux propriétaires de chaloupes. Dans certaines régions, le nombre de mariages entre les anglophones et les membres de l'élite acadienne augmente ; les villages plus pauvres tendent par contre à avoir une société égalitaire.

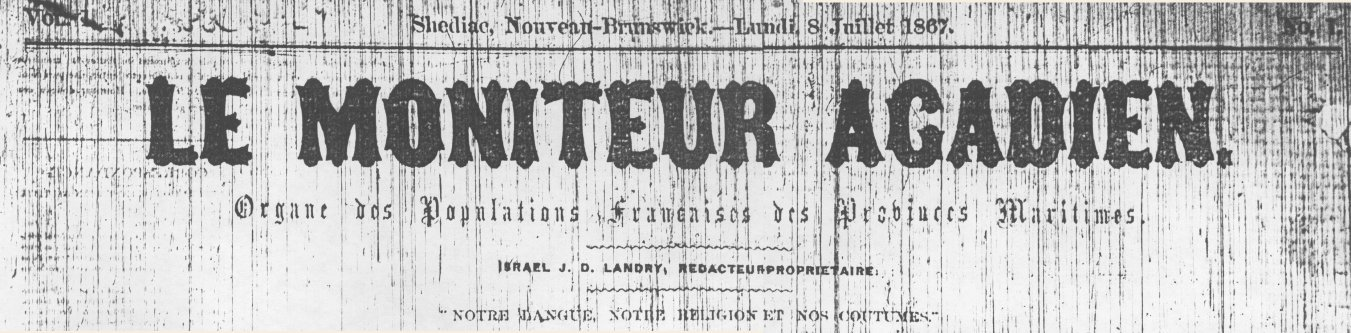
L'entête du premier numéro du journal Le Moniteur acadien.

Le premier journal francophone, Le Moniteur acadien, est fondé en 1867 à Shédiac par Israël Landry ; la fondation d'un journal destiné aux Acadiens avait déjà été réclamée par plusieurs personnes, dont l'historien François-Edmé Rameau de Saint-Père. Malgré trois incendies et des difficultés financières, il sert pendant plusieurs années de tribune au nationalisme naissant ; Le Moniteur acadien appuie le parti conservateur et défend les intérêts du clergé et des francophones mais sa ligne éditoriale ne respecte pas totalement les idées de l'élite acadienne.
Sous la pression de quelques députés, les débats de l'Assemblée législative du Nouveau-Brunswick sont traduits en français avec la participation du Moniteur acadien en 1870 mais cette pratique est arrêtée la même année, le gouvernement prétextant des compressions budgétaires ; l'unilinguisme anglais de certains ministères et de la justice de même que le manque de recenseurs bilingues est décrié à la même époque. Plus de place au français est aussi demandée dans l'administration municipale, le tout sans réels résultats.
L'émigration vers les États-Unis s'accélère vers 1870 ; ce sont surtout des pêcheurs ou des personnes cherchant du travail dans les usines. Même si l'émigration est fortement critiquée, il reste que les Acadiens émigrent moins que les autres habitants des Maritimes. De plus, entre 1871 et 1881, leur population augmente de 26 % au Nouveau-Brunswick et en Nouvelle-Écosse alors qu'elle baisse de 12 % à l'Île. Le manque d'espace pousse d'ailleurs plusieurs groupes d'Acadiens du Nouveau-Brunswick à fonder de nouveaux villages tels que Colborne, Tétagouche, Paquetville, Saint-Isidore, Sainte-Marie-de-Kent, Acadieville et Rogersville ; des habitants de l'Île-du-Prince-Édouard participent à la fondation de Saint-Paul-de-Kent. Le clergé encourage ce mouvement, souhaitant éviter l'émigration mais aussi voir les Acadiens s'intéresser à l'agriculture plutôt que se faire contrôler par les compagnies de pêche. Malgré l'interdiction d'établissement permanent, des pêcheurs français et des Saint-Pierrais s'installent durant le XIXe siècle à Terre-Neuve, principalement à la péninsule de Port-au-Port. Ils sont suivis durant les années 1850 par des agriculteurs acadiens, qui s'établissent surtout dans la vallée de Cordroy et à Stephenville. Cette communauté est dynamique et obtient rapidement un curé francophone. Toutefois, plusieurs habitants quittent la région durant les années 1860 tandis que des Écossais s'ajoutent à la population, causant une assimilation massive.
Les manuels scolaires en français sont presque inexistants mais, au Nouveau-Brunswick, certains livres francophones sont approuvés à partir de 1852 cependant les écoliers disposent surtout de livres bilingues. Après 1877, tous les livres utilisés à l'Île-du-Prince-Édouard doivent être en anglais ou bilingues, sauf celui de lecture.

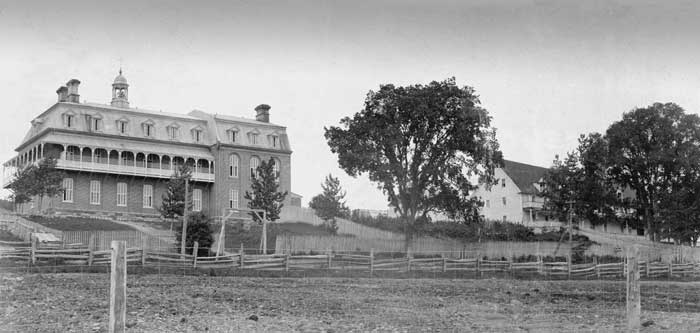
Le couvent et l'hôpital de Saint-Basile.

La Nouvelle-Écosse adopte la loi Tupper en 1864, qui instaure un système d'éducation unilingue anglais. Le Nouveau-Brunswick et l'Île-du-Prince-Édouard introduisent respectivement des lois similaires en 1871 et en 1877. Bien que la loi du Nouveau-Brunswick comporte des aspects positifs comme la gratuité scolaire, la construction de nouvelles écoles et le contrôle des brevets d'enseignement, elle interdit l'enseignement du catéchisme tout comme la présence de symboles religieux et oblige les religieux à détenir un brevet d'enseignement. Elle oblige aussi les parents d'enfants fréquentant une école privée à payer aussi la taxe de l'école publique. Les anglophones appuient la loi tandis que les catholiques s'y opposent. Les Acadiens décident de ne pas payer la taxe scolaire et entreprennent diverses démarches pour faire annuler la loi. La tension culmine en 1875 à Caraquet, lors de l'affaire Louis Mailloux, où deux personnes trouvent la mort. Un compromis est ensuite trouvé et accepté par les catholiques.
Les communautés religieuses féminines jouent un rôle important en Acadie. La Congrégation de Notre-Dame de Montréal fonde des couvents à Arichat en 1856, à Miscouche en 1864 puis à Caraquet et à Saint-Louis-de-Kent en 1874 et à Rustico en 1882. Les Sœurs de la Charité ouvrent un couvent à Saint-Basile en 1862 mais partent en 1873 ; les Religieuses hospitalières ouvrent un autre couvent dans la même ville un an plus tard. De 1868 à 1881, les Sœurs de Saint-Joseph fondent des hôpitaux à Tracadie, à Chatham, à Saint-Basile et à Campbellton. Certaines personnes critiquent la place grandissante des femmes dans la société.

## Orientations nationales, sociales et économiques (1881-1914)

### Conventions nationales acadiennes

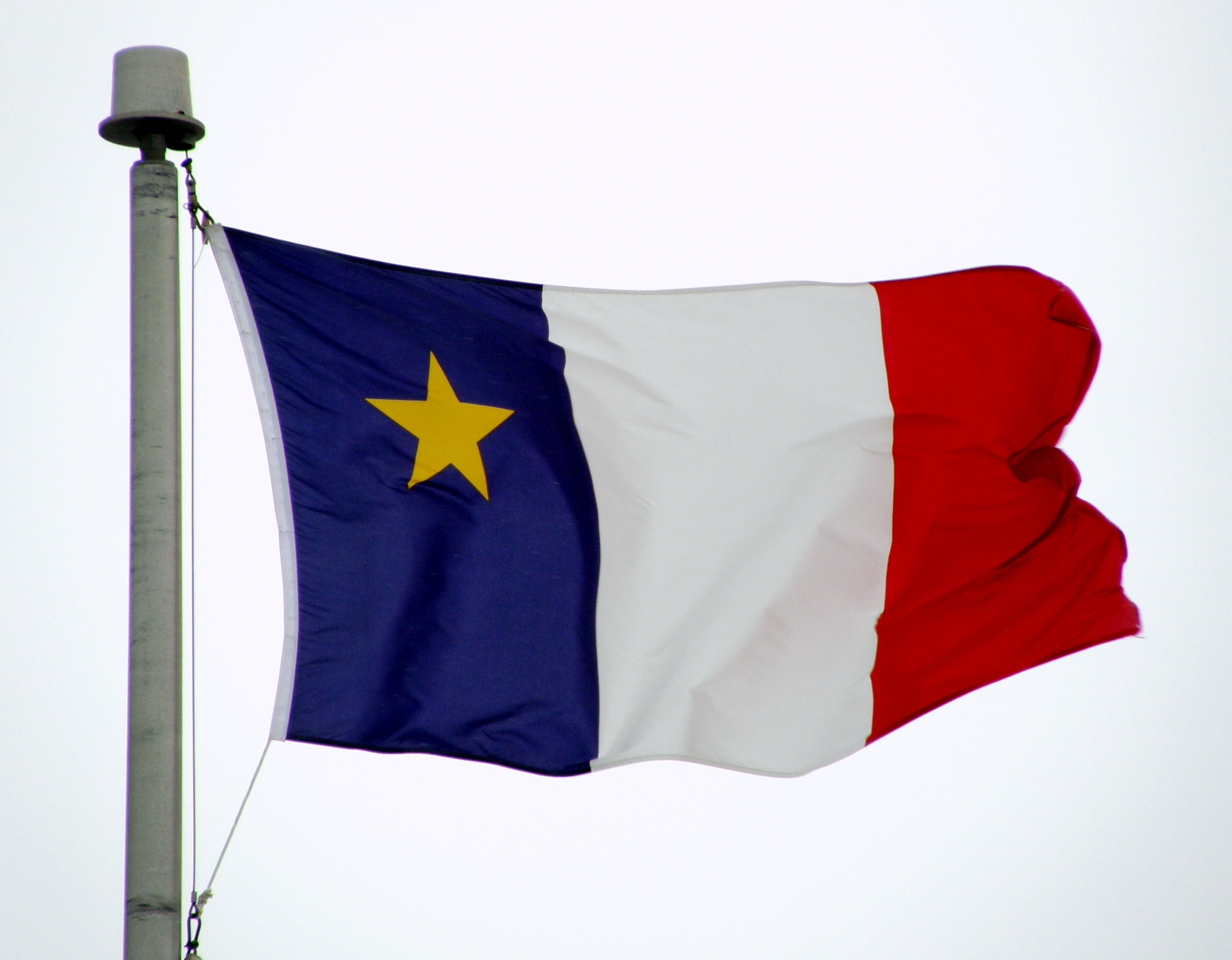
Le drapeau de l'Acadie.

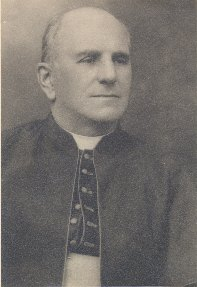
Marcel-François Richard, l'instigateur de la plupart des symboles nationaux.

Vers la fin du XIXe siècle, les Canadiens français et les Acadiens sont marqués par la lutte pour la protection des écoles francophones et la pendaison de Louis Riel ; une certaine solidarité semble émerger mais c'est au Québec, la principale société francophone d'Amérique du Nord, que le mouvement de « réveil national » est concentré. En 1880, cent délégués acadiens sont invités à une conférence de la Société Saint-Jean-Baptiste dans la ville de Québec ; c'est à ce moment qu'est décidée la tenue de la première Convention nationale acadienne au Collège Saint-Joseph de Memramcook en 1881. Cinq mille personnes répondent au rendez-vous mais seulement quelques centaines participent aux débats, organisés autour de cinq commissions : le choix d'une fête nationale, l'éducation, l'agriculture, la colonisation, l'émigration et la presse. La majorité des interventions provient d'une sorte d'élite intellectuelle formée de prêtres et de personnes issues des professions libérales. Le tiers des discussions tourne autour de la définition de ce qu'est un Acadien. La Société nationale de l'Assomption, qui a pour but de défendre les intérêts des Acadiens des Maritimes et qui est en fait l'ancêtre de la Société nationale de l'Acadie, est fondée. L'un des débats les plus chauds porte sur l'adoption de la fête nationale de l'Acadie, les délégués hésitant entre le 24 juin, fête nationale des Canadiens français et le 15 août, jour de l'Assomption ; à la suite de l'insistance de Marcel-François Richard en faveur d'une fête spécifiquement acadienne, les délégués choisissent finalement la seconde option. D'autres conventions sont tenues de manière intermittentes dans différentes localités, où des thèmes semblables sont alors débattus. À celle de Miscouche, en 1884, le drapeau de l'Acadie est choisi, de même que l'insigne acadien et la devise nationale, L'union fait la force ; le choix de l'hymne national est moins clair et l'Ave Maris Stella l'emporte.

### Gouvernement parallèle

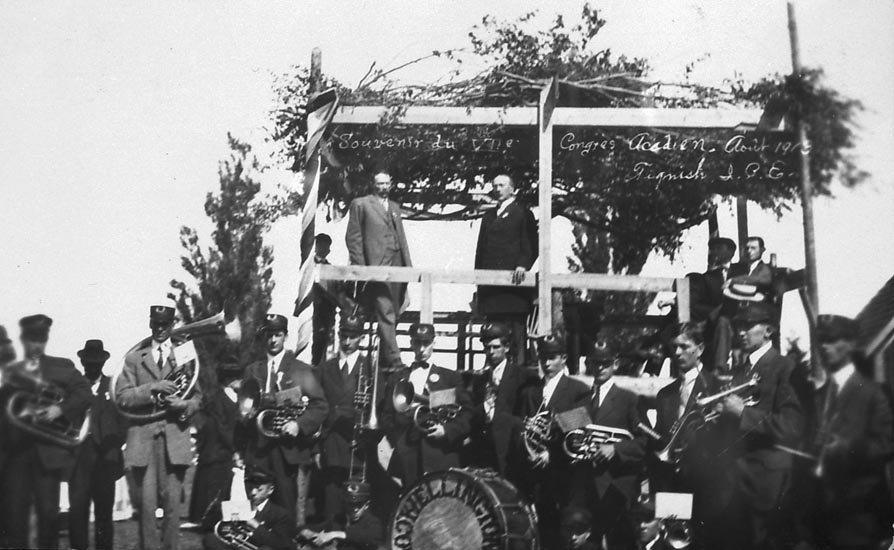
La troisième Convention nationale acadienne, à Tignish.

La Société nationale de l'Assomption forme un véritable gouvernement parallèle. Il y a un comité exécutif d'une quarantaine de membres, formé en 1890 à la convention nationale de Pointe-de-l'Église, et des vice-présidents provinciaux siégeant au Conseil général, qui détient réellement le pouvoir. En dehors des conventions, la société nationale se prononce sur de nombreux enjeux et s'intéresse aux enseignants, en donnant des bourses d'études et en encourageant les congrès pédagogiques. La Société mutuelle de l'Assomption, aujourd'hui Assomption Vie, est fondée en 1903 au Massachusetts ; elle compte 58 succursales en 1907, permettant à la population de se réunir régulièrement. En effet, outre son aspect commercial, elle permet le ralliement de la population, la promotion de l'éducation, la protection de la religion catholique, de la langue française et de la culture acadienne.
Bien que plusieurs Acadiens soient présents en politique, aucune idéologie propre n'est élaborée. Toutefois, la population abandonne peu à peu son appui envers le parti conservateur en faveur du parti libéral, probablement à cause de l'attrait de Wilfrid Laurier et de la sensibilisation de Peter Veniot. Par contre, le mouvement nationaliste prône l'initiative privée au lieu de l'intervention de l'État.

### Révolution industrielle et émigration

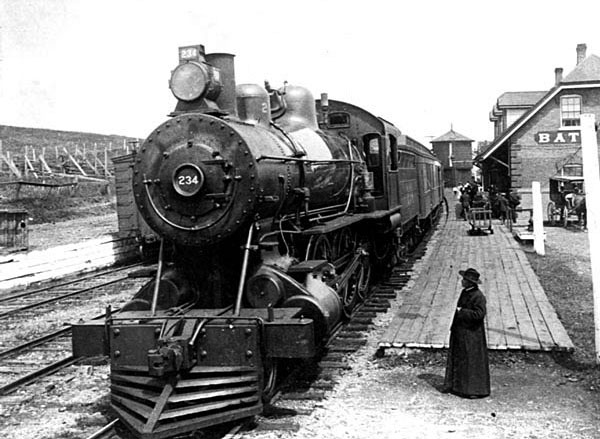
Un train à Bathurst, en 1910.

Les Acadiens migrent de plus en plus vers Moncton et dans une moindre mesure Shédiac, Yarmouth et Amherst, qui connaissent un développement économique important car facilement accessible par train. À Moncton, l'atelier du chemin de fer Intercolonial et ensuite la filature Moncton Cotton et les moulins Humphrey créent de nombreux emplois tandis que le nombre de femmes au travail augmente. Les Acadiens sont toutefois défavorisés face aux anglophones dans les postes qualifiés et reçoivent un salaire moins important ; plusieurs arrivent par contre à ouvrir de petits commerces. L'Île-du-Prince-Édouard est encore essentiellement agricole bien que le commerce se développe dans les villes.
L'Île-du-Prince-Édouard dispose du chemin de fer à partir de 1880 avant d'être reliée au continent par un traversier en acier à partir de 1886. Le chemin de fer Caraquet, inauguré en 1887, relie la Péninsule acadienne au chemin de fer Intercolonial ; il est toutefois en difficulté et vendu au gouvernement fédéral. Dans la même région, Pierre P. Morais inaugure en 1907 la Gloucester Navigation Company, un service de transport maritime.
Les Acadiens émigrent moins que les Canadiens anglais, ce qui augmente leur poids démographique. Les dangers associés à l'émigration encouragent la colonisation de l'arrière-pays et l'agriculture ; le mouvement se poursuit surtout au Nouveau-Brunswick, bien qu'un groupe de Madelinots s'établisse à Baie-Sainte-Anne en 1899. La production agricole s'améliore ; les agriculteurs ne sont pas réellement mieux nantis que les pêcheurs ou que ceux qui pratiquent les deux métiers à la fois mais l'endettement des pêcheurs reste un problème. De plus, même si les usines sont surtout contrôlées par des marchands anglophones ou américains, on compte aussi quelques propriétaires acadiens ; ces usines fournissent aussi beaucoup d'emplois pour les femmes. Toutefois, les anglophones contrôlent l'industrie forestière, où la plupart des ouvriers sont des adolescents. Il semble que la classe moyenne acadienne ne soit pas vraiment touchée par la Longue Dépression de 1873, contrairement aux anglophones.

### Société et culture

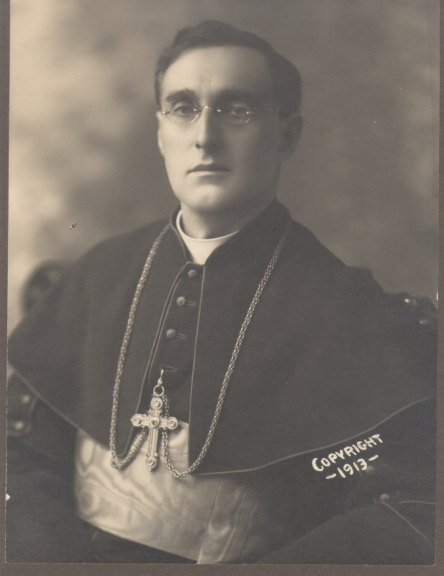
Alfred-Édouard Leblanc.

En 1912, à la suite d'un long débat, Alfred-Édouard Leblanc devient le premier évêque acadien. L'implantation de paroisses francophones en milieu mixte pose un problème et Moncton n'en a une qu'en 1914.

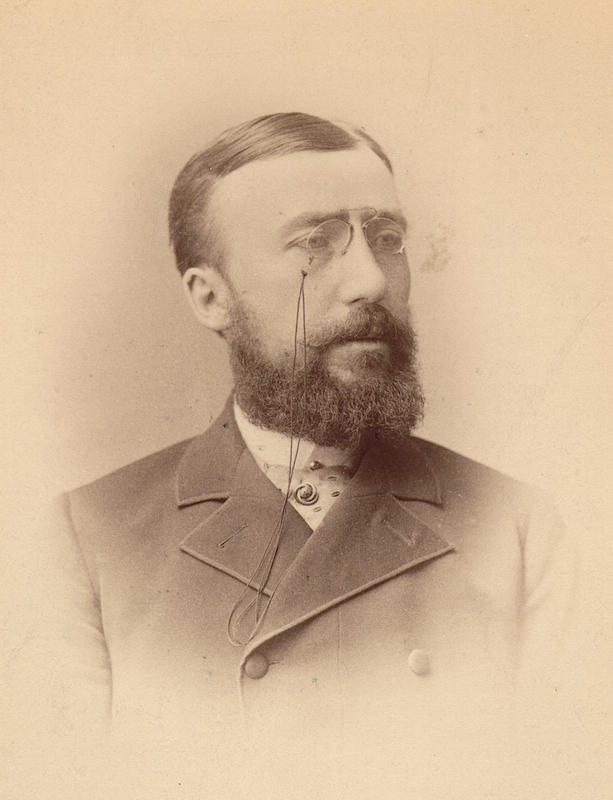
Pascal Poirier.

Neuf hebdomadaires sont fondés avant 1912. Bien que la plupart cessent rapidement d'être imprimés, L'Évangéline, fondé par Valentin Landry en Nouvelle-Écosse en 1887 et déménagé à Moncton en 1907, reprend le débat nationaliste sans se soucier de l'impact de ses éditoriaux. Les propos liés à la demande d'un évêque acadien choquent tellement le délégué apostolique que le journal doit être vendu en 1910. Un autre journal notoire est L'Impartial, fondé en 1893 à Tignish. À cette époque, quelques femmes parviennent, par la voie des journaux, à exprimer leurs opinions sur des questions importantes, telles que les droits des femmes, l'émigration et la politique.
Le French Department, similaire au défunt Preparatory Department, est mis sur pied en 1885 au Nouveau-Brunswick, toujours dans le but de préparer les étudiants acadiens aux études en anglais ; ses cours sont crédités et il a plus de succès que son prédécesseur. L'usage de livres bilingues est aboli en 1907 mais la plupart des livres utilisés au secondaire restent en anglais. En 1902, une commission conclut que l'éducation unilingue anglophone nuit aux Acadiens en Nouvelle-Écosse. À partir de ce moment, l'usage de livres en français est permis et l'embauche d'enseignants bilingues encouragée. L'Île-du-Prince-Édouard s'intéresse peu aux demandes des Acadiens et, même si un inspecteur est nommé en 1882, les écoles acadiennes sont en fait bilingues et même plutôt anglophones. Les enseignants s'organisent, une assemblée est convoquée à Bathurst en 1880 par Valentin Landry, où l'on discute des défis touchant l'éducation des Acadiens ; les salaires des enseignants sont très bas, en partie à cause de leurs diplômes moins importants, alors que la profession est très majoritairement féminine. L'éducation supérieure se porte un peu mieux, les Eudistes fondent même deux collèges : l'un à Pointe-de-l'Église en 1890, qui deviendra l'Université Sainte-Anne, et l'autre en 1899 à Caraquet, déplacé à Bathurst en 1916.
Placide Gaudet, Pascal Poirier et Philéas-Frédéric Bourgeois font les premiers pas en littérature, se concentrant surtout sur l'histoire, la généalogie et la langue acadienne.

## Guerres mondiales et Grande Dépression (1914-1950)

### Prises de positions politiques

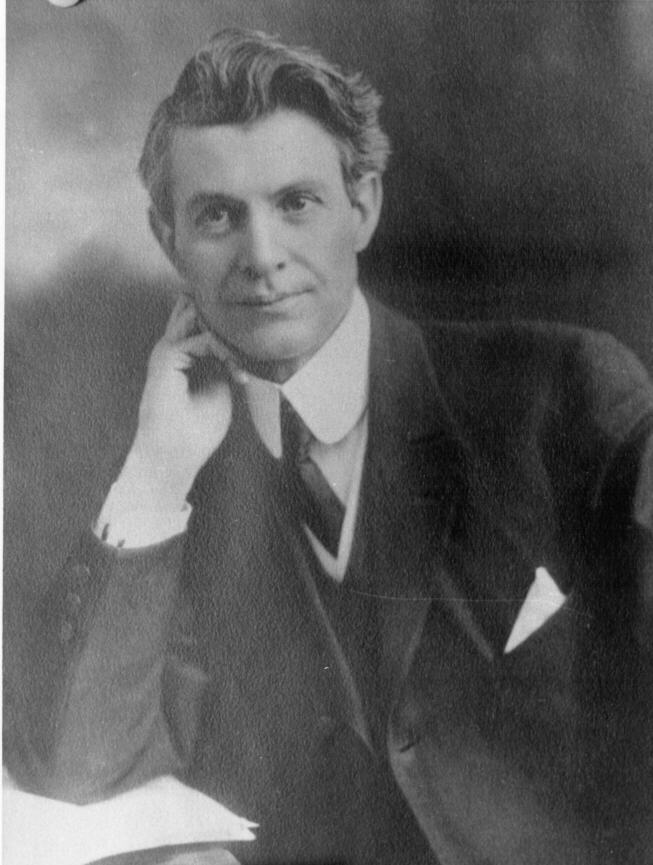
Aubin-Edmond Arsenault.

Malgré l'émigration, la population acadienne se stabilise à l'Île-du-Prince-Édouard et en Nouvelle-Écosse alors qu'elle augmente au Nouveau-Brunswick, ce qui lui permet de prendre conscience de son poids politique. Au Nouveau-Brunswick, les Acadiens appuient majoritairement le parti libéral tandis que le nombre des leurs à l'Assemblée législative atteint treize à partir de 1948, sans oublier les onze ministres nommés entre 1917 et 1957. Aubin-Edmond Arsenault devient premier ministre de l'Île-du-Prince-Édouard en 1917 et Peter Veniot devient premier ministre du Nouveau-Brunswick en 1923 ; ceux-ci ont toutefois simplement été nommés par intérim et aucun ne se fait réélire. Les Acadiens appuient massivement les libéraux en politique fédérale mais sont sous-représentés au Sénat. Les ministres Joseph-Enoïl Michaud et Onésiphore Turgeon sont à noter, de même que Peter Veniot, élu à la Chambre des communes en 1926 ; les intentions de vote à l'Île-du-Prince-Édouard et en Nouvelle-Écosse sont mal connues des historiens et Vincent Pottier ne devient le premier député acadien qu'en 1935. Les femmes obtiennent le droit de vote en 1918 en Nouvelle-Écosse, en 1919 au Nouveau-Brunswick, en 1922 à l'Île-du-Prince-Édouard et à l'échelle fédérale en 1918, dans ce cas un an après les infirmières militaires et les femmes proches de militaires.
La Première Guerre mondiale est déclenchée en 1914. Lors de la crise de la conscription de 1917, certaines personnalités appuient la conscription mais la population y est généralement opposée, votant majoritairement pour Wilfrid Laurier ; l'opposition acadienne est toutefois moins prononcée que celle au Québec. La participation des Acadiens à l'effort de guerre est par contre importante et le 165e bataillon, constitué d'Acadiens, est même formé en 1916 bien qu'il ne participe pas au combat en tant qu'unité distincte. Après la guerre, les vétérans acadiens demandent de l'aide, avec les anglophones, auprès du gouvernement.
L'expression French Domination est parfois utilisée durant les campagnes électorales tandis que des lettres du Ku Klux Klan circulent. À la suite de pressions des loges orangistes, le gouvernement du Nouveau-Brunswick annule, en 1929, un règlement favorisant une plus grande utilisation du français dans l'enseignement. En 1934, la Mutuelle de l'Assomption, prenant le relais de la Société nationale de l'Assomption, incite les Acadiens à exiger des services en français dans le commerce, particulièrement à Moncton. L'English Speaking League réplique en boycottant toute présence du français, causant de nombreux congédiements.
Le Canada obtient son indépendance totale en 1931 par la signature du statut de Westminster. Il se distance alors du Royaume-Uni mais se rapproche encore plus des États-Unis.
Lors du déclenchement de la Deuxième Guerre mondiale en 1939, la population participe généreusement aux collectes de fonds encouragées par le clergé. Même s'ils montrent leur opposition durant la crise de 1944, les Acadiens s'enrôlent en grand nombre. La plupart des recrues doivent pourtant suivre un entraînement en anglais mais, contrairement à ce qui s'était passé lors de la guerre précédente, tous les vétérans ont droit à une aide fédérale.
Terre-Neuve-et-Labrador entre dans la Confédération canadienne en 1949. À noter que cette province compte une minorité acadienne, les Acadiens de Terre-Neuve, résidant principalement dans la péninsule de Port-au-Port ainsi qu'à Saint-Jean.

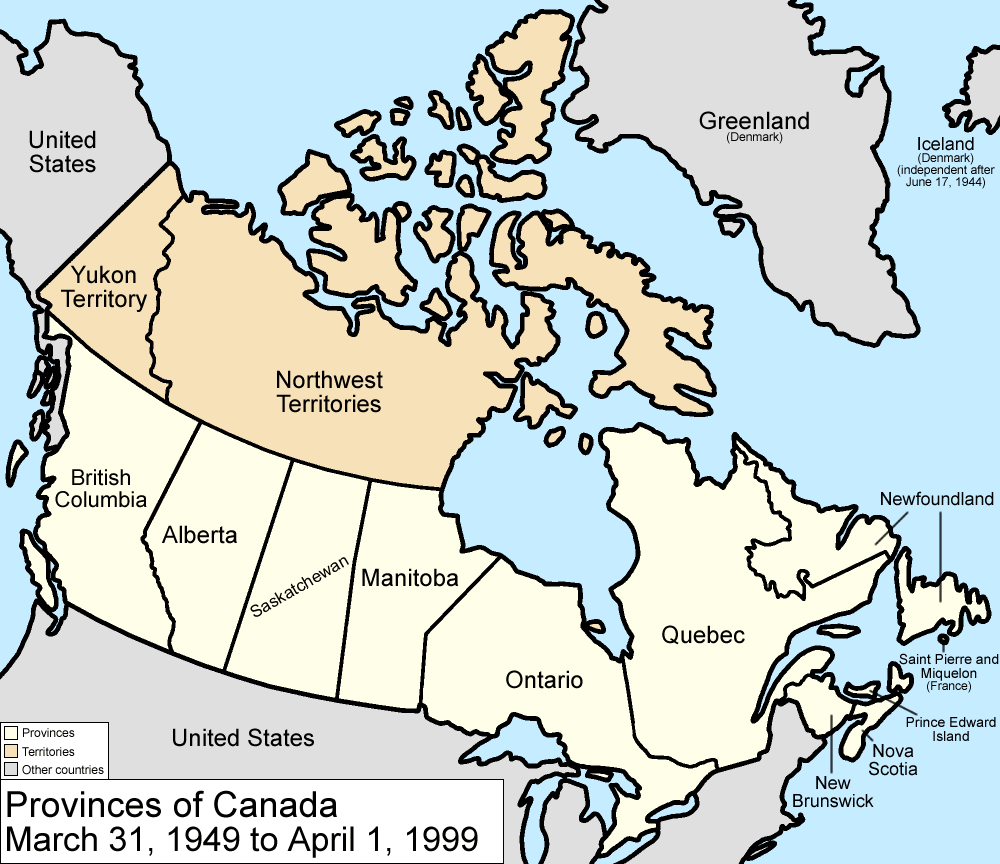
Le Canada à l'entrée de Terre-Neuve-et-Labrador en 1949 (en anglais).
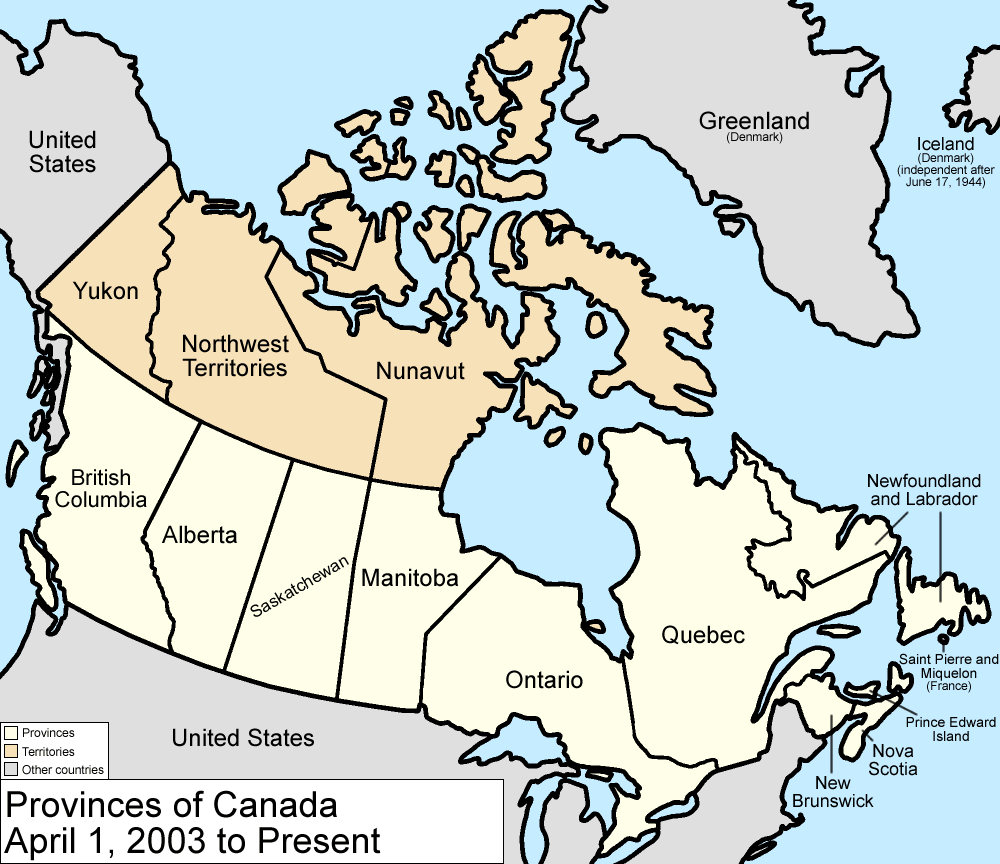
Le Canada depuis 2003.

### Révolution économique

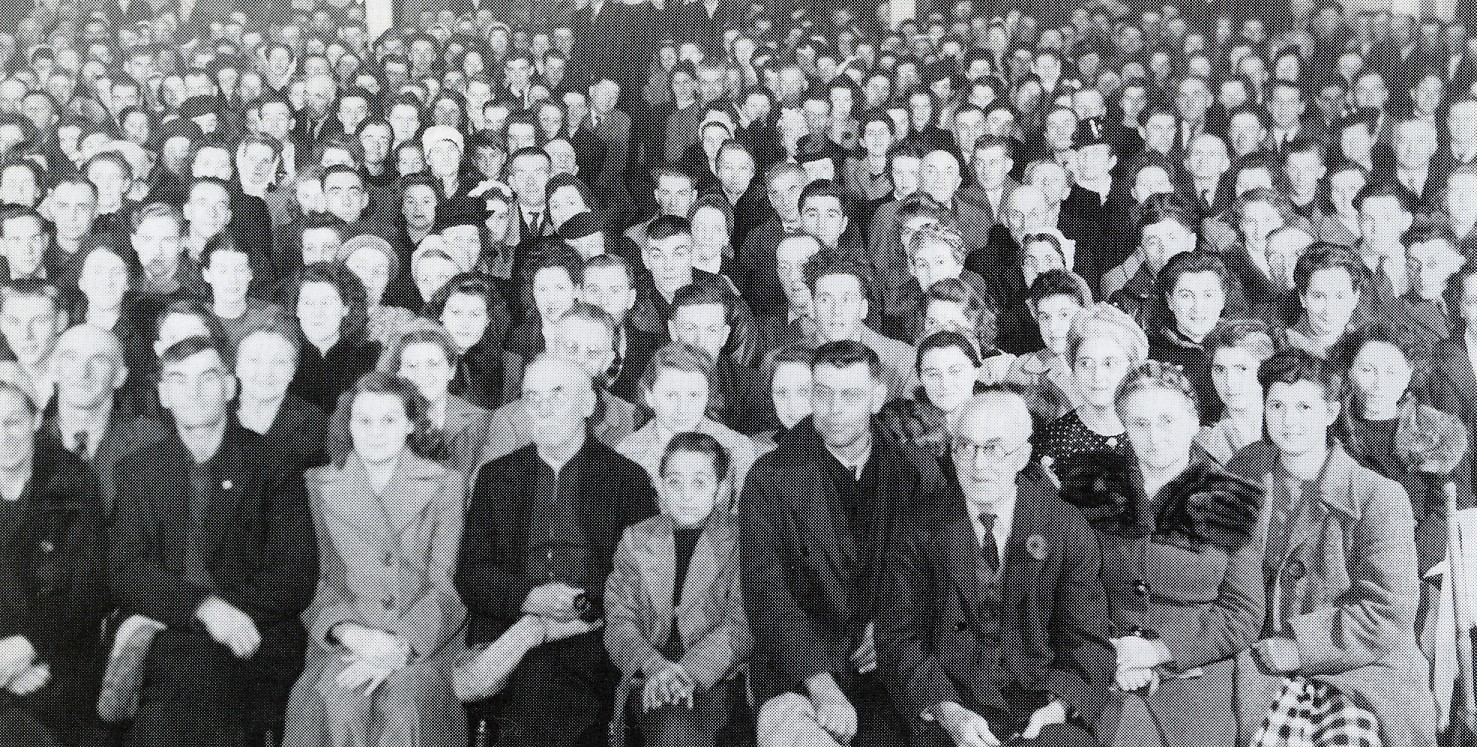
Conférence du mouvement d'Antigonish à Chéticamp en 1947.

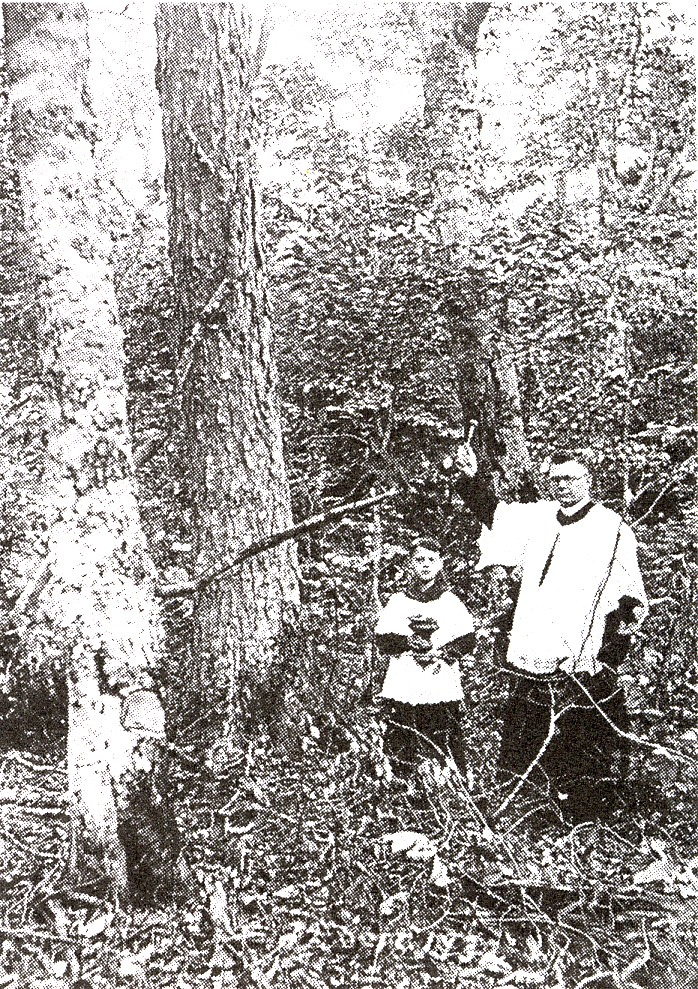
Fondation d'Allardville, le 12 septembre 1932.

Même si les Acadiens de Moncton vivent moins bien que les anglophones, il reste que la ville commence à s'affirmer comme la capitale de l'Acadie. Les femmes font leur entrée dans l'économie urbaine au début du XXe siècle, peu de temps après les hommes. Elles sont surtout domestiques mais on les retrouve aussi dans les usines ; elles sont généralement jeunes et mal payées.
Le mouvement de migration vers les villes s'accompagne d'une syndicalisation grandissante et la Fédération des travailleurs du Nouveau-Brunswick est fondée en 1913. Certains membres de l'élite sont favorables aux syndicats mais ceux-ci ne sont pas bien implantés dans la pêche et l'industrie forestière et de toute façon les Acadiens n'y sont pas beaucoup représentés. Le syndicat de l'usine Fraser d'Edmundston est reconnu vingt ans après sa fondation dans le secret, en 1918. La Nouvelle-Écosse est touchée par des grèves violentes, tout comme l'Ouest canadien. Les usines de transformation du poisson sont trop petites pour que les employés se syndiquent mais la Gorton Pew, à Caraquet en 1939, est syndiquée en 1949. Des bûcherons du comté de Restigouche, les premiers, font de même cette année-là.
L'entre-deux-guerres est une période difficile pour les pêcheurs, poussant le gouvernement fédéral à lancer une commission d'enquête en 1927. De nombreuses solutions sont proposées par les pêcheurs alors qu'eux-mêmes organisent des cercles d'études et des associations. Les pêcheurs sont en fait délaissés par l'élite, qui considère toujours l'avenir de l'Acadie comme passant par l'agriculture. Nombreux sont ceux n'ayant aucune contrôle sur la production, ne possédant pas les bateaux et les agrès de pêche. La première coopérative est fondée en 1915 à Chéticamp, ce qui cause l'hostilité de certains marchands ; de nombreuses autres sont tout de même fondées durant les années 1920 et 1930. Le gouvernement fédéral réagit finalement aux recommandations de la commission d'enquête en regroupant toutes les associations dans les Pêcheurs-Unis des Maritimes en 1930. D'autres incitatives y font suite, certaines accélérant la modernisation de la flotte et l'industrialisation alors que la plupart des pêcheurs côtiers vivent toujours sous le seuil de pauvreté et doivent encore compter sur le travail de leur épouse et de leurs enfants. Le mouvement d'Antigonish, lancé en 1930 par l'Université Saint-Francis-Xavier, est fortement influencé par celui de théologie sociale des années 1920. Il propose une réforme rurale par l'éducation collective, à laquelle participent divers secteurs de l'économie, sans oublier le rôle important du clergé et des femmes. En 1938, le mouvement compte déjà 50 000 membres et 2 390 cercles d'étude. La première Caisse populaire acadienne est fondée en 1936.
L'industrie des pâtes et papiers est alors en expansion, les promoteurs anglophones ou étrangers s'y intéressant davantage alors que le gouvernement donne de vastes terres de la Couronne. Une première usine moderne est construite à Bathurst en 1914. Moins important qu'au Nouveau-Brunswick, le secteur forestier de la Baie-Sainte-Marie est stimulé par la reprise de la construction navale, qui avait été abandonnée en 1890. À partir des années 1930, à la suite du départ des compagnies causé par une nouvelle taxe, les Acadiens deviennent les principaux promoteurs dans cette région.
Le secteur agricole est toujours menacé par l'urbanisation et l'émigration. Le nombre de fermes diminue et leur superficie augmente tandis que les campagnards deviennent de plus en plus des travailleurs saisonniers dans d'autres domaines. Seul le Nouveau-Brunswick échappe à cette situation. L'Église préconise toujours l'agriculture et la colonisation. Le Comité des prêtres colonisateurs du diocèse de Chatham, fondé par Joseph-Auguste Allard en 1933, est particulièrement actif en fondant les villages d'Allardville, de Saint-Sauveur, de Kedgwick et de Saint-Quentin dans le Nord de la province.
Tous les secteurs de l'économie sont touchés par la Grande Dépression de 1929, bien que les agriculteurs s'en sortent apparemment mieux. Les Maritimes ne peuvent profiter de l'aide fédérale alors que les comtés du Nord du Nouveau-Brunswick sont proches de la faillite. Il y a en plus des allégations de fraude et le secours direct est même aboli en 1933 dans le comté de Gloucester. Les effets de la crise se ressentent jusque vers 1941.

### Acadianisation de la société

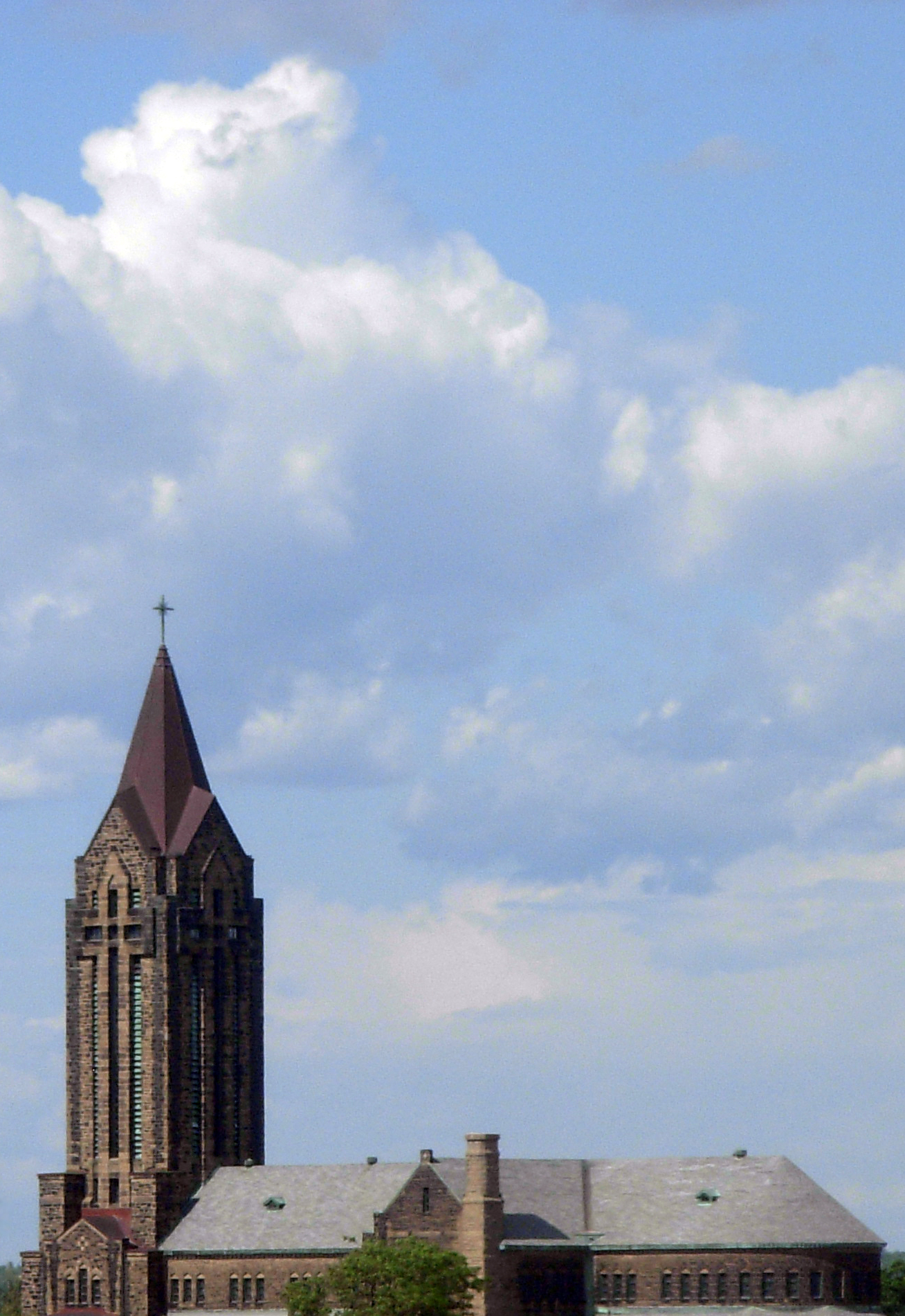
La cathédrale Notre-Dame-de-l'Assomption de Moncton.

Au Nouveau-Brunswick, la gestion des écoles passe des paroisses civiles aux comtés durant les années 1920 alors qu'un réseau d'écoles secondaires ainsi que le transport d'écoliers par autobus sont implantés. L'éducation en région rurale reste toutefois déficiente et les livres sont encore souvent en anglais. L'Association acadienne d'enseignement est fondée en 1936. En 1939, le gouvernement de l'Île-du-Prince-Édouard consent à faire du français la langue d'enseignement — ou plutôt la principale — jusqu'en 6e année dans les écoles acadiennes ; le gouvernement néo-écossais fait la même concession à la suite d'une recommandation de la Xe Convention nationale acadienne.
L'Université Sainte-Anne, en Nouvelle-Écosse, donne des cours d'été aux enseignants bilingues entre 1941 et 1946 alors qu'aucune formation particulière n'est donnée à l'Île-du-Prince-Édouard ; ceux donnés au Nouveau-Brunswick sont reconnus en 1947, face aux pressions de l'Association acadienne d'enseignement. Les enseignants se regroupent en 1946 dans l'Association des instituteurs acadiens.
En 1943, la Congrégation de Notre-Dame-du-Sacré-Cœur ouvre le premier établissement ouvert aux femmes au Collège Saint-Joseph de Memramcook, déplacé en 1949 à Moncton. La même année, les hospitalières de Saint-Joseph ouvrent un autre collège pour femmes à Saint-Basile. Les Eudistes fondent le Collège Saint-Louis dans la ville voisine d'Edmundston en 1944. L'éducation des femmes est la même, sauf que le cours de grec est remplacé par celui d'économie familiale, ces collèges visant surtout à former des infirmières. À partir de 1929, les collèges jouent un rôle dans l'expansion du théâtre, la littérature et la musique acadienne ; le Collège Maillet, fondé en 1949, fait de Saint-Basile un véritable centre culturel. La littérature met à l'honneur les fondateurs et l'élite, tout en permettant à la population de découvrir d'autres régions à une époque où les déplacements sont encore difficiles. Quelques musiciens dont Arthur Leblanc et Anna Malenfant deviennent professionnels.
L'Évangéline devient un quotidien en 1931 mais doit revenir à une formule hebdomadaire un an plus tard car la Grande Dépression fait baisser les ventes, avant de redevenir un quotidien en 1949 grâce à une contribution financière québécoise et française ; deux nouveaux hebdomadaires sont fondés entretemps, soit Le Madawaska en 1913 et Le Petit courrier en 1937.
De plus en plus de paroisses de l'Île-du-Prince-Édouard ont des prêtres unilingues anglophones, ce qui nuit à l'épanouissement de la société acadienne ; les rares prêtres francophones parviennent tout de même à organiser divers mouvements paroissiaux très populaires. La Congrégation des filles de Marie de l'Assomption est formée en 1922 à Campbellton alors que Congrégation des religieuses de Notre-Dame-du-Sacré-Cœur se sépare des Sister of Charity deux ans plus tard ; ce sont les deux seules communautés religieuses féminines à jamais avoir été fondées en Acadie. La création de l'archidiocèse de Moncton est proposée, en prétextant l'augmentation de la population et le souhait d'avoir une plus grande influence politique pour les catholiques. Malgré l'opposition de quelques prêtres anglophones, l'archidiocèse est érigé en 1936 à partir du diocèse de Charlottetown tandis que le siège de ce dernier est transféré à Bathurst en 1938. Le premier archevêque est Arthur Melanson. Le diocèse d'Edmundston est séparé de l'archidiocèse de Moncton en 1944 tandis que le diocèse de Yarmouth est formé dans l'archidiocèse de Halifax en 1953.
Les liens avec la Francophonie deviennent de plus en plus importants alors qu'un courant favorable aux Acadiens existe en France. Émile Laurivière fonde ainsi le comité France-Acadie en 1920, par l'entremise duquel le Ministère des Affaires étrangères envoie des livres, des films, des disques et des bourses d'études en Acadie. Certains établissements d'enseignement du Québec donnent aussi des bourses. Les Québécois délaissent la promotion du bilinguisme pour celle du français, ce qui a aussi des impacts en Acadie. Une société secrète, l'Ordre de Jacques-Cartier, est mise créée à Ottawa en 1926, au départ pour défendre les fonctionnaires francophones face aux francs-maçons anglophones mais qui étend son mandat à la promotion des intérêts économiques et sociaux des francophones ; plusieurs commanderies sont fondées en Acadie, jouant un rôle de premier plan dans la société.

## Contestation sur tous les fronts (1950-1982)

### Politique

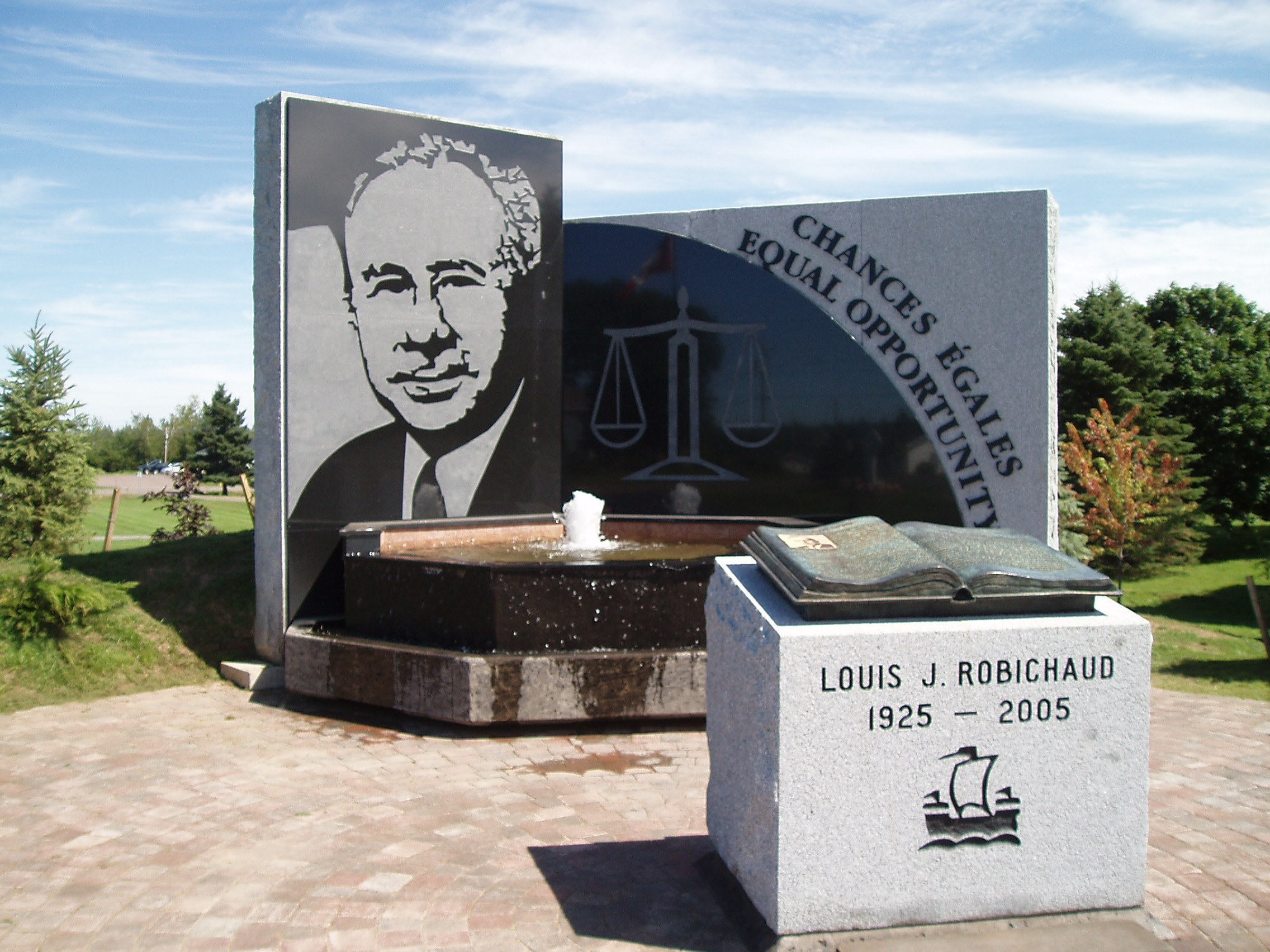
Monument dédié à Louis Robichaud.

Extension maximale de la province acadienne telle que proposée par le Parti acadien.

Depuis les années 1960, les gouvernements sont plus impliqués dans de nombreux domaines, notamment l'éducation et la santé. Les Acadiens politisent leurs débats à la même époque. Ceux du Nouveau-Brunswick, représentant 85 % de cette population des Maritimes, se distinguant le plus au point de vue politique. Ils sont en fait les seuls à être assez nombreux pour assurer une présence à la Chambre des communes et vingt des leurs, pour la plupart des libéraux, y siègent de 1953 à 1990. Roméo LeBlanc est tour à tour député, ministre, sénateur et gouverneur général. Eymard Corbin et Jean-Eudes Dubé sont aussi à noter. Louis Robichaud, élu premier ministre du Nouveau-Brunswick en 1960 à l'âge de 35 ans, reste la principale personnalité politique acadienne du XXe siècle. Sa politique n'est pas basée sur le nationalisme acadien. Ses réformes ne sont pas toutes populaires et ne sont pas toutes des réussites mais certaines sont les plus progressistes et les plus controversées de l'histoire de la province. La plus audacieuse consiste à complètement revoir l'organisation des municipalités, de la santé, de l'éducation et de la justice dans le but de diminuer les écarts socioéconomiques existants entre les différents comtés ; ce programme est plus connu sous le nom de Chances égales pour tous. Il adopte aussi, entre autres, la Loi sur les langues officielles en 1969. Le gouvernement fédéral adopte lui aussi une Loi sur les langues officielles la même année.
En 1968, les étudiants de l'Université de Moncton suivent le mouvement international de contestation, alors qu'ils font une visite remarquée à l'hôtel de ville de Moncton pour demander une plus grande présence du français en ville, entrent en grève pour protester contre la hausse des frais de scolarité et manifestent devant l'Assemblée législative du Nouveau-Brunswick. Les Eudistes se retirent de l'administration de l'Université Sainte-Anne à la suite d'une autre grève au moment où le gouvernement provincial désire remplacer l'établissement par un collège communautaire mais une nouvelle grève fait reculer le gouvernement tout en rendant l'institution laïque. Le parc national de Kouchibouguac est ouvert en 1969, à la suite de l'expulsion de ses résidents sauf Jackie Vautour et sa famille, qui décident de rester, malgré le harcèlement du gouvernement. En dépit des promesses du gouvernement fédéral, 3 000 personnes manifestent la même année à Bathurst contre la fermeture de la mine de Nigadoo.
Le progressiste-conservateur anglophone Richard Bennett Hatfield succède à Louis Robichaud en 1970. Le Parti acadien est fondé en 1972 dans le but de séparer le Nouveau-Brunswick en deux pour former une province acadienne. Dans les faits, il vise plutôt à politiser la population. Le premier regroupement provincial des femmes du Nouveau-Brunswick est créé en 1974. Un an plus tard, Hatfield crée le Comité consultatif sur la condition de la femme. La syndicaliste Mathilda Blanchard est particulièrement influente et tente même de se faire élire cheffe du Parti progressiste-conservateur du Nouveau-Brunswick, alors que sa fille Louise devient cheffe du Parti acadien quelques années plus tard. À l'Île-du-Prince-Édouard, Léonce Bernard devient ministre en 1975 et Joseph Aubin Doiron est nommé lieutenant-gouverneur en 1979. La création du Comité consultatif acadien en 1977 constitue un événement important dans la relation entre cette communauté et le gouvernement provincial. La SAANB organise une seizième et dernière convention nationale acadienne, dite d'orientation nationale, à Edmundston en 1979. Les délégués se prononcent en faveur de la création d'une province acadienne mais seul le Parti acadien en fait la promotion. La Loi reconnaissant l'égalité des deux communautés linguistiques officielles au Nouveau-Brunswick, adoptée en 1981, constitue la réponse du gouvernement aux demandes de la Convention d'orientation nationale. La Charte canadienne des droits et libertés, adoptée en 1982, garantit la protection du bilinguisme dans la province. En Nouvelle-Écosse, le gouvernement fait déjà preuve de plus d'ouverture à l'égard des Acadiens depuis les années 1950. Plusieurs députés acadiens sont nommés ministres, dont Guy Leblanc, tandis que la circonscription de Yarmouth est divisée en deux en 1984 afin d'offrir une meilleure représentation. Le Parti acadien disparaît la même année, à cause des divisions entre militants du Nord et du Sud de la province et en raison des politiques conciliantes de Hatfield face aux Acadiens. Le parti réussit tout de même à mettre en avant l'idée d'une meilleure séparation du pouvoir entre anglophones et francophones.
Un secrétariat permanent de la Société nationale de l'Acadie est mis sur pied en 1956. L'existence de la Société Saint-Thomas-d'Aquin à l'Île-du-Prince-Édouard et la fondation de la Fédération acadienne de la Nouvelle-Écosse (FANE) en 1967 pousse à croire que la SNA est trop liée au Nouveau-Brunswick. Pour cette raison, la Société des Acadiens et des Acadiennes du Nouveau-Brunswick (SAANB) est fondée en 1973 alors que la SNA redevient l'organisme s'occupant des dossiers communs. La Fédération des francophones de Terre-Neuve et du Labrador est aussi fondée en 1973, suivie de la Fédération des communautés francophones et acadienne du Canada deux ans plus tard. Malgré certaines difficultés financières et structurelles, tous ces organismes défendent de plus en plus les intérêts acadiens face aux gouvernements. Les organismes acadiens tentent de se rapprocher de la francophonie depuis le XIXe siècle ; la SNA et la SAANB siègent par exemple aux sommets de l'organisation tandis que les députés francophones des trois provinces Maritimes sont membres de l'Assemblée parlementaire de la francophonie. Le Nouveau-Brunswick signe des ententes de coopération culturelle avec le Québec et la France. Ce pays déplace son consulat de Halifax à Moncton durant les années 1960 pour se rapprocher des Acadiens alors que le Québec installe une délégation officielle dans la ville en 1980.

### Économie

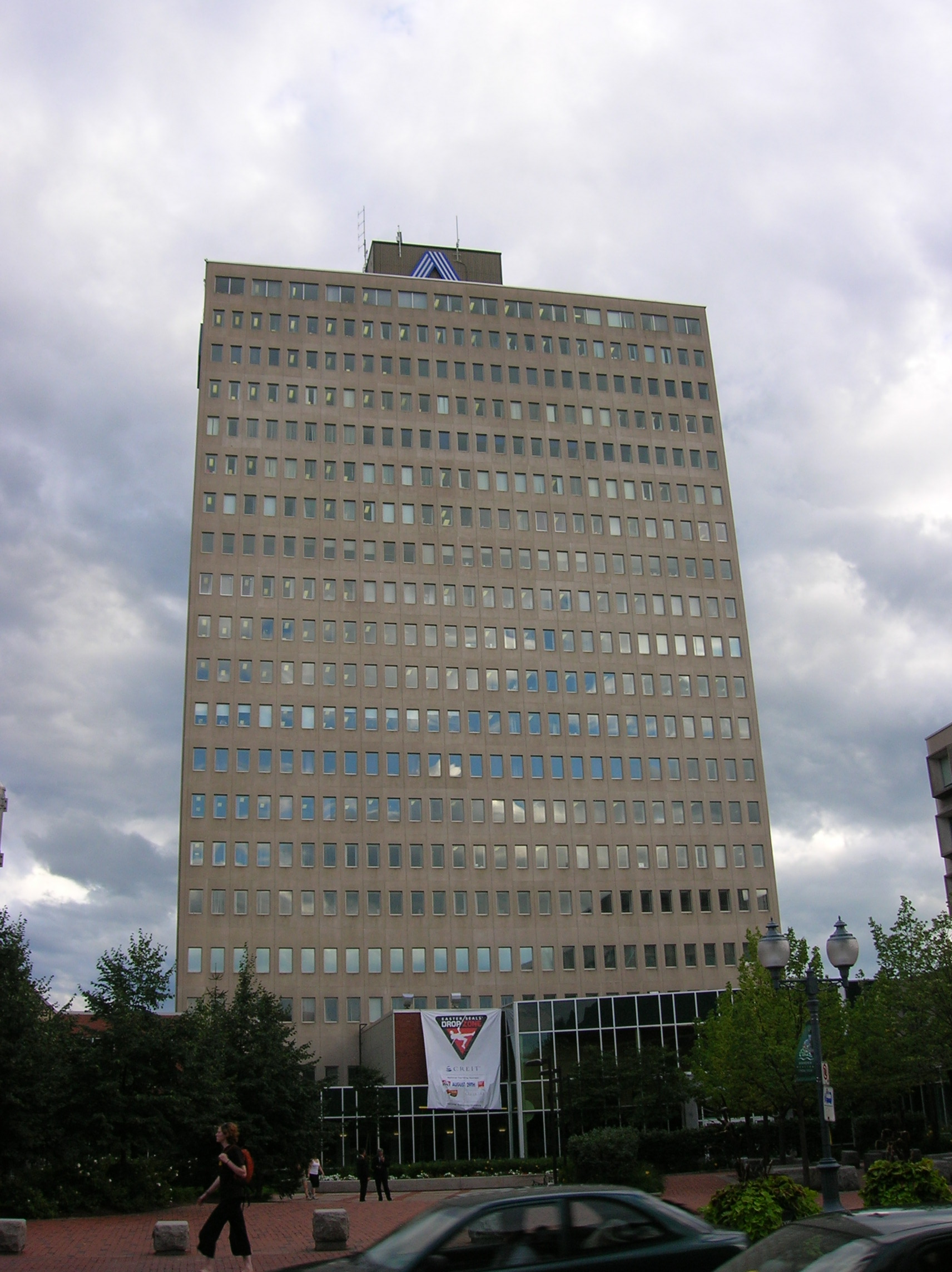
Le siège-social d'Assomption Vie à Moncton.

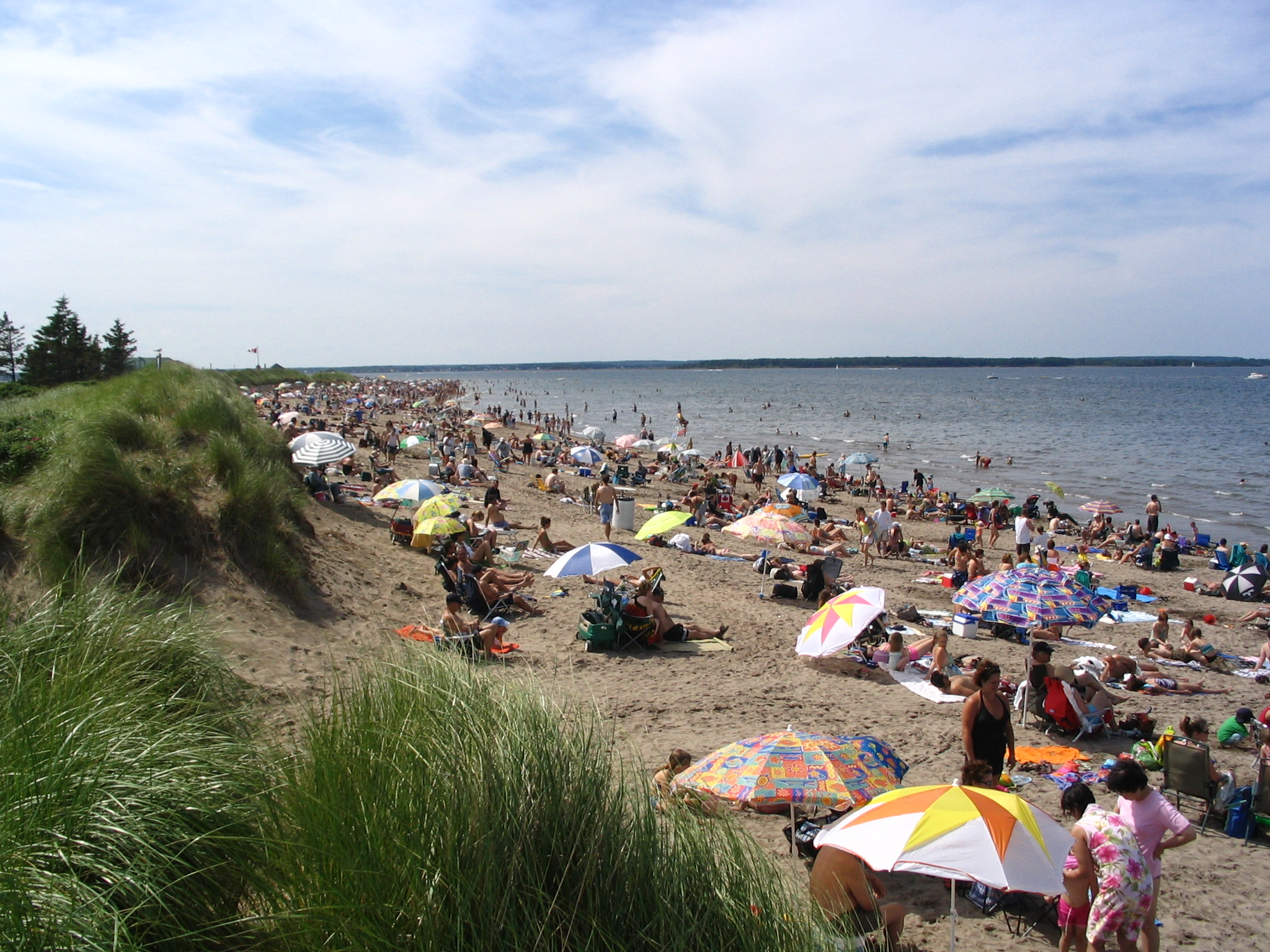
Le parc provincial de la Plage-Parlee, l'un des sites attirant le plus de touristes.

Le Canada connaît un important mouvement d'urbanisation après la Deuxième Guerre mondiale. Les grandes villes côtières entre autres attirent les Acadiens. La destination la plus attractive est Toronto et le sud de l'Ontario, puis, après la fin des années 1970, l'Ouest canadien, plus particulièrement Vancouver. Le Québec, en particulier Montréal, reste une destination de choix et on y compte jusqu'à 300 000 Acadiens dans les années 1980, attirés autant par le travail que par les universités et la scène artistique ; les Acadiens y fondent plusieurs organismes. Les États-Unis ne sont toutefois plus populaires en raison du resserrement des critères d'immigration.
La dépendance envers l'industrie primaire s'accentue après la guerre et malgré l'augmentation de la production, le progrès technologique fait perdre 49 % des emplois durant les années 1950. En 1960, le taux de chômage des régions acadiennes s'élève à 6,7 %, comparativement à la moyenne canadienne de 3,9 %. L'agriculture subsiste mais sa marginalisation est un problème général au pays, les fermes devenant de moins en moins nombreuses mais de plus en plus grandes, causant une baisse de 43 % de la main-d'œuvre entre 1956 et 1971. Des efforts sont tout de même faits dans la Péninsule acadienne pour développer la culture de petits fruits par exemple. Les agriculteurs de l'Île-du-Prince-Édouard font quant à eux face à plusieurs difficultés : manque d'éducation, de capitaux et d'intérêt des jeunes, perte d'importance des organisations agricoles ainsi que mauvais drainage des terres, ce qui rend difficile la modernisation. Pour remédier à ces problèmes, la Société Saint-Thomas-d'Aquin met sur pied un comité d'agriculture en 1944, dont l'un des résultats est la création d'un programme de bourses d'études. Des cercles d'éleveurs sont aussi mis sur pied tandis que la Coopérative des fermiers acadiens est fondée en 1955, permettant entre autres une meilleure mise en marché et l'exploitation d'une meunerie.
En 1958, la commission Gordon du gouvernement fédéral reconnait les aspects régionaux et sectoriels du sous-développement économique. Divers programmes d'aide sont mis sur pied et l'arrivée au pouvoir de Louis Robichaud marque le début d'une période de coopération fédérale-provinciale au niveau économique. Entre 1969 et 1976, la majorité des fonds fédéraux destinés au développement régional sont alloués aux provinces de l'Atlantique. Cette aide ne permet toutefois pas aux Acadiens de mieux gérer leur économie tandis que le Nord-est du Nouveau-Brunswick reste sous-développé. Les programmes tentent alors de détourner la population de l'agriculture tandis que certaines personnalités proposent carrément de déplacer des populations. Somme toute, plusieurs projets concrets réussissent, tels que des usines et des infrastructures touristiques. Durant les années 1960, la valeur de l'industrie minière du Nouveau-Brunswick dépasse celle de toutes les autres industries primaires alors que la valeur des produits forestiers double.

### Société

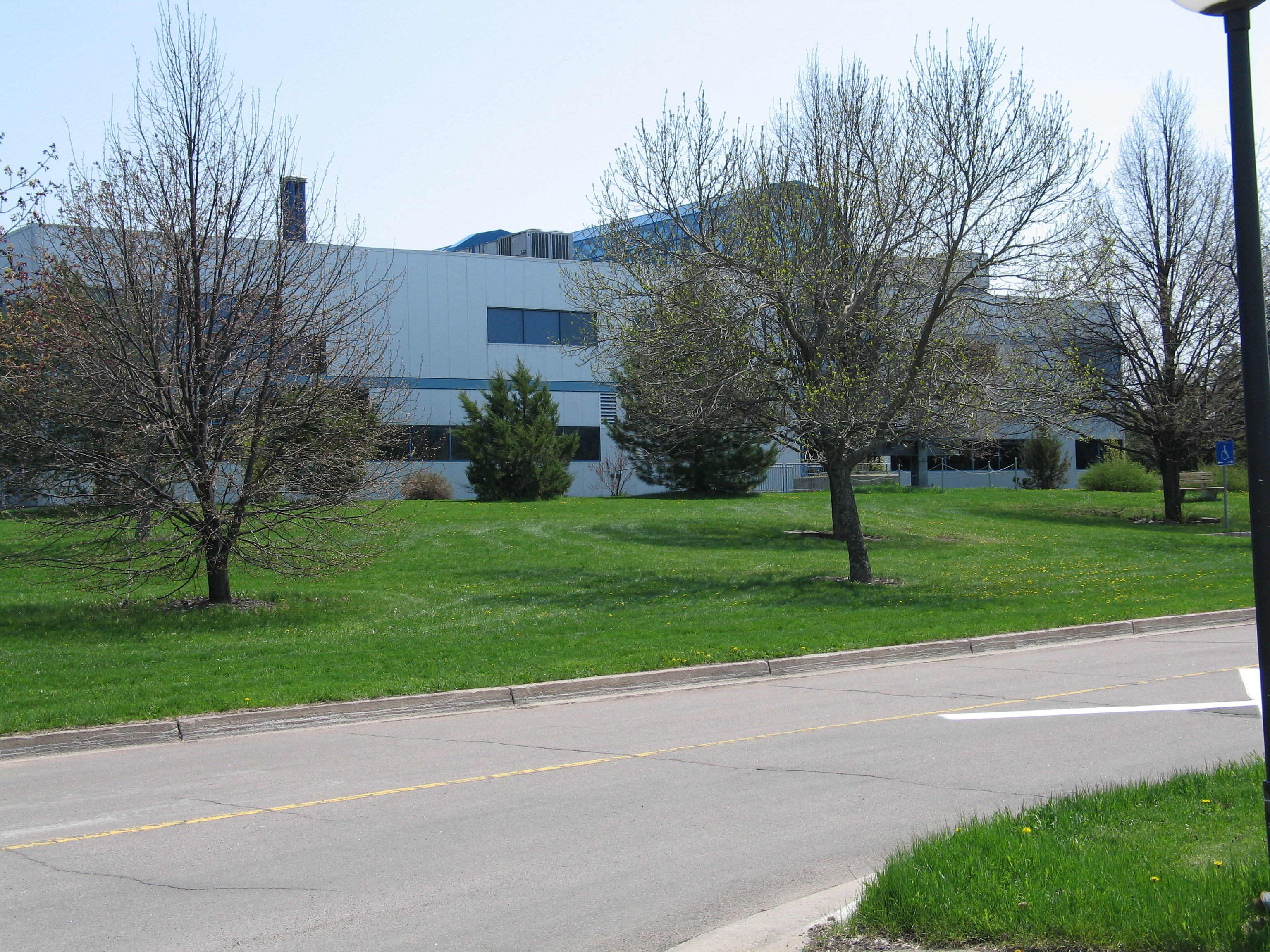
La faculté d'ingénierie de l'Université de Moncton.

La protection des services en français se poursuit. L'anglicisation est monnaie courante en Nouvelle-Écosse depuis la seconde moitié du XXe siècle alors qu'à l'Île-du-Prince-Édouard, trop d'élèves décrochent ; de plus, le nombre d'enseignants francophones compétents est insuffisant. Les allocations familiales et les subventions pour l'amélioration et la construction d'écoles contribuent à l'intérêt grandissant envers l'éducation. La Société Saint-Thomas d'Aquin, tout en préservant son programme de prêts et bourses, lance en 1953 un plan d'aide financière pour former de meilleurs instituteurs. Sur sa recommandation, l'école régionale Évangéline est fondée en 1960 à Abrams-Village. Les autres élèves de l'Île doivent fréquenter les écoles anglophones fondées à la même époque ; en fait, seulement la moitié d'entre eux sont capables de s'exprimer en français en 1966. En 1963, la Commission Byrne propose une réforme de l'éducation au Nouveau-Brunswick. Deux réseaux séparés, l'un francophone et l'autre anglophone, sont instaurés en 1964. L'administration et le financement sont centralisés deux ans plus tard et le nombre de districts scolaires passe de 422 à 33. La plupart des manuels sont disponibles en français à partir des années 1970 ; de nouvelles écoles francophones sont obtenues avec difficulté mais les écoles bilingues sont abolies en 1980. Une réforme est instaurée en 1971, séparant l'Île-du-Prince-Édouard en cinq conseils scolaires, dont un francophone, et créant un département des programmes français ; de nombreuses écoles rurales sont toutefois fermées. Un programme d'immersion française est mis sur pied en 1974 tandis que le programme de français langue seconde est amélioré. En Nouvelle-Écosse, en 1974, une commission recommande que l'accès à l'éducation en français soit garanti pour toute communauté où au moins 10 % de la population est francophone ; la loi est modifiée en 1981, reconnaissant les écoles acadiennes et instaurant entre autres un cours d'histoire et de culture acadienne.
Le gouvernement de Louis Robichaud accorde une place importante à l'éducation supérieure ; suivant les recommandations du rapport Deustch de 1962, l'Université de Moncton est fondée en 1963 et les trois autres collèges acadiens du Nouveau-Brunswick y sont annexés, soit le Collège Sacré-Cœur de Bathurst, le Collège Saint-Joseph de Memramcook et le Collège Saint-Louis d'Edmundston. Le collège de Shippagan est fusionné avec le collège Sacré-Cœur en 1963, trois ans après sa fondation, alors que le Collège Maria Assumtia est annexé en 1965 mais fermé quatre ans plus tard. En 1967, l'université devient un établissement public dirigé par des laïcs tandis que les collèges sont regroupés à la faculté des arts ; le Collège Maillet de Saint-Basile est fusionné avec le Collège Saint-Louis en 1972 et le collège Sacré-Cœur ferme ses portes en 1974. L'année suivante, à la suite des recommandations du rapport Lebel, l'université est formée de trois campus : Moncton, Edmundston et Shippagan.
Les mères célibataires sont souvent marginalisées, les femmes victimes de violence conjugale n'ont pas le droit à l'aide sociale et les syndicats, toujours dominés par les hommes, se préoccupent peu du sort des femmes. Pourtant, le nombre de femmes au travail augmente constamment. En 1955, le gouvernement fédéral permet aux femmes de travailler dans la fonction publique. L'année suivante, la Nouvelle-Écosse instaure l'équité salariale. Le Conseil national des femmes et le Business and Professional Women's Club militent pour une plus grande place des femmes dans l'économie et la politique tandis que le mouvement féministe se répand en Acadie durant les années 1960. Plusieurs organismes féminins sont fondés, dont les Dames d'Acadie.
Depuis la publication de Pointe-aux-Coques d'Antonine Maillet en 1958, la littérature acadienne est marquée par la mer et la dramatique ; des écrivains comme Laval Goupil, Raymond Leblanc, Guy Arsenault, Germaine Comeau et Herménégilde Chiasson influencent à leur façon l'identité acadienne. À la suite des grèves étudiantes de 1968, plusieurs jeunes auteurs dénoncent ceux qu'ils jugent responsables de la situation des Acadiens. La fondation des Éditions d'Acadie et du Théâtre populaire d'Acadie au début des années 1970 facilite la diffusion des œuvres. Durant les années 1980, les thèmes nationalistes sont délaissés pour faire plus de place aux sujets d'actualité ; la poésie devient le genre le plus populaire et Serge Patrice Thibodeau se démarque à l'échelle internationale. La sculpture, la peinture, la photographie, la céramique, la lithographie, le multimédia et le cinéma acadien connaissent aussi un développement sans précédent. Le cinéaste acadien Phil Comeau réalise des films documentaires et de fiction aux thématiques acadiennes qui connaissent un rayonnement international. Des groupes comme 1755 remettent en valeur la musique traditionnelle acadienne durant les années 1970 mais certains musiciens dont Rosemarie Landry et Nathalie Landry se distinguent dans la musique classique ; Angèle Arsenault et Édith Butler connaissent une carrière prolifique. Malgré la réforme de l'éducation, les communautés religieuses jouent toujours un rôle dans l'enseignement de la musique mais d'autres organisations comme les Petits Violons de Saint-Basile, le Conservatoire de musique de Caraquet et les Petits Chanteurs d'Acadie contribuent à cultiver le goût de la musique chez les jeunes. Le Centre d'études acadiennes Anselme-Chiasson de l'Université de Moncton favorise la recherche et plusieurs sociétés historiques disposent de leurs propres bulletins d'informations.
La Société Radio-Canada crée une station de radio à Moncton en 1954 puis une station de télévision en 1959. Une station privée, CJEM-FM, existait déjà à Edmundston depuis 1944 et CJVA est fondé en 1974 à Caraquet. L'Évangéline survit en 1960 grâce à une contribution financière québécoise et française.

## Préservation des acquis (de 1982 à 2010)

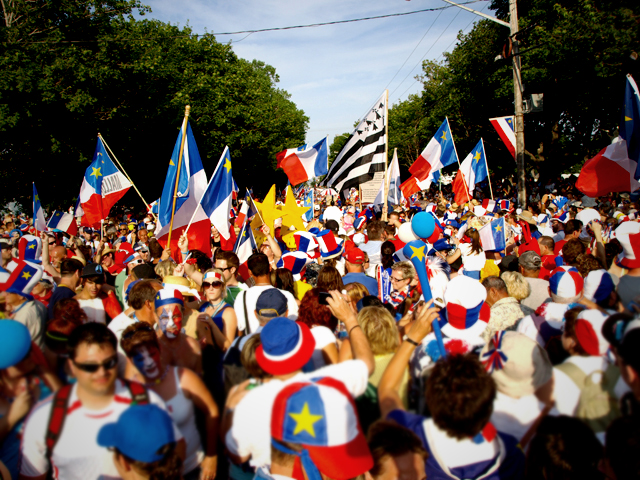
Le tintamarre de Caraquet.

### Politique
Après la disparition du Parti acadien, les préoccupations individuelles l'emportent sur l'action collective. Le libéral Frank McKenna est premier ministre du Nouveau-Brunswick de 1987 à 1997. Il impose plusieurs compressions budgétaires, comme ailleurs au Canada, tout en vantant la province aux investisseurs étrangers. La centralisation de la fonction publique réduit la place de la communauté acadienne. La fermeture d'écoles rurales entraîne les émeutes de Saint-Sauveur et Saint-Simon en 1997. Trois Acadiens, Joseph Raymond Frenette, Camille Thériault et Bernard Lord succèdent tour à tour à McKenna entre 1997 et 2006. Dominic LeBlanc tente de devenir chef du parti libéral du Canada en 2008. Toujours en politique fédérale, le néo-démocrate Yvon Godin se démarque dans la protection des droits des travailleurs et des minorités alors que Pierrette Ringuette, Bernard Valcourt et le néo-écossais Mark Muise sont aussi à noter.

### Reconnaissance de l'Acadie
La reconnaissance des deux communautés linguistiques du Nouveau-Brunswick est incluse dans la Constitution du Canada en 1993. Le premier Congrès mondial acadien a lieu en 1994. La Proclamation royale de 2003 reconnaît officiellement les torts causés par la Déportation des Acadiens. En 2005, le 28 juillet devient officiellement au Canada la « Journée de commémoration du Grand Dérangement ». Une série de monuments est installée dans différentes villes du monde à partir de la même année. Sans nier son existence, le premier ministre Stephen Harper s'oppose par contre toujours à ce que l'Acadie soit officiellement reconnue comme une nation, contrairement à ce qui a été fait pour le Québec en 2006.

### Économie

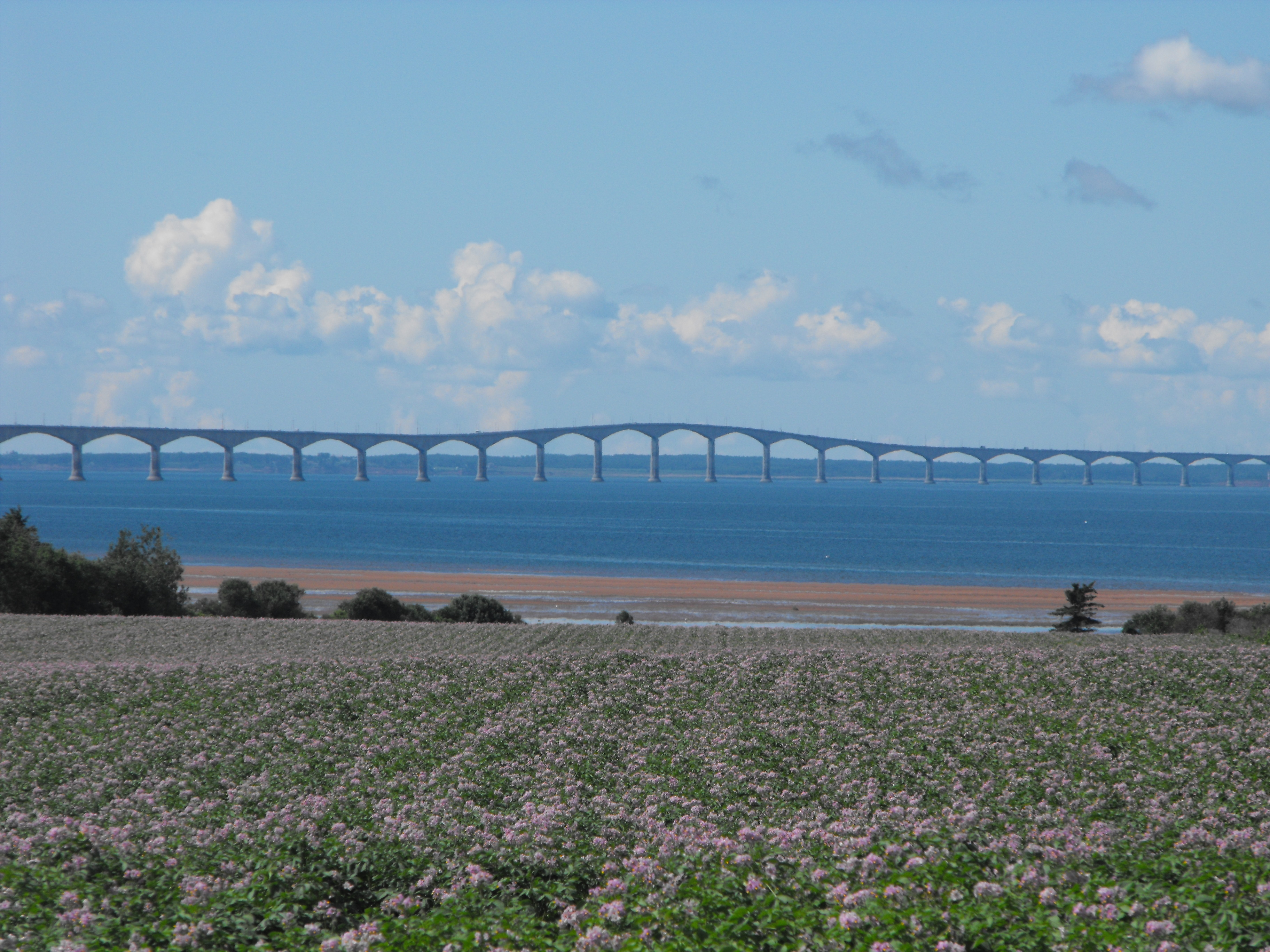
Le pont de la Confédération.

L'économie de l'Acadie n'est désormais plus en retard sur celle des secteurs anglophones et, en raison de l'urbanisation, il est même difficile de discerner les deux économies. Le Conseil économique du Nouveau-Brunswick est mis sur pied en 1979, permettant d'y organiser la plupart des entrepreneurs acadiens. L'Agence de promotion économique du Canada atlantique, au budget d'un milliard de dollars, est fondée en 1988. Le taux de chômage atteint 20 % en 1986, comparativement à la moyenne canadienne de 10 % tandis qu'il oscille entre 10 % et 14 % selon les provinces en 1999, comparativement à 8 % dans le reste du pays ; la plupart des nouveaux emplois sont créés dans le commerce et les services. Le gouvernement fédéral décentralise certaines activités et de nombreux Acadiens avantagés par leur bilinguisme se font ainsi embaucher dans les bureaux de Shédiac, Bathurst et Yarmouth. Le revenu, plus bas que celui de leurs voisins anglophones, représente 66 % de la moyenne canadienne en 1985 ; les transferts fédéraux représentent 22 % de ces revenus. L'Île-du-Prince-Édouard connaît une diversification de son économie. La coopération reste importante alors que de plus en plus de personnes entrent dans la fonction publique ou les professions libérales. La proportion de gens actifs occupant un emploi augmente de 17 % en 1961 à 59 % en 1986. Toutefois, la pêche, l'agriculture et l'industrie forestière connaissent des crises récurrentes depuis les années 1980, notamment à cause de problèmes de mise en marché et de surexploitation dans le cas de la pêche. Le chômage, les emplois saisonniers et les disparités régionales touchent toujours l'économie et ce malgré le développement du secteur minier et de l'industrie de la tourbe. Les emplois bien rémunérés en Alberta, notamment dans l'industrie des sables bitumineux, attirent tellement d'Acadiens que la survie de certaines communautés néo-écossaises est menacée.
Après un débat houleux, nécessitant un référendum et une modification de la constitution, le pont de la Confédération est inauguré en 1997, reliant l'Île-du-Prince-Édouard au continent.

### Société
L'amélioration de l'éducation se poursuit. Une école de droit enseignant la Common law en français est fondée à l'Université de Moncton en 1983 et une école de médecine ouvre ses portes en 2006.
À l'Île-du-Prince-Édouard, l'accès à l'éducation en français, si le nombre d'élèves le permet, est garanti en 1980, le droit à la gestion scolaire est introduit en 1988 et une commission scolaire francophone provinciale est créée en 1990. En Nouvelle-Écosse, le droit de gérance des écoles est ajouté en 1984 mais les changements sont pourtant appliqués lentement, de nombreux parents considérant qu'une plus grande francisation nuira à leurs enfants. L'implantation d'écoles acadiennes à Chéticamp et Sydney est controversée mais le gouvernement s'adapte à la réalité linguistique, par exemple en envoyant de l'information bilingue aux parents. Le Conseil scolaire acadien provincial est mis sur pied en 1996 et plusieurs nouvelles écoles, dont certaines unilingues francophones, sont construites en 1999 ; le gouvernement progressiste-conservateur de John Hamm remet toutefois en question cette façon de faire en 2000. La première école francophone de Terre-Neuve-et-Labrador est ouverte à La Grand'Terre en 1984 et le droit à une commission scolaire francophone est reconnu en 1996. La même année, la Cour suprême du Canada oblige la construction d'une école francophone à Summerside, une décision qui pourrait profiter aux autres communautés.
La loi sur les services en français est adoptée en 2004 en Nouvelle-Écosse, après que l'Île-du-Prince-Édouard eut adopté certains articles d'une telle loi en 2001. Le Bureau des services français est fondé par le gouvernement de Terre-Neuve-et-Labrador en 2006.
L'Évangéline cesse d'être publié en 1982, en raison de difficultés financières et de problèmes de relations de travail, mais L'Acadie nouvelle, de Caraquet, le remplace à titre de quotidien en 1984 ; il y a désormais plusieurs hebdomadaires francophones et au moins un dans chacune des provinces. Les stations de radios communautaires se développent à la suite de l'ouverture de CKRO la même année à Pokemouche. Le portail d'information et de divertissement CapAcadie.com, fondé en 1997, lance une télévision sur internet en 2009.

## Histoire récente (2010-)
En 2010, l'affichage en français devient obligatoire à Dieppe. La même année, l'ouragan Igor cause 200 millions de dollars de dégâts à Terre-Neuve-et-Labrador, en faisant la tempête la plus coûteuse de l'histoire de la province. Le premier ministre du Nouveau-Brunswick Shawn Graham tente de vendre Énergie Nb à Hydro-Québec; le projet controversé est abandonné. En 2011, l'usine de traitement des sols contaminés Bennett est rachetée par le port de Belledune, mettant fin à une controverse ayant commencée en 2003. Le chantier naval Irving de Halifax obtient une commande e 26 navires militaires. Grand-Pré devient un site du patrimoine mondial de l'Unesco en 2012. La Cour force l'agrandissement de l'École-sur-mer de Summerside, qui se voit ajouter la maternelle, puis les classes de 7e à 9e année,. Une centaine de personnalités s'opposent à la critique des coûts du bilinguisme officiel dans une lettre publiée le 6 novembre 2012 dans L'Acadie nouvelle. Les artistes de la Nouvelle vague (Lisa Leblanc, Les Hôtesses d'Hilaire, Radio Radio, Les Hay Babies, etc.) sont très populaires à partir des années 2010. La Loi sur les langues officielles du Nouveau-Brunswick est révisée en 2013Loi sur les langues officielles. La Loi sur les services en français est votée la même année à l'Île-du-Prince-Édouard. L'embargo européen sur la chasse aux phoques est maintenu la même année. L'émeute de Rexton a lieu le 17 octobre 2013; elle mènera à un moratoire sur la fracturation hydraulique au Nouveau-Brunswick. La nouvelle carte électorale du Nouveau-Brunswick est contestée en 2014. Le 24 juin a lieu la fusillade de Moncton, où trois policiers trouvent la mort. Du 5 u 6 juillet, la tempête post-tropicale Arthur cause 23 millions de dollars de dégâts à Énergie NB. Le 22 septembre, Brian Gallant devient le troisième premier ministre acadien du Nouveau-Brunswick. Le Congrès mondial acadien de 2014 est organisé conjointement au Nouveau-Brunswick, au Québec et au Maine. Lors des élections fédérales canadiennes de 2015, les libéraux de Justin Trudeau remportent les 32 sièges des provinces de l'Atlantique.